# Gelsenkirchen

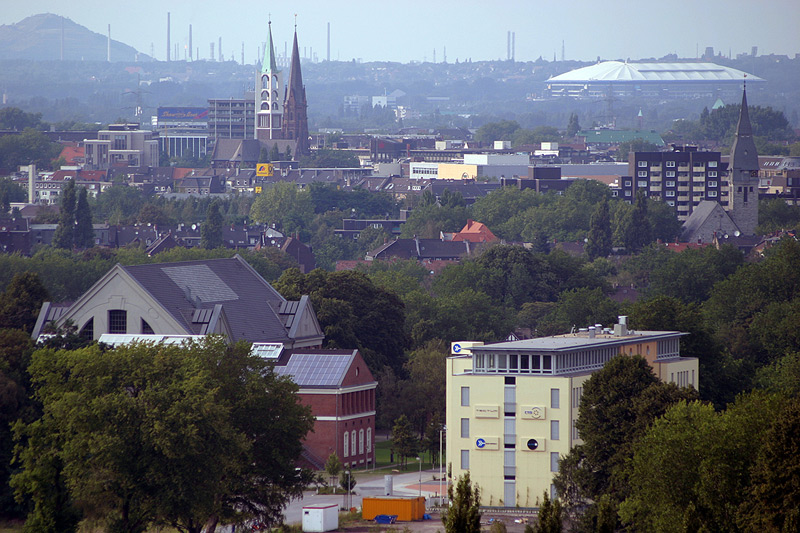
Gelsenkirchen von SO, 2004

Gelsenkirchen [ɡɛlzənˈkɪrçən] ist eine Großstadt im zentralen Ruhrgebiet in Nordrhein-Westfalen und gehört zur Metropolregion Rhein-Ruhr. Die kreisfreie Stadt im Regierungsbezirk Münster ist in der Landesplanung als Mittelzentrum ausgewiesen. Sie ist Mitglied im Landschaftsverband Westfalen-Lippe und im Regionalverband Ruhr. In Deutschland und darüber hinaus ist Gelsenkirchen vor allem als Heimat des Fußballclubs FC Schalke 04 und für den bis zur Jahrtausendwende betriebenen Bergbau bekannt.
Die Stadt in ihren heutigen Grenzen ist das Ergebnis mehrerer Gebietsreformen, durch die einige umliegende Gemeinden und auch größere Städte, darunter die ehemalige Großstadt (seit 1926) Buer (seit 1912 Stadt Buer) sowie der Stadtteil Horst – früher die Freiheit Horst, seit 1891 Amt Horst – nach Gelsenkirchen eingegliedert bzw. mit dieser Stadt zusammengelegt wurden. Schon mit der ersten größeren Eingemeindung 1903 lag die Einwohnerzahl Gelsenkirchens über der 100.000-Grenze, was es zur Großstadt machte. Im Jahr 2022 lag Gelsenkirchen mit rund 260.000 Einwohnern auf Platz zwölf der 30 Großstädte Nordrhein-Westfalens. Früher hatte Gelsenkirchen aufgrund der vielen Fackeln, mit denen die Kokereien das überschüssige Koksofengas entsorgten, den Beinamen Stadt der 1000 Feuer. Seit den 1960er Jahren vollzieht sich ein Strukturwandel von der Montanindustrie zur Wissens- und Dienstleistungswirtschaft.

## Geographie und Klima

### Lage und Fläche
Gelsenkirchen liegt an den flachen Hängen des breiten Emschertales mit dem hier parallel verlaufenden Rhein-Herne-Kanal im Südwesten Westfalens. Die Kernstadt liegt südlich des Flusses bzw. Kanals, während die Stadtteile Horst und sieben aus Buer hervorgegangene Stadtteile nördlich der Gewässer am Vestischen Höhenrücken liegen. Ein Großteil des Stadtgebietes liegt infolge von Bergsenkungen unterhalb des Hauptvorfluters Emscher und muss deshalb ständig von der Emschergenossenschaft mit Entwässerungspumpen vor Überflutung geschützt werden.
Die größte Ausdehnung des Stadtgebietes beträgt in Nord-Süd-Richtung 17 Kilometer und in West-Ost-Richtung elf Kilometer. Die Stadtgrenze hat eine Länge von insgesamt 68 Kilometern.
In Gelsenkirchen sind etwa zehn Prozent des Stadtgebiets Park- und Freizeitflächen und 25 % Wälder und landwirtschaftliche Flächen. Gelsenkirchen gehört damit zu den Städten mit einem überdurchschnittlichen Grünflächenanteil.
Gelsenkirchen liegt in der Metropolregion Rhein-Ruhr.

### Nachbargemeinden

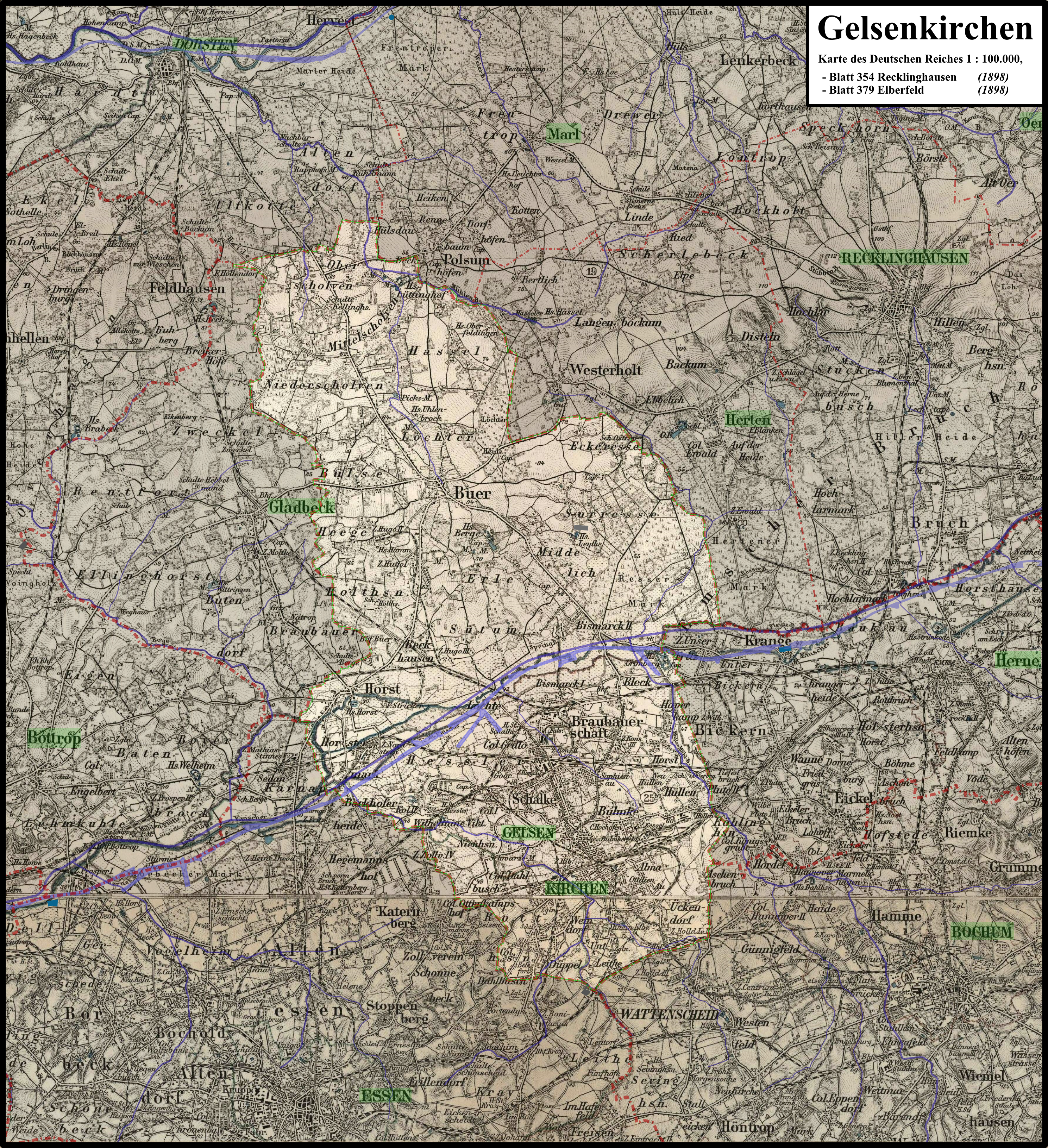
Karte des Deutschen Reiches 1: 100.000 des heutigen Gelsenkirchener Gebietes Ende des 19. Jahrhunderts – damals noch deutlich getrennt in Buer (nebst Horst und anderen heutigen Stadtteilen) im Norden und die Kernstadt im Süden

Karte von Gelsenkirchen (mit Stadtteilen)

Folgende Städte grenzen im Uhrzeigersinn, beginnend im Osten, an die Stadt Gelsenkirchen: Die kreisfreien Städte Herne, Bochum und Essen sowie die zum Kreis Recklinghausen gehörenden Städte Gladbeck, Dorsten, Marl und Herten.

### Exklave
Gelsenkirchen besitzt eine etwa zwei Hektar große Exklave an der Stelle, wo der Hüller Bach die Stadtgrenze zwischen Bochum und Herne bildet. Diese gehört zum Stadtteil Ückendorf.

### Stadtgliederung
Das Stadtgebiet Gelsenkirchens besteht aus fünf Stadtbezirken mit je einer Bezirksvertretung, die sich in Stadtteile unterteilen. Die Stadtbezirke mit zugehörigen Stadtteilen (jeweils in alphabetischer Reihenfolge):
- Gelsenkirchen-Mitte: Altstadt, Bismarck, Bulmke-Hüllen, Feldmark, Heßler, Schalke, Schalke-Nord
- Gelsenkirchen-Nord: Buer, Hassel, Scholven
- Gelsenkirchen-Ost: Erle, Resse, Resser Mark
- Gelsenkirchen-Süd: Neustadt, Rotthausen, Ückendorf
- Gelsenkirchen-West: Beckhausen, Horst

Die Grenzen zwischen den Stadtbezirken bilden, mit Ausnahme der Grenze des Bezirkes Nord, verschiedene Elemente der Verkehrsinfrastruktur der Stadt. So trennt die Eisenbahnstrecke Herne-Oberhausen die Bezirke Mitte und Süd, der Rhein-Herne-Kanal Mitte und West bzw. Ost und die Kurt-Schumacher-Straße Ost und West.
Den geringsten Anteil an der industriell und gewerblich genutzten Fläche der Stadt Gelsenkirchen haben heute die Bezirke Süd mit etwa 7,8 % (oder 9,11 % in Bezug zur Bezirksfläche) und Ost mit 8,9 %. Dagegen erkennt man noch im Bezirk Mitte mit einem Anteil von 37 %, gemessen an der industriell genutzten Stadtfläche (oder 16 % zum Bezirk), die industrielle Vergangenheit wieder. In den Stadtbezirken Nord und West spiegelt sich in den Zahlen von 31 % und 15 % (in Bezug zur industriell genutzten Stadtfläche) der große Flächenverbrauch der dortigen BP Raffinerieanlagen wider.
Die drei Bezirke Nord, Ost und West werden mit etwa 20 % der jeweiligen Bezirksfläche gleichermaßen stark landwirtschaftlich genutzt, wobei alleine im Bezirk Nord 42 % aller landwirtschaftlich genutzten Flächen der Stadt liegen. Schlusslichter sind die Stadtbezirke Mitte mit nur 5 % und Süd mit 11,9 % Anteil an der Bezirksfläche. Die forstwirtschaftliche Flächennutzung ist mit 14 % im Bezirk Ost (dort liegt das Waldgebiet Resser Mark) am größten. Bezogen auf das gesamte Stadtgebiet liegen im Bezirk Ost sogar 40 % aller forstwirtschaftlichen Flächen.
Während sich also besonders im Norden und Osten der Stadt sowie noch im Stadtteil Beckhausen auch eine gewisse land- bzw. forstwirtschaftliche Prägung bemerkbar macht, ist vor allem südlich des Rhein-Herne-Kanals die montanindustrielle Vergangenheit der Stadt mit dazugehöriger Wohnbebauung zu erkennen, auch wenn an die ehemals dort betriebenen Zechen Holland, Rhein-Elbe und Hibernia sowie an das Gussstahlwerk (heute Wissenschaftspark) nur noch wenige Gebäude erinnern.

### Stadtteile vs. Gemarkungen
Die drei nördlich der Emscher gelegenen Stadtbezirke Nord, West und Ost entsprechen weitgehend dem alten Amt Buer im Vest bzw. Kreis Recklinghausen abzüglich der Ämter Gladbeck (1885 abgespalten, heutige Stadt Gladbeck) und Westerholt (1911 selbstständig; seit 1975 Stadtteil von Herten). Horst schied zwar 1891 ebenfalls aus dem Amt Buer aus, wurde jedoch zusammen mit der Stadt Buer im Jahre 1928 mit Gelsenkirchen vereinigt, nachdem Horst bereits zuvor aus wirtschaftlichen Gründen den Anschluss an Buer gesucht hatte. Innerhalb der drei nördlichen Stadtbezirke gibt es lediglich die Gemarkungen Horst (5128) und Buer; innerhalb der Letztgenannten liegen alle anderen Stadtteile nördlich der Emscher (sowie auch jener Teil des Geländes der BP Öl, der zum heutigen Stadtteil Horst gehört).
Südlich der Emscher existieren die folgenden Gemarkungen:
- Heßler
- Bismarck
- Schalke
- Gelsenkirchen
- Bulmke
- Hüllen
- Rotthausen
- Ückendorf

Der neue Ortsteil Schalke-Nord liegt nicht, wie es der Name vermuten ließe, in der Hauptsache auf Schalker Gemarkung, sondern nimmt vor allem den Nordosten der Heßleraner und den Westen der Bismarcker Gemarkung ein. Seinen Namen rechtfertigt er vor allem durch den Schalker Bahnhof und die Glückauf-Kampfbahn in seinem Süden, die jedoch seit jeher auf Heßleraner Gebiet stehen.
Der neue Ortsteil Feldmark nimmt den Nordwesten der Rotthausener, den Südwesten der Schalker Gemarkung und, zu kleineren Teilen, den Süden der Heßleraner Gemarkung ein. Die Einwohner des Stadtteils leben größtenteils auf altem Schalker Gebiet, da der wesentliche Teil des von Rotthausen übernommenen Teils von der Trabrennbahn und Halde Zollverein eingenommen werden.
Der Stadtkern, inzwischen geteilt in Alt- und Neustadt, wuchs nach Westen etwas in die Rotthausener Gemarkung hinein, jedoch wurde im Norden ein deutlich größerer Teil an Schalke abgetreten. Ückendorf übernahm im Norden einige Gebiete von den heute vereinigten Bulmke und Hüllen, das wiederum im Norden Gebiete von Bismarck übernahm.

### Klimadiagramm
|                       | Jan | Feb | Mär  | Apr  | Mai  | Jun  | Jul  | Aug  | Sep  | Okt  | Nov | Dez |   |     |
| Mittl. Tagesmax. (°C) | 5,6 | 7,5 | 10,3 | 14,7 | 19,0 | 22,7 | 24,7 | 23,6 | 19,6 | 14,6 | 9,5 | 7,8 | ⌀ | 15  |
| Mittl. Tagesmin. (°C) | 1,2 | 1,7 | 3,3  | 5,7  | 9,5  | 13,3 | 14,6 | 14,3 | 11,3 | 8,3  | 4,4 | 3,7 | ⌀ | 7,6 |
|                       |     |     |      |      |      |      |      |      |      |      |     |     |   |     |
| Niederschlag (mm)     | 88  | 84  | 71   | 43   | 51   | 77   | 50   | 88   | 71   | 63   | 87  | 93  | Σ | 866 |
|                       |     |     |      |      |      |      |      |      |      |      |     |     |   |     |
| Sonnenstunden (h/d)   | 1,8 | 2,4 | 4,1  | 5,6  | 6,2  | 6,8  | 6,6  | 6,1  | 4,9  | 3,4  | 1,9 | 1,5 | ⌀ | 4,3 |
|                       |     |     |      |      |      |      |      |      |      |      |     |     |   |     |
| Regentage (d)         | 21  | 16  | 17   | 14   | 13   | 15   | 13   | 16   | 15   | 16   | 19  | 20  | Σ | 195 |

| 1,2 |

| 1,7 |

| 3,3 |

| 5,7 |

| 9,5 |

| 13,3 |

| 14,6 |

| 14,3 |

| 11,3 |

| 8,3 |

| 4,4 |

| 3,7 |

| 1,2 |

| 1,7 |

| 3,3 |

| 5,7 |

| 9,5 |

| 13,3 |

| 14,6 |

| 14,3 |

| 11,3 |

| 8,3 |

| 4,4 |

| 3,7 |

## Geschichte

### Frühgeschichte
Auf dem Hügel nördlich der Emscher, auf dem heute Buer liegt, wurden mehr als 3000 Jahre alte Siedlungsspuren aus der Bronzezeit gefunden. Es gab zwar keine geschlossene Siedlung, aber dicht beieinander gelegene Einzelhöfe, in denen kurz vor der Zeitenwende germanische Brukterer gelebt haben. Ihr Name ist durch römische Geschichtsschreiber überliefert. Die römische Kontrolle über das Tiefland östlich des Rheins endete mit der Varusschlacht, aber es gab weiterhin viele Kontakte zwischen römischen Grenzprovinzen und unabhängigen Germanen. Um 700 n. Chr. wurde das Gebiet von den Sachsen besiedelt.

### Mittelalter

#### Namen
Der Ortsname Buer wurde erstmals 1003 n. Chr. urkundlich erwähnt, als Puira (vermutlich ein verunglücktes Buira) von Heribert I. erwähnt wurde. Auch einige weitere Orte, die heute im nördlichen Gelsenkirchen liegen, wurden bereits im frühen Mittelalter erwähnt; einige Beispiele sind Raedese (heute Stadtteil Resse), Middelvic (Middelich; heute zum Stadtteil Erle gehörend) oder Sutheim (Sutum) und Sculven (heute Stadtteil Scholven). Viele Bauerschaften wurden später mit der Bezeichnung iuxta Bure (bei Buer) näher lokalisiert.
Um 1150 taucht in Urbaren des Klosters Werden zum ersten Mal der Name Geilistirinkirkin auf. Er wurde von Franz Darpe 1908 mit Kirche (am Bach) der üppigen Stiere und von Paul Derks 1984 zustimmend mit Kirche am Platz, wo sich geile Stiere tummelten übersetzt. 1265 lautet der Name im Werdener Urbar Gelstenkerken, was Robert Jahn 1960, ohne Bezug auf die vorausliegende Form, mit Kirche bei den Siedlern (-seten) im Bruchland (gel) übersetzte.
Die benannte Kirche bezeichnete vermutlich die Gelsenkirchener Dorfkirche, einen der Vorgängerbauten der Kirche St. Georg. Der Schutzpatron St. Georg hat jedoch nichts mit dem ersten Teil des Stadtnamens zu tun. Etwa gleichzeitig wurde im Norden des heutigen Stadtgebiets im Stadtteil Buer die erste Kirche gebaut; diese ecclesia Buron (Kirche zu Buer) wurde 1160 in einem Verzeichnis von Pfarrkirchen des Deutzer Küsters Theodericus aufgelistet.
Sicher nichts zu tun hat der Name mit den Gelsen, da dieser Begriff für Stechmücken nur in Österreich verwendet wird.
Allerdings lebten in der Frühzeit und im Mittelalter nur wenige Dutzend Menschen in den jeweiligen  Siedlungen um die Emschermulde.

#### Hoheitsgebiete
Vom Hochmittelalter bis 1928 gehörte das heutige Stadtgebiet Gelsenkirchens zu zwei verschiedenen Territorien: Nördlich der Emscher, wo auch Buer liegt, erstreckte sich die Vest Recklinghausen des Erzstiftes Köln. Das Gebiet südlich der Emscher mit dem Dorf Gelsenkirchen gehörte seit dem 12. Jahrhundert zur Grafschaft Mark, die vorläufig ab 1609 und definitiv seit 1666 eine Besitzung Brandenburg-Preußens war. Daraus ergab sich nach 1815 die Zugehörigkeit zu zwei verschiedenen preußischen Regierungsbezirken.

### Frühe Neuzeit
Von 1609 bis 1706 waren im Gebiet der heutigen Stadt Gelsenkirchen 15 Personen von Hexenverfolgungen betroffen. Anna Spiekermann, geboren in Gelsenkirchen-Buer (Bauerschaft Sutum), wurde am 31. Juli 1706 in Westerholt hingerichtet. Sie war das letzte Opfer der Hexenverfolgungen im Vest Recklinghausen.
Bei den Hexenprozessen in der Freiheit Horst (Gelsenkirchen-Horst) wurden 14 Personen beschuldigt und sechs hingerichtet. 1609 wurden die Kinder Greitgen Nothoff, Johann Nothoff und die achtjährige Trina Nothoff der Herrschaft verwiesen. Ihre Eltern Johann Nothoff und Hille Nothoff wurden stranguliert und anschließend verbrannt.
Von den westfälischen Städten ist Gelsenkirchen heute die größte, die nicht in der Hanse war.

### Industrialisierung

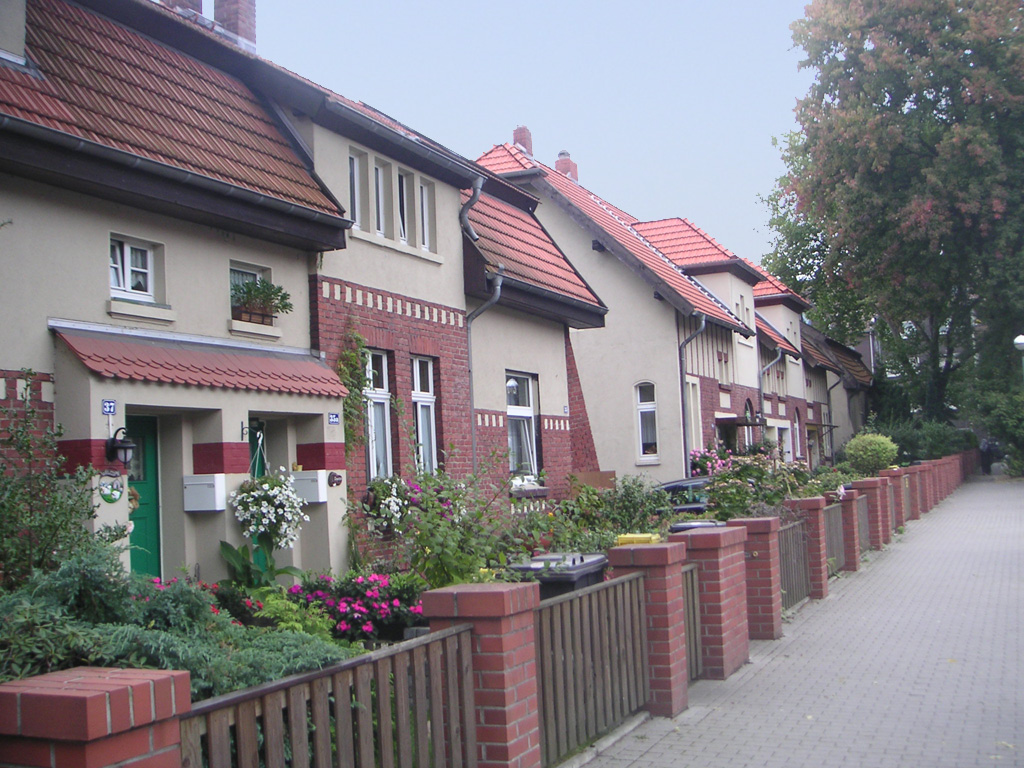
Eine Zechensiedlung

Bis zur Mitte des 19. Jahrhunderts war das Gebiet in und um Gelsenkirchen nur dünn besiedelt und fast ausschließlich agrarisch geprägt. 1815 ging das heutige Stadtgebiet Gelsenkirchens – nach vorübergehender Zugehörigkeit zum Großherzogtum Berg – an Preußen, das es der Provinz Westfalen angliederte. Das damalige Gelsenkirchen wurde dem Amt Wattenscheid im Kreis Bochum des Regierungsbezirks Arnsberg zugeordnet. Das Amt Buer (mit Horst) kam zum Kreis Recklinghausen im Regierungsbezirk Münster. Diese Zuordnung zu zwei Regierungsbezirken endete erst 1928.
Während in Dortmund-Schüren beim Oberlauf der Emscher Steinkohlenbergbau seit 1277 urkundlich nachgewiesen ist, wurden die Flöze unter dem heutigen Stadtgebiet Gelsenkirchens erst 1840 entdeckt. Nach politischem Vorspiel seit den 1830er Jahren wurde 1843 die Köln-Mindener Eisenbahn-Gesellschaft gegründet. Deren Stammstrecke, die wegen geringerer Trassierungskosten nördlich am damaligen Bergbaugebiet vorbei geführt wurde, hatte einen Bahnhof in Gelsenkirchen. 1868 wurde Gelsenkirchen Sitz eines eigenen Amtes im Kreis Bochum. Dazu gehörten die Gemeinden Gelsenkirchen, Braubauerschaft (ab 1900 Bismarck), Schalke, Heßler, Bulmke und Hüllen. Friedrich Grillo gründete 1872 in Schalke die Aktiengesellschaft für Chemische Industrie und den Schalker Gruben- und Hüttenverein. Ein Jahr später gründete er ebenfalls in Schalke die Glas- und Spiegel-Manufaktur AG. Nachdem Gelsenkirchen zu einem wichtigen Standort der Schwerindustrie geworden war, erhielt es 1875 das Stadtrecht.

### Gelsenkirchen wird Großstadt

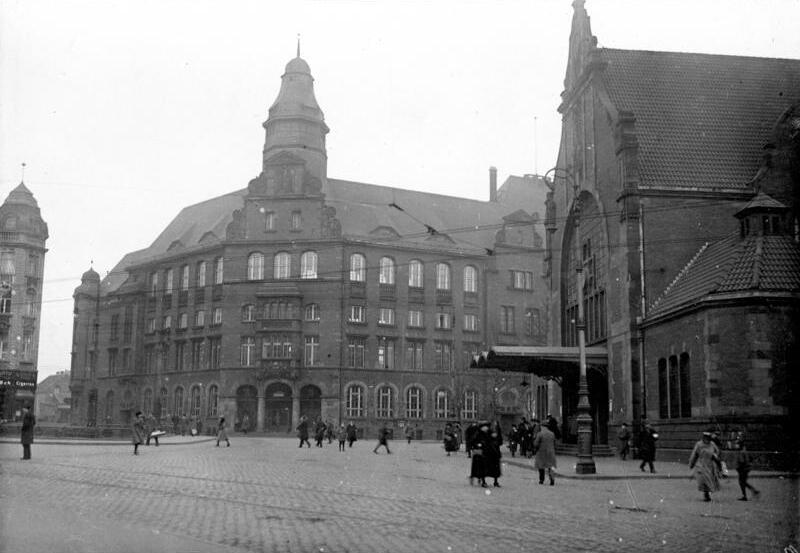
Hauptpost (Mitte) und Hauptbahnhof (rechts) um 1924

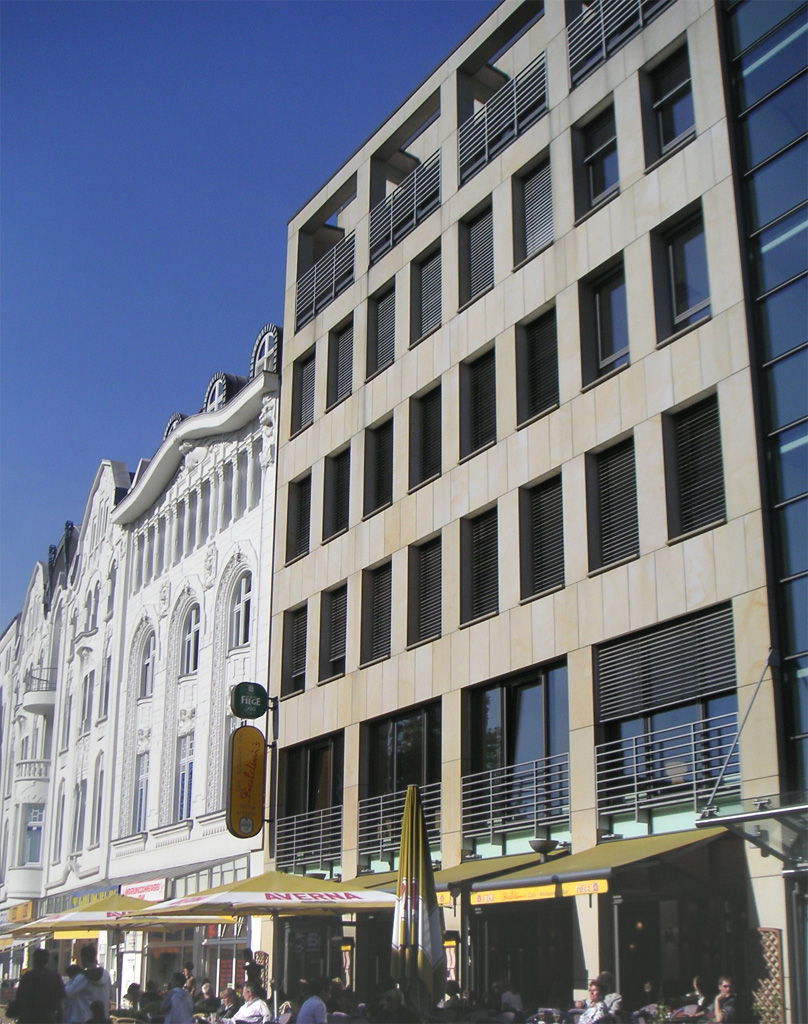
Kontraste in der Altstadt

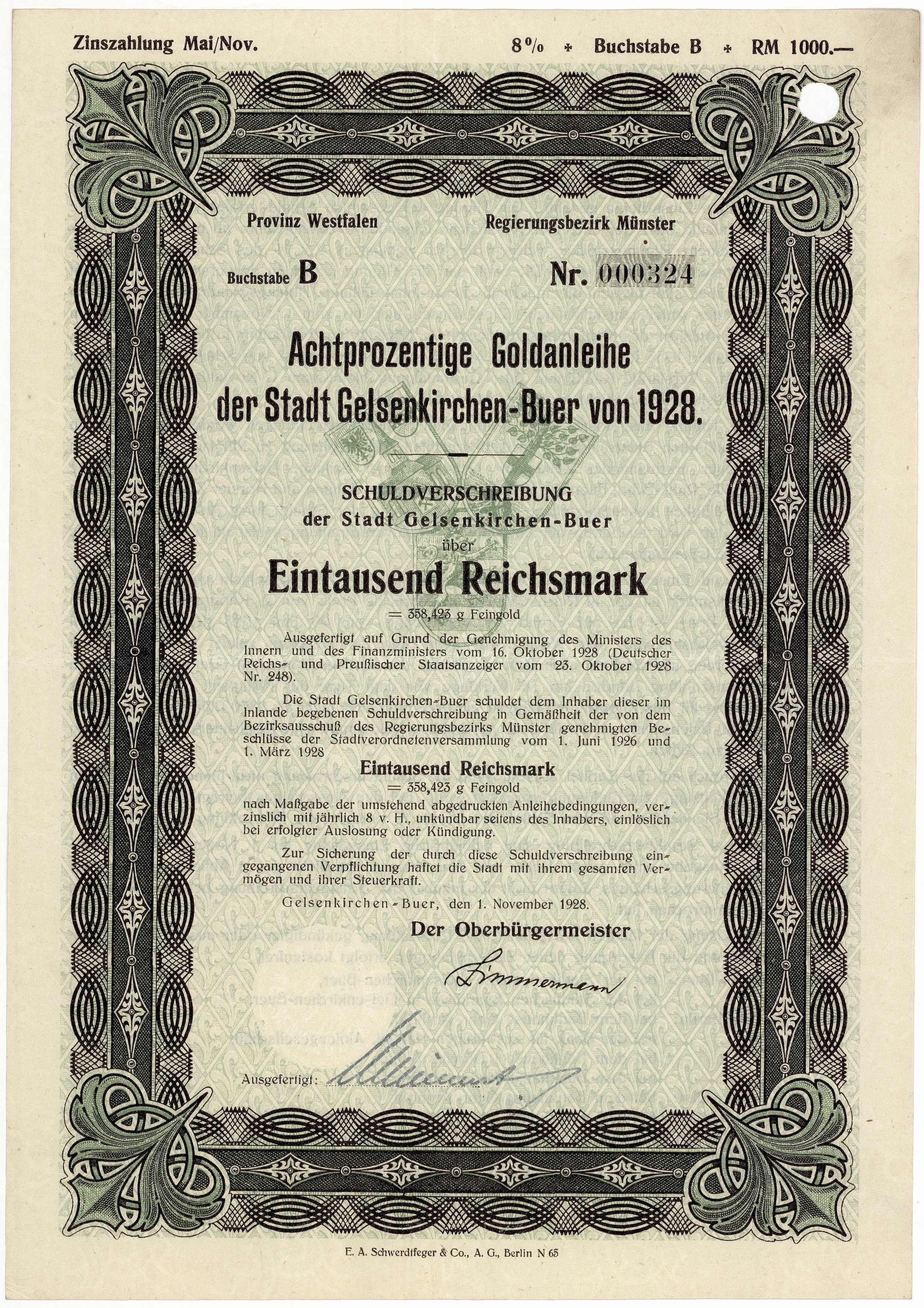
Goldanleihe der Stadt Gelsenkirchen-Buer vom 1. November 1928

Im Jahre 1885 wurde Gelsenkirchen nach der Aufteilung des Kreises Bochum Sitz eines eigenen Kreises, der bis 1926 bestehen sollte. Dem Kreis Gelsenkirchen gehörten die Städte Gelsenkirchen und Wattenscheid sowie die Ämter Braubauerschaft (ab 1900 Bismarck), Schalke, Ückendorf und Wanne an. Wenige Jahre später, am 1. April 1897, schied Gelsenkirchen aus dem Kreis Gelsenkirchen aus und wurde kreisfreie Stadt. Horst schied 1891 aus dem Amt Buer aus.
Die Verantwortungslosigkeit der Betreiber der Wasserversorgung führte 1901 zur Typhusepidemie in Gelsenkirchen.
Am 1. Juli 1907 wurde der Hauptbahnhof Gelsenkirchen eröffnet, weil der alte Bahnhof auf Grund des starken Bevölkerungszuwachses nicht mehr genügend Kapazitäten hatte. Im Zuge der Industrialisierung waren viele polnischsprachige Arbeitnehmer aus der Provinz Posen zugezogen, die im Jahre 1905 13,9 % der Gelsenkirchener Stadtbevölkerung ausmachten. Buer wurde 1911 zur Stadt erhoben und ein Jahr später kreisfrei; das bis dahin zum Amt Buer gehörende Westerholt wurde Sitz eines eigenen Amtes. 1924 kam die Landgemeinde Rotthausen, die bis dahin zum Kreis Essen gehört hatte, zur Stadt Gelsenkirchen.
Die Deutsche Reichsbahn-Gesellschaft baute von 1924 bis 1926 das Betriebswerk Gelsenkirchen-Bismarck, das bis 1981 in Betrieb war. Im Zuge der preußischen Gebietsreform wurden zum 1. April 1928 die Städte Gelsenkirchen und Buer mit dem Amt Horst zur neuen kreisfreien Stadt „Gelsenkirchen-Buer“ zusammengeschlossen. Seither gehört das gesamte Stadtgebiet zum Regierungsbezirk Münster. 1930 wurde der Name Gelsenkirchen-Buer durch den Rat der Stadt mit Wirkung vom 21. Mai in Gelsenkirchen geändert. In der neuen Konstellation hatte die Stadt nun eine Bevölkerung von etwa 340.000 Menschen.

### Gelsenkirchen zur Zeit von Nationalsozialismus und Zweitem Weltkrieg
Während der Zeit des Nationalsozialismus war Gelsenkirchen durch seine Lage im Herzen des Ruhrgebiets eines der Zentren der Rüstungswirtschaft. 1935/36 errichtete die Hibernia AG das Hydrierwerk Scholven, in dem durch Kohleverflüssigung synthetisches Benzin erzeugt wurde. Parallel gründete 1936 die Gelsenkirchener Bergwerks-AG in Horst die Gelsenberg-Benzin AG und erzeugte dort ab 1939 flüssige Treibstoffe. Beide Werke gehören heute zu BP Gelsenkirchen.
Während der NS-Zeit war die Produktion der Gelsenkirchener Industrie so hoch wie sonst nie. Dies schuf nach dem Verlust vieler Arbeitsplätze in den 1920er Jahren einerseits viele Arbeitsplätze im Bergbau und in der Schwerindustrie. Andererseits wurde Gelsenkirchen im Zweiten Weltkrieg zum Ziel alliierter Bomber, die bei den Luftangriffen auf das Ruhrgebiet drei Viertel des Stadtgebiets zerstörten. Noch heute besteht etwa ein Drittel Gelsenkirchens aus Gebäuden von vor dem Zweiten Weltkrieg und es sind manche ehemalige Hochbunker im Stadtbild zu finden. Neben dem Rathaus in Buer ist ein Luftschutzbunker teilweise noch im Originalzustand erhalten. Im Zuge der Entkernung des Hans-Sachs-Hauses wurden dort noch vorhandene Bunkerreste entfernt.
Adolf Hitler besuchte Gelsenkirchen zu den Trauerfeierlichkeiten des Industriellen Emil Kirdorf, die im Juli 1938 auf dem Gelände der Zeche Rheinelbe in Gelsenkirchen-Ückendorf stattfanden.
Auch in Gelsenkirchen wurden 1938 während der Novemberpogrome die Synagoge im Stadtteil Buer und die Synagoge in der Gelsenkirchener Innenstadt niedergebrannt. Genau 66 Jahre später fand die Grundsteinlegung für die am 1. Februar 2007 eingeweihte neue Synagoge Gelsenkirchen statt. Ab Oktober 1938 kam es zu immer grausameren Verfolgungsmaßnahmen gegen jüdisch-gläubige oder von ihnen abstammenden Gelsenkirchnerinnen/-ern. Bekannt sind vier SS-Deportationen mit dem Ziel ihrer Ermordung: am 27. Januar 1942 in das so genannte Ghetto Riga, am 31. März die Deportation in das Ghetto Warschau, am 31. Juli ebenfalls 1942 die Deportation in das zur Täuschung so genannte Ghetto Theresienstadt und die Deportation der in „Mischehe“ lebenden Gelsenkirchener Bürgerinnen und Bürger am 19. September 1944.
In Gelsenkirchen-Horst gab es im Jahre 1944 ein Außenlager des KZ Buchenwald. Im Gelsenberg-Lager auf dem Betriebsgelände der Gelsenberg-Benzin AG waren etwa 2000 ungarische Frauen und Mädchen untergebracht, die zur Zwangsarbeit im Hydrierwerk eingesetzt waren. Bei den Bombenangriffen vom 11. September 1944 auf die Gelsenberg-Benzin AG kamen etwa 150 von ihnen ums Leben. Ihnen war der Zutritt zu Bunkern und Schutzgräben verboten worden.
Von dem Chirurgen Rudolf Bertram, der ab 1937 das Krankenhaus in Rotthausen und das St.-Josefs-Hospital in Gelsenkirchen-Horst betreute, ist überliefert, dass er zusammen mit der Krankenhausfürsorgerin Ruth Theobald und der Ordensschwester Epimacha 17 schwerstverletzte Jüdinnen, die nach Bombenangriffen in Gelsenkirchener Krankenhäuser zur Behandlung gebracht worden waren, vor dem Abtransport nach Sömmerda in das dortige Außenlager des Konzentrationslagers Buchenwald rettete. Durch den Einsatz von Bertram und vielen weiteren Beschäftigten der Krankenhäuser erlebten diese Frauen und Mädchen ihre Befreiung im April 1945 im Rotthauser Marienhospital. Für diesen Akt der Menschlichkeit wurde Bernhard Rudolf Bertram posthum im Jahre 1980  von der israelischen Gedenkstätte Yad Vashem die Auszeichnung Gerechter unter den Völkern zuerkannt. Bertram blieb bis zur Pensionierung im Jahr 1965 Chefarzt am St.-Josefs-Hospital und verstarb 1975 in Gelsenkirchen. 1996 wurde ihm zu Ehren vor dem St.-Josefs-Hospital in Gelsenkirchen-Horst eine Stele mit einer Gedenktafel aufgestellt, die an die Ereignisse erinnert. Der Platz vor dem Krankenhaus erhielt den Namen Rudolf-Bertram-Platz.
Bis 1943 waren bei über 100 Luftangriffen fast 400 Gelsenkirchener Bürger ums Leben gekommen; anschließend verstärkten sich die strategischen Luftangriffe gegen kriegswichtige Industrien, die in Gelsenkirchen konzentriert waren.
Mitte Juni 1944 trafen Bombenangriffe das Horster Hydrierwerk, am 19. Juli 1944 das Hydrierwerk Scholven. Der Schalker Verein, der u. a. Granaten herstellte, sowie große Teile der Werksanlagen des Mannesmannröhrenwerkes Grillo-Funke wurden durch mehrere Bombardierungen im Herbst 1944 stark zerstört. Besonders die beiden Tagesangriffe vom 6. November 1944 richteten große Verwüstungen an. Der größte Luftangriff war von den Alliierten durch abgeworfene Flugblätter und Rundfunkmeldungen angekündigt worden. Die NS-Behörden hatten die Warnungen aber als feindliche Propaganda abgetan. Gegen Mittag des 6. November, etwa um 14.00 Uhr, begann der Großangriff mit Spreng- und Brandbomben, die etwa 1700 Bomber auf Alt-Gelsenkirchen abwarfen. Die überall tobenden Brände konnten nicht gelöscht werden, da auch die Wasserversorgung an vielen Stellen unterbrochen war. Ein zweiter Angriff erfolgte gegen Abend um 19:15 Uhr. In den Stadtteilen Altstadt, Bulmke, Hüllen und Schalke war kaum ein Haus unzerstört geblieben. 518 Menschen starben im Bombenhagel, weit über tausend Gelsenkirchener wurden verletzt.
Weitere Bombenangriffe auf die kriegswichtige Industrie Gelsenkirchens folgten. Diese trafen unter anderem die Zeche Graf Bismarck, die Schachtanlagen 6 und 8 von Dahlbusch und deren Zentralkokerei sowie Consolidation 1/4. Ein weiterer Großangriff auf Gelsenkirchen am 5. März 1945 richtete große Verwüstungen an und forderte zahlreiche Menschenleben. Am 19. März 1945 trafen Bomben das Hans-Sachs-Haus, die Südecke stürzte ein und 81 Menschen starben im Luftschutzkeller des Gebäudes. Insgesamt forderte der Krieg in Gelsenkirchen 3.092 zivile Opfer.
Das nördlich des Rhein-Herne-Kanals gelegene Gebiet wurde Ende März durch die US-Armee besetzt. Der südlich des Kanals gelegene Teil Gelsenkirchens wurde erst am 10. April 1945 besetzt. Andernorts in Deutschland wurde der Krieg noch bis Anfang Mai fortgesetzt. Der Zweite Weltkrieg endete am 8. Mai mit der bedingungslosen Kapitulation. An der Cranger Str. 323 im Stadtteil Erle befindet sich heute die Dokumentationsstätte „Gelsenkirchen im Nationalsozialismus“.

### Wiederaufbau und Nachkriegszeit

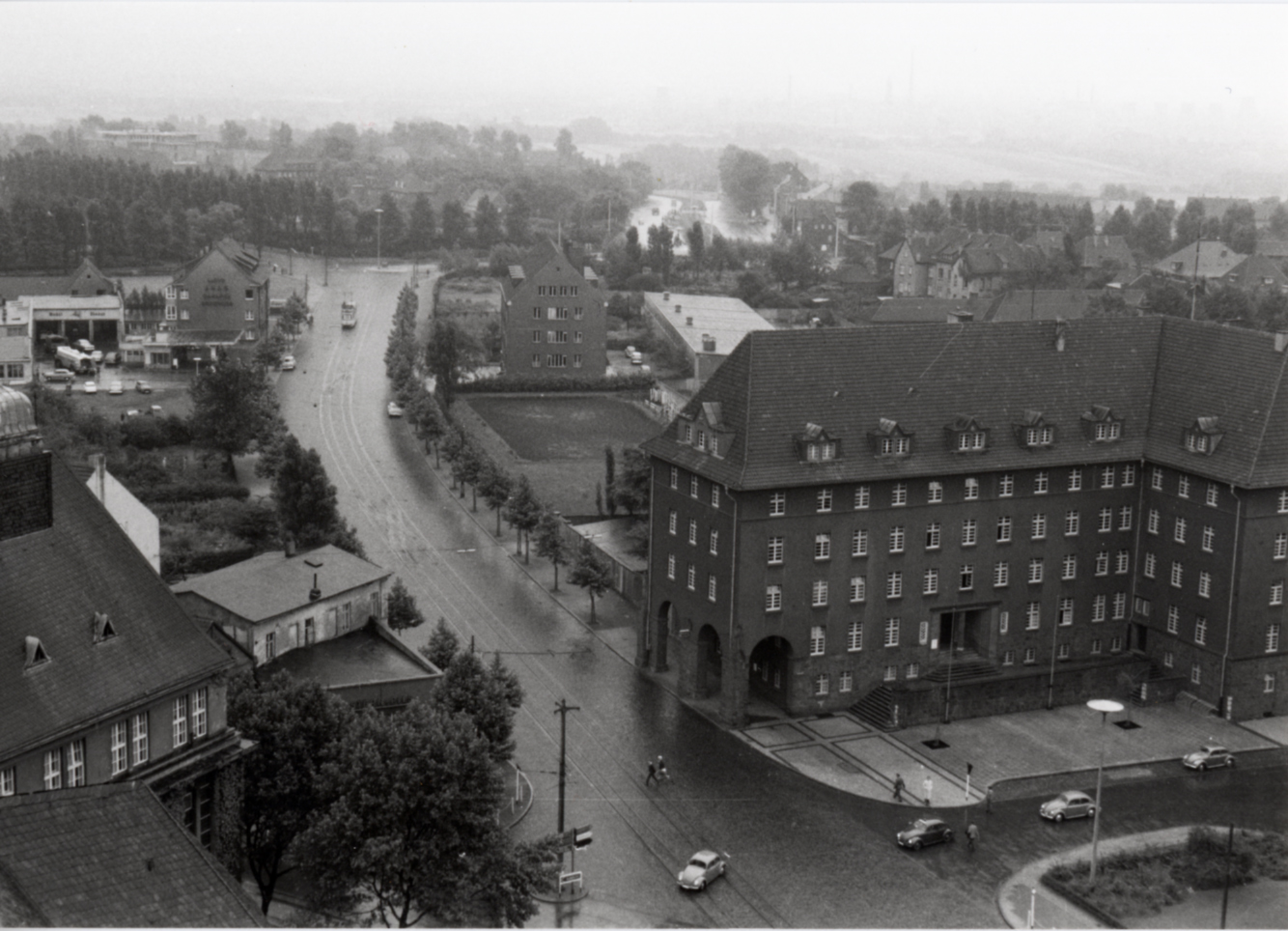
Blick vom Rathaus Buer nach Süden (1955)

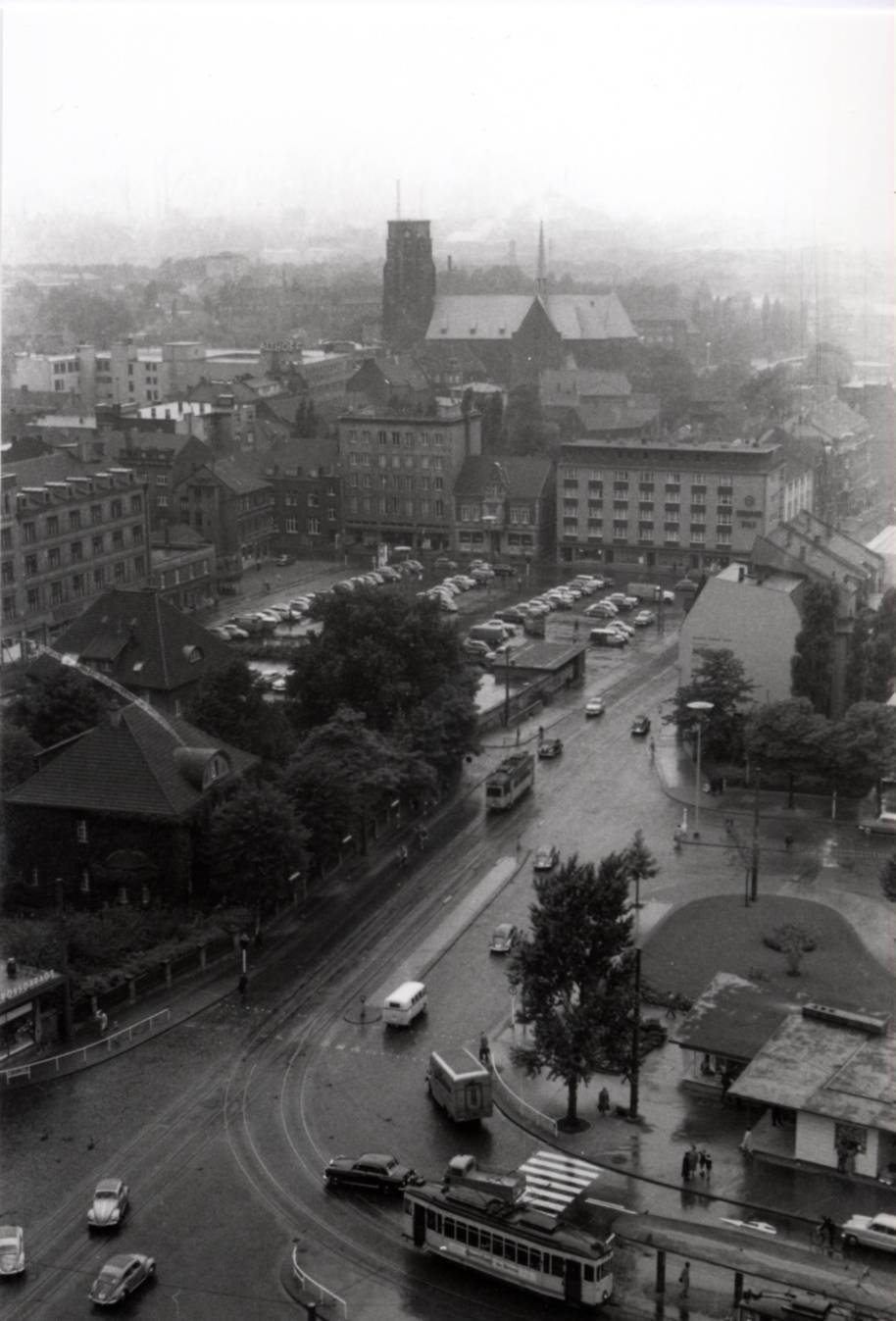
Blick nach Norden (1955)

Durch die Auswirkungen des Krieges waren von dem Bestand des Jahres 1939 von 93.028 Wohnungen 70.744 Wohnungen beschädigt, davon 10.904 Wohnungen zu 41–60 % und 12.021 Wohnungen zu über 60 %. Bis Ende März 1950 waren erst etwa die Hälfte der beschädigten Wohnungen repariert worden. So schlimm wie die Wohnungen hatte es die Industrie nicht getroffen. Tatsächlich war die Substanz industriellen Anlagevermögens nicht entscheidend angegriffen. Beispielsweise befanden sich wichtige Anlagen bei den Bergwerken untertage, viele Übertage-Anlagen waren zudem nur begrenzt beschädigt. Die Industriekapazität wurde durch die Zerstörung der Verkehrswege und die verheerende soziale Lage der Arbeiter stärker beeinträchtigt als durch die Schäden an Produktionsanlagen. Dennoch nahmen die meisten Betriebe schon bald die Produktion wieder auf.
Am 8. Februar 1946 brach infolge der seit Tagen anhaltenden schweren Niederschläge der Damm der Emscher auf Karnaper Gebiet in unmittelbarer Nähe der Horster Grenze in einer Breite von 38 m. Die Wassermassen des überfüllten Emscherlaufes ergossen sich in die erheblich tiefer liegenden Gebiete von Karnap und besonders Horst und überfluteten eine Fläche von rund 300 ha. Etwa 120 ha des Stadtteils Horst lagen unter dem Mittelwasserspiegel der Emscher und wurden durch besondere Pumpwerke entwässert. Das eingedrungene Wasser überflutete das Horster Gebiet bis zum Schloss.
Nach der weitreichenden Zerstörung der Stadt und ihrer Industrie durch die Luftangriffe auf das Ruhrgebiet ging am 17. Dezember 1953 die Kokerei Hassel als Deutschlands erster Kokereineubau nach dem Krieg in Betrieb.
Gelsenkirchen war ein bedeutender Standort der Bekleidungsindustrie. Diese war einmal eine der fünf tragenden Säulen der lokalen Wirtschaft. Der steile Aufstieg begann in den 1950er und 1960er Jahren, dies zeigt auch das ehemalige Bahnhofsfenster, das heute am südlichen Ende der Bahnhofstraße zu sehen ist. Etwa 50 Unternehmen, wie etwa die Kemper KG, Nienhaus & Luig, Marcona, Harald Feigenhauer, Hugo Kogge, Napieralla & Söhne, Schreck und Witschel&Markmann boten Anfang der 1950er Jahre Arbeit für über 6000 Beschäftigte. 1958 begann zunächst Kurzarbeit, fünf Unternehmen mussten schließen. Anfang der 1970er Jahre fielen der Ölkrise wegen der dadurch fast unbezahlbar gewordenen Kunstfaserstoffe weitere Unternehmen zum Opfer.

### Seit 1960
Mit Einführung der vierstelligen Postleitzahlen erhielt Gelsenkirchen 1961 als eine von wenigen Städten davon zwei: Gelsenkirchen 4650 und Buer 4660 (beide bis zum 1. Juli 1993 in Gebrauch). Die erste Gesamtschule in NRW wurde 1969 in Gelsenkirchen eingerichtet. 1975 gelangte die Raffinerie der Scholven-Chemie AG (ehemals Hydrierwerk Scholven) mit der Raffinerie der Gelsenberg-Benzin AG zur Veba-Oel AG.
Zwischen 1979 und 1981 wurden die Heinze-Frauen bundesweit bekannt. Die Beschäftigten eines Gelsenkirchener Fotounternehmens erstritten vor Gericht die gleiche Bezahlung wie ihre männlichen Kollegen.
Bei seinem Besuch in der Bundesrepublik Deutschland zelebrierte Papst Johannes Paul II. am 2. Mai 1987 im Parkstadion vor 85.000 Menschen eine Heilige Messe. Er nahm die ihm angetragene Ehrenmitgliedschaft im FC Schalke 04 an.
Bis weit in die Zeit der Montan- und Stahlkrisen gab und gibt es in Gelsenkirchen große produzierende Unternehmen aus diesem Industriebereich, unter anderem die heute weiterhin bestehende Schalker Eisenhütte Maschinenfabrik und das Gussstahlwerk der Thyssen AG.
In den 1990er Jahren wurde in Gelsenkirchen – später als in einigen anderen Ruhrgebietsstädten – die Umstrukturierung der Wirtschaft und der Stadt selbst sichtbar. So fand 1997 auf dem Gelände der stillgelegten Zeche Nordstern die Bundesgartenschau (BUGA) statt, die das ehemalige Zechengelände zum Landschaftspark umgestaltete. Zwei Jahre später fand das Finale der 1989 begonnenen, städteübergreifenden IBA Emscher Park statt.

### Seit 2000
Die Kokerei Hassel produzierte am 29. September 1999 zum letzten Mal Koks. Mit der Stilllegung stellte die letzte Kokerei auf Gelsenkirchener Stadtgebiet ihre Produktion ein. Bis dahin war in Gelsenkirchen über 117 Jahre und 12 Tage Koks produziert worden. Im selben Jahr nahm die Shell Solar Deutschland AG die Produktion von Photovoltaikanlagen auf. Mit der Schließung der letzten Zeche Gelsenkirchens, der Zeche Ewald Hugo, wurden am 28. April 2000 3000 Bergleute entlassen.
Der Stadtteil Buer feierte 2003 sein 1000-jähriges und der FC Schalke 04 am 4. Mai 2004 sein 100-jähriges Bestehen.
2015 geriet Gelsenkirchen im Jugendamt-Skandal wegen personeller Verflechtungen der Leitung des Jugendamts mit einem Kinderheim in Ungarn in die Schlagzeilen.
2025 feiert die Stadt Gelsenkirchen 150 Jahre Stadtgeschichte. 1875 hatte Gelsenkirchen die Stadtrechte verliehen bekommen. Unter dem Motto Gelsenkirchen wird 150! feiert die Stadt das ganze Jahr 2025 das Jubiläum.
Stadtfilme
Zwischen 1951 und 1996 hat die Stadt Gelsenkirchen regelmäßig filmische Jahreschroniken produziert, von denen 34 erhalten sind und auch in digitaler Form vorliegen. In den Stadtfilmen wurde die politische, kulturelle und gesellschaftliche Entwicklung Gelsenkirchens dokumentiert.

### Religionen

#### Konfessionsstatistik
Laut dem Zensus 2011 waren 33,7 % römisch-katholisch, 30,1 % der Einwohner evangelisch und 36,3 % waren konfessionslos, gehörten einer anderen Glaubensgemeinschaft an oder machten keine Angabe. Nach einer Berechnung aus den Zensuszahlen für die Personen mit Migrationshintergrund lag der Bevölkerungsanteil der Muslime in Gelsenkirchen 2011 bei 14,4 % (rund 37.200 Personen).
Die Zahl der Protestanten und Katholiken ist seitdem gesunken. Mit Stand Dezember 2023 hatten 25,0 % der Einwohner die katholische Konfession und 20,4 % die evangelische. 54,6 % gehörten entweder einer anderen Glaubensgemeinschaft an oder waren konfessionslos.

#### Judentum

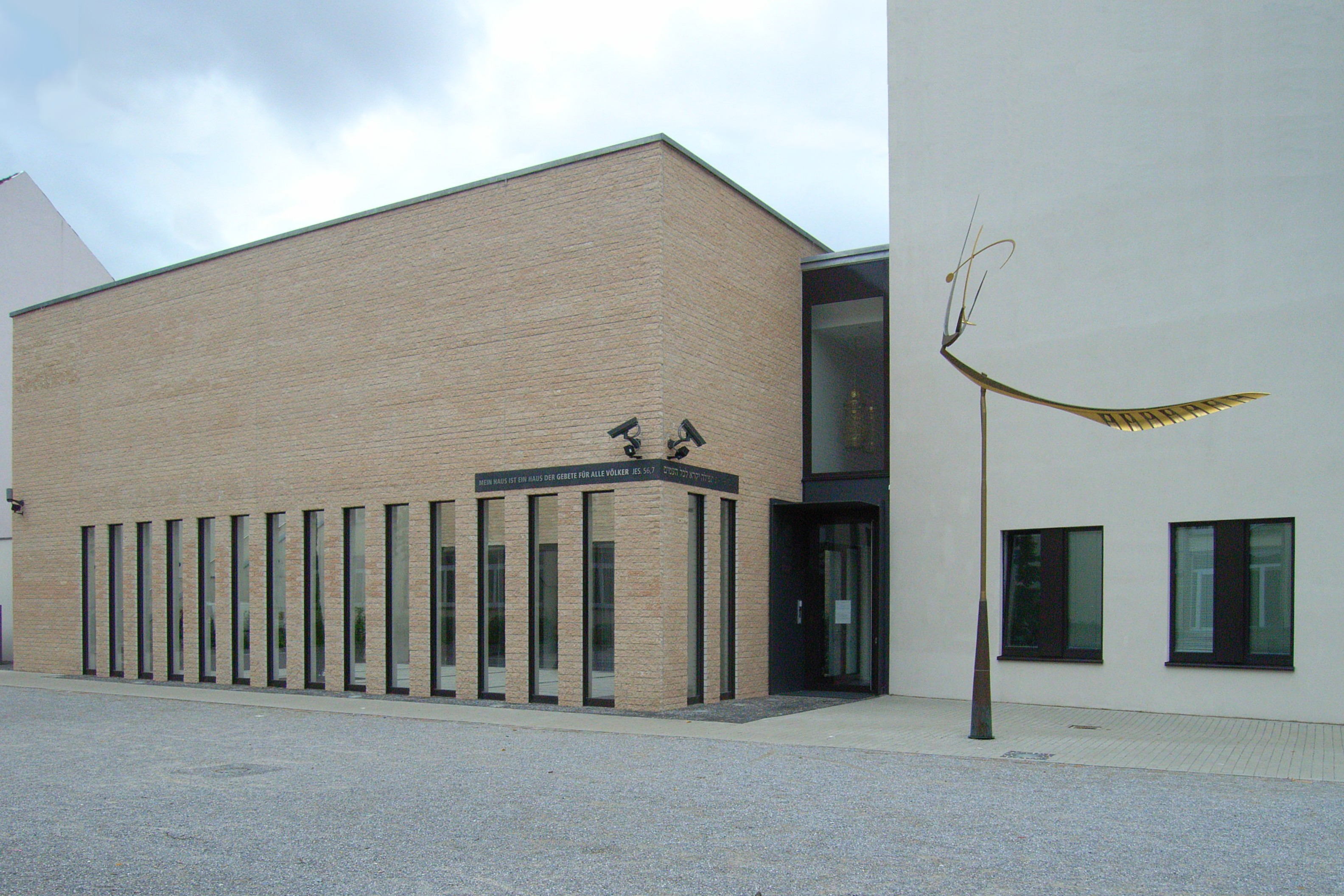
Neue Synagoge

In Gelsenkirchen gibt es eine jüdische Gemeinde, die durch den Zuzug einer größeren Zahl aus der Sowjetunion bzw. der Russischen Föderation Ausgewanderter in den letzten Jahren gewachsen ist. 2020 zählte die Jüdische Gemeinde Gelsenkirchen 312 Mitglieder. In der Reichspogromnacht hatten Nazis überall im Deutschen Reich jüdische Geschäfte, Wohnungen und Friedhöfe zerstört und Synagogen in Brand gesteckt. Auch die Synagoge in Gelsenkirchen, die 1885 eingeweiht worden war, wurde damals bis auf die Grundmauern abgebrannt. Seit 1963 erinnerte eine Mahntafel an die Zerstörung der alten Synagoge. 1993 schließlich wurde das Gelände zum Platz der alten Synagoge umbenannt und 66 Jahre später, am 9. November 2004, legte Paul Spiegel den Grundstein für die neue Synagoge. Am 1. Februar 2007 wurde das Haus feierlich eröffnet. Das neue Zentrum der Jüdischen Gemeinde ist an der Stelle entstanden, an der sich auch die 1938 zerstörte alte Synagoge befand. Der Betraum bietet Platz für insgesamt 400 Gläubige; zusätzlich ist ein Gemeindezentrum mit Veranstaltungsraum angeschlossen.

#### Christentum
Von den Einwohnern (Stand 31. Dezember 2016) waren 85.002 (30,6 %) katholisch. Von den Einwohnern waren Ende 2018 nur noch 80.027 katholisch.
Gelsenkirchen hatte als Gründung von Essen von Anfang an die gleichen kirchlichen Verhältnisse wie die Mutterkirche in Essen selbst, d. h. die Kirche gehörte zum Erzbistum Köln und war dem Dekanat Essen unterstellt. Mit dem Übergang an die Grafschaft Mark war der Gelsenkirchener Pfarrer dem Dechanten zu Wattenscheid unterstellt. Die Kirchen in Buer und Horst waren dem Dechanten zu Dorsten zugeordnet. In Gelsenkirchen setzte sich zu Beginn des 17. Jahrhunderts die Reformation nach lutherischem Bekenntnis durch, doch konnten die Katholiken noch bis Ende des 19. Jahrhunderts die einzige Kirche der Stadt (St. Georg, heute Altstadtkirche) mitbenutzen (Simultankirche). Anfang des 17. Jahrhunderts entstand auch eine reformierte Gemeinde. Der Anteil der Protestanten und Katholiken in Gelsenkirchen war relativ ausgewogen. Buer und Horst blieben als Orte des Vests Recklinghausen katholisch. Erst durch Zuzug im 19. Jahrhundert entstanden auch hier evangelische Kirchengemeinden. Doch kam der Anteil an der Gesamtbevölkerung nie über ein Drittel hinaus.
Die evangelische Kirchengemeinde Gelsenkirchens gehörte bis Ende des 19. Jahrhunderts zur Synode Bochum, doch wurde die Stadt 1892 Sitz eines eigenen Superintendenten bzw. einer Kreissynode für das gesamte Umland. Hieraus entstand später der Kirchenkreis Gelsenkirchen und Wattenscheid, zu dem heute 22 evangelische Kirchengemeinden der Stadt Gelsenkirchen und dem benachbarten Stadtbezirk Wattenscheid der Stadt Bochum innerhalb der Evangelischen Kirche von Westfalen gehören. Die nördlichen evangelischen Gemeinden bestehen aus Buer mit 8900 Mitgliedern, Markus-Gemeinde Hassel mit 1950 und Scholven mit 3350 Mitgliedern. Sie wollen sich 2007 zu einer Großgemeinde zusammenschließen.
Die Katholiken in Gelsenkirchen konnten bis Mitte des 19. Jahrhunderts zusammen mit den Protestanten die Kirche St. Georg nutzen. Infolge des starken Wachstums der Gemeinde war jedoch der Bau einer eigenen Kirche geboten. So wurde 1845 die Augustinuskirche erbaut. Weil sie aber schon bald zu klein war, entstand zwischen 1874 und 1884 die heutige St.-Augustinus-Kirche, die 1904 durch päpstlichen Erlass zur Propsteikirche erhoben wurde. Im Jahre 1905 waren in Gelsenkirchen 47,3 % der Bewohner evangelisch und 51,2 % katholisch.
Die Propsteikirche wurde Mutterkirche mehrerer anderer katholischer Kirchen der Stadt. Während des Zweiten Weltkriegs 1944 durch Bomben stark zerstört, wurde die Augustinuskirche 1948 bis 1952 wieder aufgebaut und inzwischen mehrfach restauriert. Die Pfarrgemeinden Gelsenkirchens gehörten ab 1821 zum (Erz-)Bistum Paderborn. Die Stadt wurde Sitz eines Dekanats. Die Pfarrgemeinden in Buer und Horst gehörten ab 1821 zum Bistum Münster. Während Buer Sitz eines eigenen Dekanats wurde, gehörte Horst zum Dekanat Gladbeck. Im Jahre 1955 erfolgte die Ernennung der Pfarrkirche Sankt Urbanus in Buer zur Propsteikirche. Als 1958 das Bistum Essen gegründet wurde, kamen alle Pfarrgemeinden der Stadt Gelsenkirchen zu diesem neuen Bistum. Sie bilden heute das Stadtdekanat Gelsenkirchen.
Sowohl von der evangelischen als auch von der katholischen Kirche werden in Gelsenkirchen eine Reihe größerer sozialer Einrichtungen betrieben, besonders im Gesundheitswesen. Dazu zählen unter anderem im Zentrum Gelsenkirchens die Evangelischen Kliniken und in Ückendorf die Zentrale der St. Augustinus Gelsenkirchen GmbH, die dort das Marienhospital unterhält, dazu das St.-Vinzenzhaus (Altenpflegeheim) und das St.-Josefsheim (Kinderheim) in Gelsenkirchen-Mitte sowie, im Zentrum Buers gelegen, das katholische St.-Marienhospital. Daneben gibt es in Gelsenkirchen orthodoxe Gemeinden.
Zu den evangelischen Freikirchen in Gelsenkirchen werden gerechnet: eine Evangelisch-Freikirchliche Gemeinde (Baptisten), eine Freie evangelische Gemeinde, ein Korps der Heilsarmee und die zum Mülheimer Verband gehörige Kirche 62.
Durch die Gemeinschaftsbewegung bildeten sich parallel zur traditionellen Evangelischen Landeskirche in Preußen Ende des 19. Jahrhunderts in vielen Ortsteilen auch zahlreiche Landeskirchliche Gemeinschaften. Diese Gemeinschaften gehören in der Regel der Evangelischen Landeskirche an und halten neben den kirchlichen Gottesdiensten noch eigene Veranstaltungen ab. Hier ist zum Beispiel die Stadtmission zu nennen. Eine besondere Verbreitung erfuhren auch die zur Landeskirche gehörigen, aber ansonsten eigenständigen evangelisch-lutherischen Gebetsgemeinschaften (ELG). Viele dieser Gemeinschaften bestehen bis heute. Allein in Gelsenkirchen finden sich vier Gemeinden, die ELG Gelsenkirchen-Middelich, Erle, Hüllen und Ückendorf.
Auch die neuapostolische Kirche und die Apostolische Gemeinschaft sind in Gelsenkirchen vertreten. Die neuapostolische Kirche hat in Gelsenkirchen 15 Gemeinden. Die apostolische Gemeinschaft bietet eine Gemeinde.
Die Zeugen Jehovas betreiben neben ihren örtlichen Gemeinden einen Kongresssaal in Gelsenkirchen-Erle, in dem regelmäßig überregionale Treffen der Religionsgemeinschaft stattfinden.

#### Islam
Weiterhin sind islamische Gemeinschaften vertreten. Die islamischen Glaubensgemeinschaften sind durch Einwanderung, vor allem die türkischen Gastarbeiterfamilien (in den 1960er Jahren) allmählich entstanden. 2006 betrug der Anteil der Muslime an der Gelsenkirchener Gesamtbevölkerung 20 %.
Im Stadtteil Hassel gibt es seit den 1990er Jahren eine klassische Moschee, inzwischen existieren in Gelsenkirchen 20 Moscheen (Stand: Januar 2018). 2001 wurde die Moschee Kesselstraße 25–27 gebaut. Es gab heftige Dispute zwischen dem Stadtteilbüro und dem Moscheeverein mit seinen (2005) 280 Mitgliedern. Dem Verein wurde vorgeworfen, mit der islamischen Gemeinschaft Millî Görüş, die vom Verfassungsschutz beobachtet wird, zusammenzuarbeiten.

### Eingemeindungen
Das Stadtgebiet Gelsenkirchens hat sich wie folgt entwickelt:
Eingemeindung 1903:
- Bismarck (bis 1900 Braubauerschaft) – bis 1868 zum Amt Wattenscheid, Kreis Bochum, dann zum Amt Gelsenkirchen, Kreis Bochum, ab 1877 zum Amt Schalke, Kreis Bochum und ab 1887 zum Amt Braubauerschaft im inzwischen neu gegründeten Kreis Gelsenkirchen
- Schalke – bis 1868 zum Amt Wattenscheid, Kreis Bochum, dann zum Amt Gelsenkirchen, Kreis Bochum, ab 1877 eigenes Amt, das 1885 zum Kreis Gelsenkirchen kam
- Heßler – bis 1868 zum Amt Wattenscheid, Kreis Bochum, dann zum Amt Gelsenkirchen, Kreis Bochum, ab 1877 zum Amt Schalke, alle 1885 Kreis Gelsenkirchen
- Bulmke – bis 1868 zum Amt Wattenscheid, Kreis Bochum, dann zum Amt Gelsenkirchen, Kreis Bochum, ab 1877 zum Amt Schalke alle 1885 Kreis Gelsenkirchen, ab 1887 Bulmke zum Amt Braubauerschaft/Bismarck
- Hüllen – bis 1868 zum Amt Wattenscheid, Kreis Bochum, dann zum Amt Gelsenkirchen, Kreis Bochum und 1877 zum Amt Schalke, alle 1885 Kreis Gelsenkirchen, 1887 Hüllen zum Amt Braubauerschaft/Bismarck
- Ückendorf – bis 1876 zum Amt Wattenscheid, Kreis Bochum, dann eigenes Amt, das ab 1885 zum Kreis Gelsenkirchen kam

Eingemeindung 1924 und 1926:
- 1924: Rotthausen – bis 1873 zur Bürgermeisterei Altenessen, Kreis Duisburg, dann zur Bürgermeisterei Stoppenberg, Kreis Essen und ab 1906 eigene Bürgermeisterei im Kreis Essen

- 1926: Teile von Röhlinghausen und Wanne

Zusammenschluss 1928:
- Zusammenlegung der kreisfreien Städte Gelsenkirchen und Buer mit dem Amt Horst (bis 1891 zum Amt Buer gehörig, dann eigenes Amt) zur neuen kreisfreien Stadt Gelsenkirchen-Buer am 1. April 1928

Am 21. Mai 1930 wurde der Stadtname in Gelsenkirchen geändert.

### Einwohnerentwicklung

Einwohnerentwicklung von Gelsenkirchen von 1871 bis 2018

1903 überschritt die Einwohnerzahl der Stadt Gelsenkirchen nach der Eingemeindung von Schalke (26.077 Einwohner 1900), Ückendorf (21.937), Bismarck (21.169), Bulmke (11.001), Heßler (3508 Einwohner 1895) und Hüllen (2969 Einwohner 1895) die Grenze von 100.000 und machte sie zur Großstadt. 1924 erfolgte die Eingliederung von Rotthausen (29.413 Einwohner 1919), wodurch die Einwohnerzahl auf 206.595 stieg.
Am 1. April 1928 wuchs die Bevölkerung der Stadt nach dem Zusammenschluss der Städte Gelsenkirchen (207.153 Einwohner 1925) und Buer (99.307) sowie der Gemeinde Horst-Emscher (23.412) auf 340.077. Im Jahre 1959 erreichte die Einwohnerzahl mit 391.745 ihren historischen Höchststand. Seitdem ist die Bevölkerungszahl um fast 35 % gesunken. Am 31. Dezember 2011 lebten in der Stadt nach Fortschreibung des Landesbetriebs für Information und Technik Nordrhein-Westfalen 256.652 Menschen mit Hauptwohnsitz, was den historischen Tiefststand seit dem Jahr 1946 darstellte. Diese Zahl war in den folgenden Jahren zwischenzeitlich auf über 260.000 angestiegen, zum 31. Dezember 2020 hatte Gelsenkirchen 259.105 Einwohner mit Hauptwohnsitz. Laut Prognosen des Landesbetriebs aus 2019 werden für das Jahr 2040 noch 254.045 Einwohner erwartet.
Die extremen Bevölkerungszuwächse seit dem Beginn der Industrialisierung Mitte des 19. Jahrhunderts (hauptsächlich vor dem Ersten und nach dem Zweiten Weltkrieg) sind durch die angeworbenen Arbeiter der Montanindustrie zu erklären. Diese waren oft Polen und stammten vor dem Zweiten Weltkrieg überwiegend aus Ost- und Westpreußen sowie aus Posen und Schlesien. Nach dem Zweiten Weltkrieg kam der überwiegende Teil der Arbeiter aus Südeuropa und der Türkei. Der Ausländeranteil Gelsenkirchens lag am 31. Dezember 2023 bei 26,0 %. Innerhalb des Stadtgebiets zeigen sich bezüglich des Anteils der ausländischen Bevölkerung erhebliche Unterschiede. Während der Ausländeranteil in den südlichen und innerstädtischen Wohngebieten tendenziell hoch ist, sind die Werte in vielen nördlichen Stadtteilen niedriger. Der Anteil von Personen mit Migrationshintergrund an der Gesamtbevölkerung betrug 2021 34,0 %. Im Jahr 2021 sprachen 47,5 % der Kindertageseinrichtungen besuchenden Kinder in der Familie hauptsächlich eine andere Sprache als Deutsch. 2021 waren 20,6 % der Gelsenkirchener Einwohner erwerbsfähige Leistungsberechtigte, darunter 14,7 % der deutschen und 39,0 % der nichtdeutschen Bevölkerung. Die Arbeitslosenquote betrug 2021 insgesamt 15,4 % (10,8 % bei Deutschen bzw. 36,1 % bei Nichtdeutschen) und lag somit deutlich über dem landesweiten Durchschnitt von 7,7 % (5,7 % bzw. 21,1 %).

## Politik

### Historische Entwicklung der Stadtverwaltung
An der Spitze des Dorfes Gelsenkirchen standen 1608 zwei Bürgermeister, die von den Eingesessenen gewählt wurden. Während der Zeit der französischen Besetzung 1807 bis 1813 bildete Gelsenkirchen mit dem benachbarten Wattenscheid eine gemeinsame Munizipalität bzw. ab 1815 das Amt Wattenscheid im Kreis Bochum. Der dortige Amtmann war daher auch für Gelsenkirchen zuständig. 1868 wurde Gelsenkirchen eigene Amtsstadt und 1875 erhielt das Amt die Stadtrechte. An der Spitze stand danach der Bürgermeister, der nach Erlangung der Kreisfreiheit 1896 den Titel Oberbürgermeister erhielt.
Buer und Horst wurden bis 1891 unter dem gemeinsamen Amt Buer verwaltet, dann gab es ein eigenständiges Amt Horst. Jedes Amt wurde von einem Amtmann geleitet. Nach Erlangung der Stadtrechte in Buer 1911 stand an der Spitze Buers ebenfalls ein Bürgermeister, später Oberbürgermeister. Die Stadt Gelsenkirchen-Buer bzw. die neue Stadt Gelsenkirchen (ab 1928) wurde von einem Oberbürgermeister geleitet.
Während der Zeit der Nationalsozialisten wurde der Oberbürgermeister von der NSDAP eingesetzt. Nach dem Zweiten Weltkrieg setzte die Militärregierung der Britischen Besatzungszone einen neuen Oberbürgermeister ein und 1946 führte sie die Kommunalverfassung nach britischem Vorbild ein. Danach gab es einen vom Volk gewählten Rat der Stadt, dessen Mitglieder man als Stadtverordnete bezeichnet. Der Rat wählte anfangs aus seiner Mitte den Oberbürgermeister als Vorsitzenden und Repräsentanten der Stadt, der ehrenamtlich tätig war. Des Weiteren wählte der Rat ab 1946 ebenfalls einen hauptamtlichen Oberstadtdirektor als Leiter der Stadtverwaltung. 1996 wurde die Doppelspitze in der Stadtverwaltung aufgegeben. Seither gibt es nur noch den hauptamtlichen Oberbürgermeister. Dieser ist Vorsitzender des Rates, Leiter der Stadtverwaltung und Repräsentant der Stadt. Er wurde 1999 erstmals direkt gewählt.

### Bürgermeister, Oberbürgermeister und Oberstadtdirektoren

#### Bürgermeister und Oberbürgermeister

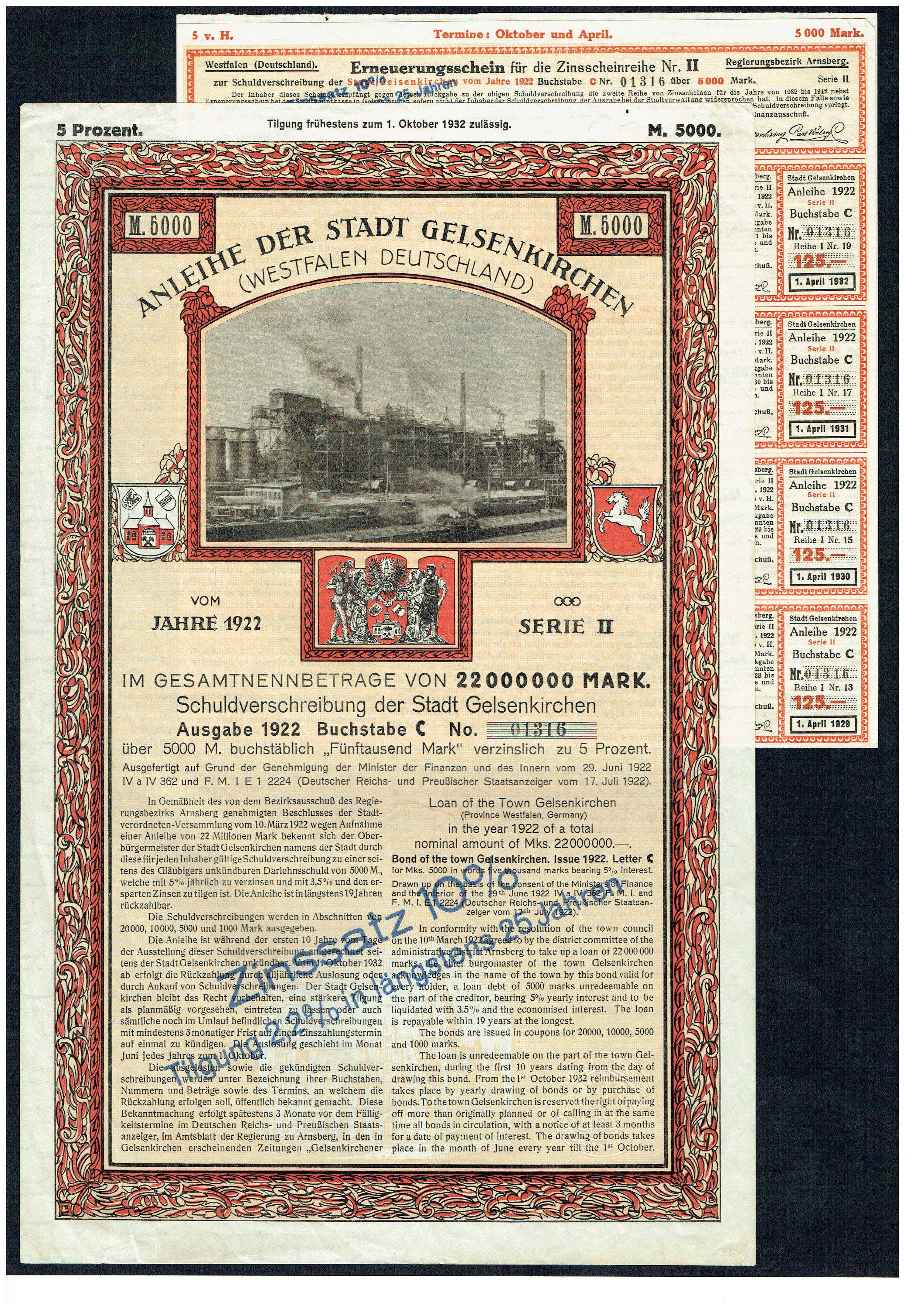
Anleihe der Stadt Gelsenkirchen vom 1. September 1922 – aus der Zeit von Oberbürgermeister Carl von Wedelstaedt

Folgende Persönlichkeiten waren Bürgermeister und Oberbürgermeister der Stadt Gelsenkirchen:
- 1877–1900: Friedrich Wilhelm Vattmann
- 1900–1919: Theodor Machens
- 1919–1928: Carl von Wedelstaedt (zuvor Amtmann von Ückendorf)
- 1928–1933: Emil Zimmermann (zuvor Oberbürgermeister von Buer)
- 1933–1945: Carl Engelbert Böhmer, NSDAP
- 1945–1946: Emil Zimmermann, zweite Amtszeit
- 1946–1963: Robert Geritzmann (SPD)
- 1963–1969: Hubert Scharley (SPD)
- 1969–1975: Josef Löbbert (SPD)
- 1975–1989: Werner Kuhlmann (SPD)
- 1989–1996: Kurt Bartlewski (SPD)
- 1996–1999: Dieter Rauer (SPD)
- 1999–2004: Oliver Wittke (CDU)
- 2004–2020: Frank Baranowski (SPD)
- 2020–heute: Karin Welge (SPD)

Bei der Stichwahl des Oberbürgermeisters am 27. September 2020 gewann Karin Welge (SPD) mit 59,4 % bei einer Wahlbeteiligung von 26,6 %. Bei der regulären Wahl am 13. September 2020 lag die Wahlbeteiligung bei 41,5 % mit einer Stimmverteilung von 40,4 % SPD bzw. 25,1 % CDU (Grüne: 9,3 %, FDP: 4,3 %, Die Linke: 3,0 %, AfD: 12,1 %).

#### Oberstadtdirektoren
Folgende Persönlichkeiten waren Oberstadtdirektoren in Gelsenkirchen:
- 1946–1950: Emil Zimmermann
- 1950–1968: Hans Hülsmann
- 1968–1975: Hans-Georg König
- 1975–1983: Heinrich Meya
- 1983–1989: Jürgen Linde
- 1989–1996: Klaus Bussfeld

### Stadtrat
Nach der Stadtratswahl am 13. September 2020 gibt es im Stadtrat folgende Sitzverteilung (Stand: Oktober 2020).
- AUF: 1
- DIE LINKE.: 3
- Die PARTEI: 2
- TIERSCHUTZ hier!: 2
- GRÜNE: 11
- SPD: 31
- WIN: 3
- FDP: 4
- CDU: 20
- AfD: 11

SPD und CDU haben für die Wahlperiode 2020–2025 eine Koalition geschlossen.

### Ergebnisse der Bundestagswahlen
In der folgenden Tabelle sind die Ergebnisse der Bundestagswahlen im Wahlkreis Gelsenkirchen dargestellt (Zweitstimmenanteile). Unter der Regierung von Gerhard Schröder (SPD, 1998–2005) hat sich der Stimmanteil der SPD von 62,3 % auf 53,8 % entwickelt. Unter der Regierung Angela Merkels (CDU, 2005–2021) reduzierte sich der Stimmanteil der SPD weiter von 53,8 % auf 37,1 %. Der Stimmanteil der CDU stagnierte in diesen 23 Jahren (mit kleinen Ausnahmen 2013 und 2021) um 23 %. In diesem Zeitraum hatte der Wahlkreis der kreisfreien Stadt Gelsenkirchen die Nummern 123 (2013–2021), 124 (2002–2009) sowie 93/94 (1998). Bei der Bundestagswahl 2025 war der Wahlkreis Gelsenkirchen der – neben dem Wahlkreis Kaiserslautern – einzige Wahlkreis in den alten Bundesländern, in dem die AfD den höchsten Zweitstimmenanteil gewann.

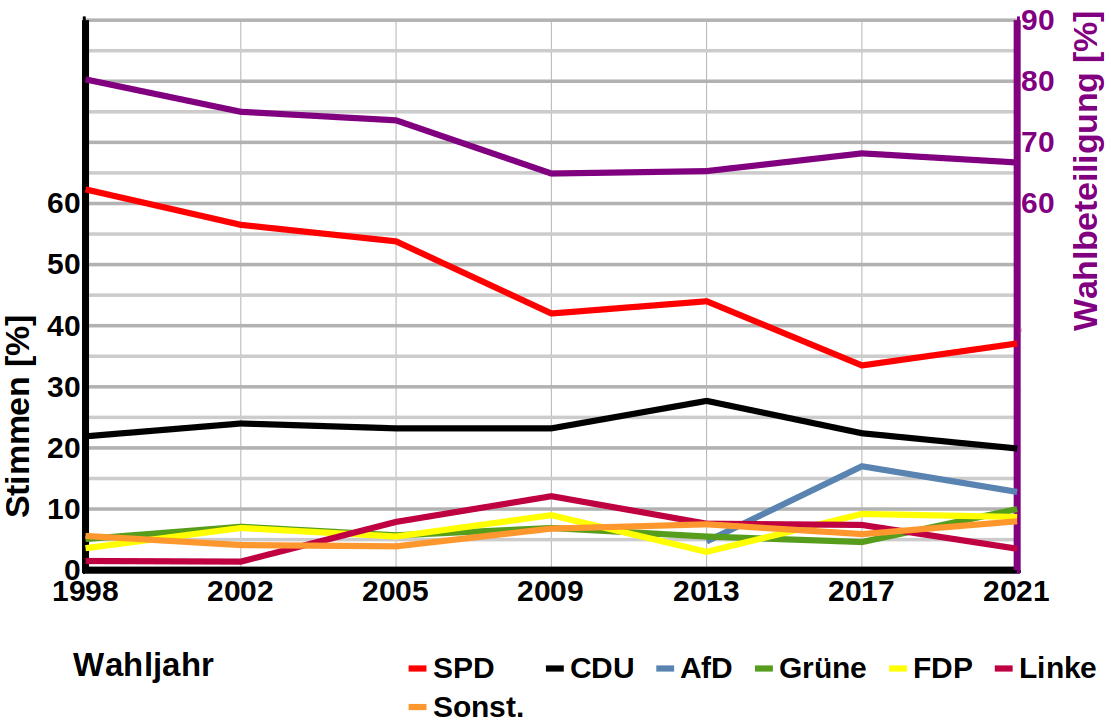
Grafischer Verlauf der Stimmverteilungen für den Wahlkreis Gelsenkirchen bei Bundestagswahlen seit 1998. Die Wahlbeteiligung ist ebenfalls gezeigt (violetter Graph bzw. rechte y-Achse)

| Jahr | Wahlbet. | SPD  | CDU  | Grüne | FDP | Linke 1 | AfD  | BSW | Sonst. |
| ---- | -------- | ---- | ---- | ----- | --- | ------- | ---- | --- | ------ |
| 2025 | 74,5     | 24,1 | 22,7 | 6,5   | 3,0 | 9,4     | 24,7 | 5,1 | 4,6    |
| 2021 | 66,7     | 37,1 | 19,9 | 10,0  | 8,7 | 3,5     | 12,8 | -   | 8,0    |
| 2017 | 68,2     | 33,5 | 22,4 | 4,6   | 9,2 | 7,4     | 17,0 | -   | 5,9    |
| 2013 | 65,3     | 44,0 | 27,7 | 5,5   | 3,0 | 7,6     | 4,7  | -   | 7,5    |
| 2009 | 64,9     | 42,0 | 23,2 | 6,9   | 9,0 | 12,1    | -    | -   | 6,8    |
| 2005 | 73,6     | 53,8 | 23,2 | 5,7   | 5,5 | 7,9     | -    | -   | 3,9    |
| 2002 | 75,0     | 56,5 | 24,0 | 7,1   | 6,9 | 1,4     | -    | -   | 4,1    |
| 1998 | 80,3     | 62,3 | 21,9 | 5,1   | 3,6 | 1,5     | -    | -   | 5,6    |

### Ergebnisse bei Landtagswahlen
In der folgenden Tabelle sind die Zweitstimmenanteile für den Wahlkreis von Gelsenkirchen bei den Landtagswahlen seit 1995 abgebildet. Da Gelsenkirchen für alle Jahre aus mehreren Wahlkreisen bestand, wurde jeweils der ungewichtete (arithmetische) Mittelwert angegeben. Die Wahlkreise der Stadt Gelsenkirchen hatten in dem entsprechenden Zeitraum die Nummern 73 und 74, 74 und 75 sowie 87, 88 und 89. Auffallend ist, dass der Anteil der Stimmen für die SPD im Zeitraum von 1995 bis 2022 von 61 % auf unter 40 % abgenommen hat. Auch lag die Wahlbeteiligung nicht über 60 %.
| Jahr | Wahlbet. | SPD  | CDU  | FDP | Grüne | Linke 1 | AfD  | Sonst. |
| ---- | -------- | ---- | ---- | --- | ----- | ------- | ---- | ------ |
| 2022 | 45,0     | 37,6 | 27,7 | 4,4 | 11,9  | 1,9     | 10,0 | 6,7    |
| 2017 | 57,8     | 37,9 | 23,0 | 9,1 | 3,9   | 5,1     | 14,7 | 5,6    |
| 2012 | 52,4     | 50,7 | 17,8 | 4,4 | 8,1   | 3,2     | -    | 15,8   |
| 2010 | 52,3     | 47,9 | 23,8 | 3,6 | 7,6   | 7,3     | -    | 10,0   |
| 2005 | 56,4     | 50,6 | 33,0 | 3,6 | 3,8   | 1,2     | -    | 7,9    |
| 2000 | 50,3     | 55,5 | 27,0 | 7,2 | 4,7   | 1,5     | -    | 4,1    |
| 1995 | 58,7     | 61,0 | 26,3 | 1,8 | 8,1   | -       | -    | 7,9    |

### Ergebnisse bei Europawahlen
Im Folgenden sind die Ergebnisse für den Wahlkreis Gelsenkirchen aufgelistet. Gelsenkirchen hatte bei Europawahlen bisher den Wahlkreis 513.
| Jahr | Wahlbet. | SPD  | CDU  | FDP | Grüne | Linke 1 | AfD  | Sonst. |
| ---- | -------- | ---- | ---- | --- | ----- | ------- | ---- | ------ |
| 2024 | 52,3     | 21,6 | 23,5 | 4,3 | 7,7   | 2,0     | 21,7 | 19,2   |
| 2019 | 51,3     | 25,7 | 19,6 | 5,2 | 15,6  | 4,6     | 16,4 | 12,8   |
| 2014 | 45,2     | 46,1 | 23,6 | 2,2 | 6,1   | 5,2     | 7,6  | 9,2    |
| 2009 | 34,1     | 38,1 | 28,4 | 7,7 | 9,1   | 7,0     | -    | 9,6    |
| 2004 | 34,2     | 36,7 | 34,1 | 5,0 | 9,1   | 3,1     | -    | 12,0   |
| 1999 | 34,9     | 51,1 | 35,0 | 2,0 | 5,4   | 1,8     | -    | 4,7    |
| 1994 | 52,1     | 53,3 | 26,0 | 2,2 | 8,7   | 0,9     | -    | 8,9    |

### Verschuldung
Die Gesamtsumme der Verschuldung der Stadt Gelsenkirchen belief sich zum Jahresende 2022 auf 1,202 Milliarden Euro. Zum Ende des Jahres 2012 hatte sie bei 1,606 Milliarden Euro gelegen.

### Städtepartnerschaften
Gelsenkirchen unterhält mit folgenden Städten eine Städtepartnerschaft:
- Newcastle upon Tyne (Vereinigtes Königreich), seit 1948
- Zenica (Bosnien und Herzegowina), seit 1969
- Schachty (Russland), seit 1989
- Olsztyn (Polen), seit 1992 (zuvor Patenschaft mit Allenstein ab 1952)
- Cottbus (Deutschland), seit 1995
- Büyükçekmece (Türkei), seit 2004

In den 1960er und 1970er Jahren hatte Gelsenkirchen eine Partnerschaft mit der senegalesischen Stadt Kaolack, die jedoch nicht fortgeführt wurde.

### Wappen
| Wappen von Gelsenkirchen | Blasonierung: „Geviert; Feld 1 in Schwarz eine silberne Kirche mit einem Mittelturm und offenem Tor in Vorderansicht, Feld 2 in Silber eine bewurzelte grüne Linde, Feld 3 in Silber fünf blaue Balken, belegt mit einem doppelschwänzigen roten Löwen, Feld 4 in Schwarz schräggekreuzte silberne Schlägel und Eisen.“ |
| Wappen von Gelsenkirchen | Wappenbegründung: Die Kirche stammt aus dem alten Gelsenkirchener Stadtwappen, Schlägel und Eisen stehen für die große Bedeutung des Steinkohlenabbaus und der Eisenindustrie. Die Linde (eine sogenannte „Buersche Linde“ verweist auf eine Gerichtslinde und erinnert an die eigenständige Amtsgerichtsbarkeit von Buer) stammt aus dem Buerschen Stadtwappen, der rote Löwe aus dem Familienwappen der Herren von Horst. Das Wappen wurde der Stadt im Jahre 1928 verliehen. |

Wappen bis 1928

Das Stadtwappen vor dem Jahr 1928 zeigte eine stilisierte Kirche, mit der redend auf den Ortsnamen angespielt wurde. Die mittlere Öffnung symbolisiert Wehrhaftigkeit durch ein Stadttor mit Fallgitter; Schlägel und Eisen verweisen auf den Bergbau als Grundlage der Stadtwerdung. Das heraldisch rechte obere kleine Wappen zeigt den preußischen Schild, das heraldisch linke den Schachbalkenschild der Grafschaft Mark. Eine bildliche Darstellung des alten Stadtwappens befindet sich heute an der Außenfassade der Gertrud-Bäumer-Realschule in der Rotthauser Straße/Zeppelinallee.

## Wirtschaft und Infrastruktur

### Überblick

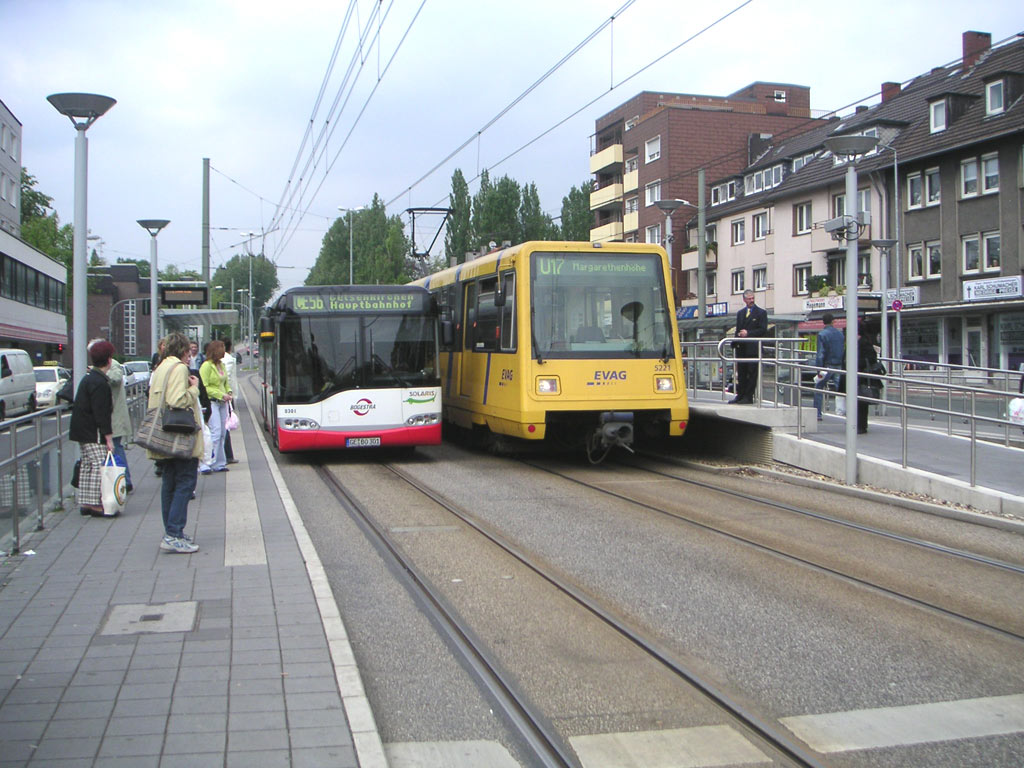
Haltestelle Buerer Straße im Stadtteil Horst

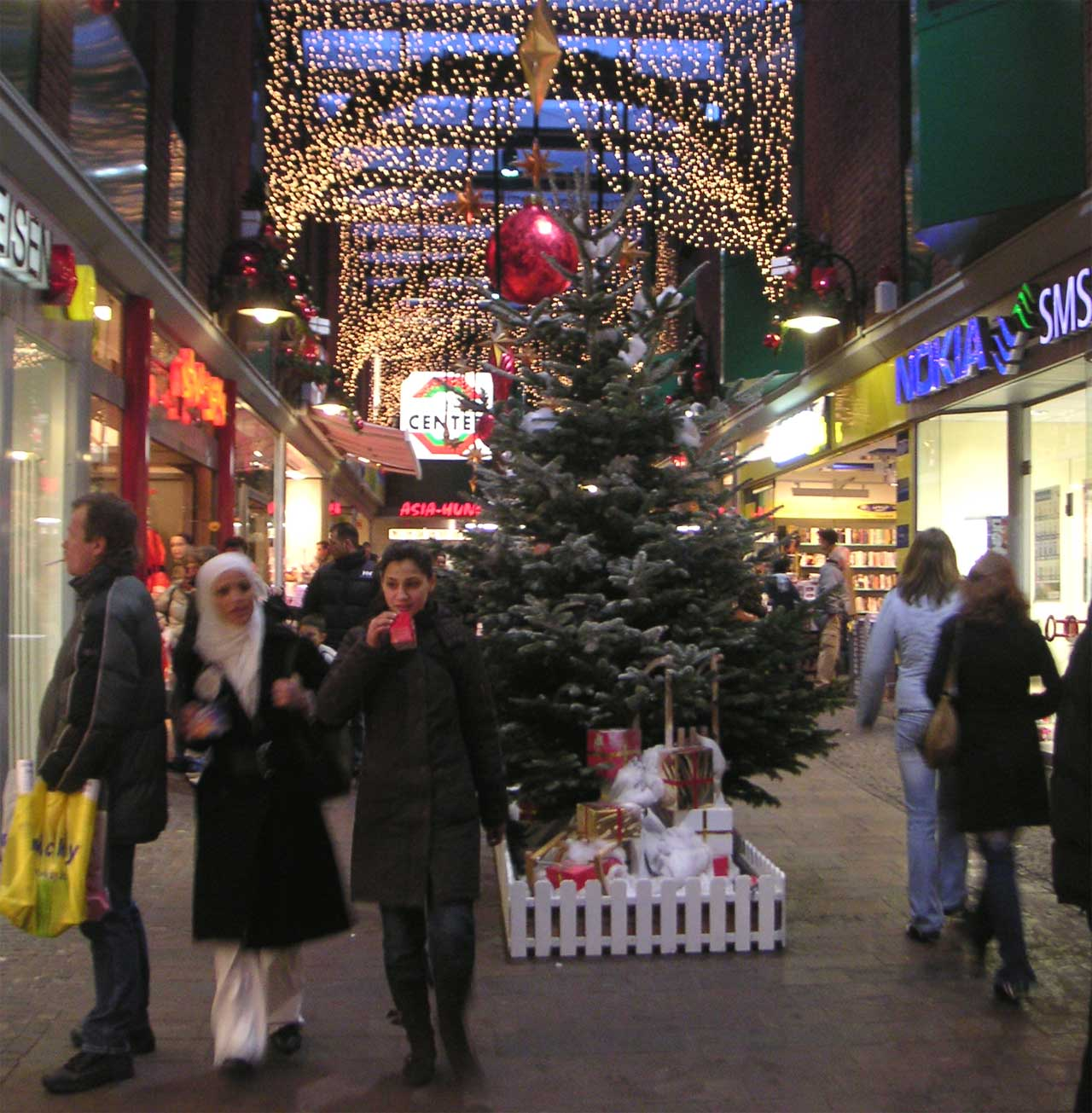
Bahnhofscenter Gelsenkirchen

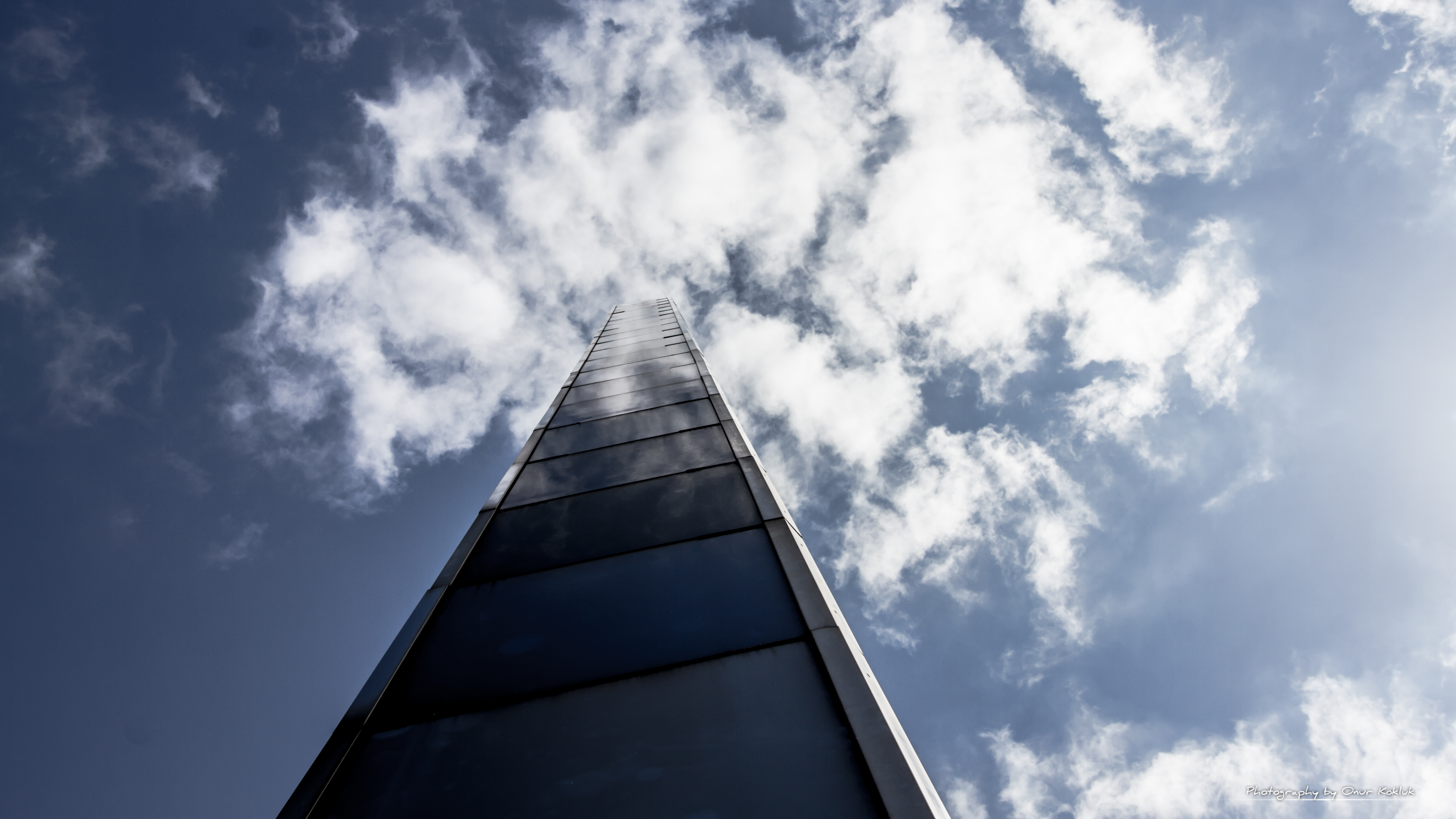
Lichtkunstobjekt Gelsenkirchener Prisma von Jürgen LIT Fischer auf dem Neumarkt, 1994

Gelsenkirchen war bis in die 1980er Jahre stark von der Montanindustrie (Ruhrbergbau) geprägt. Weil dieser Wirtschaftszweig keine Zukunft mehr hatte und die Zechen in Gelsenkirchen eine nach der anderen schlossen, versuchte die Stadt, sich Ende der 1990er Jahre vor allem als Zentrum für Solartechnologie zu positionieren. Die wirtschaftliche Schwäche zeigt sich jedoch in einer weit über dem Bundesdurchschnitt von 5,2 % liegenden Arbeitslosenquote, die bei 14,1 % lag. (jeweils Stand Oktober 2021).
Noch 2007 war die Stadt im Ranking des Prognos Zukunftsatlas um 15 Plätze zur Erstausgabe 2004 auf Rang 306 von 439 gestiegen. Die Gesamtlage hieß dabei „ausgeglichener Chance-Risiko-Mix“.
Seit 2004 gab es eine stabile Mehrheit im Stadtrat und derselbe Oberbürgermeister wurde mit überwältigenden Mehrheiten immer wieder gewählt, bis er zur Wahl 2020 aufgab.
Im Zukunftsatlas 2016 befand sich Gelsenkirchen auf Platz 389 von 402 Gebietskörperschaften in Deutschland und zählt damit zu den Regionen mit „hohen Zukunftsrisiken“. Die Stadt belegte damit den letzten Platz unter allen Kreisen und Städten in Westdeutschland sowie den letzten Platz unter allen kreisfreien Städten im gesamten Bundesgebiet.
In der Ausgabe 2019 des Zukunftsatlasses hat sich die absolute Position auf 377 von 401 verbessert, ebenfalls mit „hohen Zukunftsrisiken“. Das liegt vor allem am Faktor Demografie mit einem 73. Platz, während in der Kategorie Wohlstand & Soziale Lage der 398. Platz verzeichnet wird.

### Unternehmen und Einrichtungen
Folgende Unternehmen und Einrichtungen in Gelsenkirchen haben eine besondere Bedeutung:
- Die August Friedberg GmbH ist ein Schraubenhersteller für die Autoindustrie, den Maschinen- und Stahlbau und die Windkraftindustrie und beschäftigt 450 Mitarbeiter (2014).
- Ball Corporation ist ein Dosenhersteller.
- Die Knappschaft Kliniken Gelsenkirchen-Buer ging aus der 1929 von der Bergbau-Berufsgenossenschaft gegründeten Knappschaftsklinik Bergmannsheil hervor, die 2002 mit der Städtischen Kinderklinik fusionierte.
- BP Gelsenkirchen/Ruhr Oel:An zwei Raffineriestandorten werden Kraftstoffe und petrochemische Produkte hergestellt. Das Unternehmen beschäftigte 2013 etwa 1980 Mitarbeiter.[61]
- ELE (Emscher Lippe Energie GmbH), regionaler Energieversorger, 485 Millionen Euro Umsatz (2006).
- Die Gelsenkirchener Werkstätten für angepasste Arbeit gGmbH bietet über 600 Arbeitsplätze für Menschen mit Behinderungen, 800 Mitarbeiter.
- Gelsenwasser AG ist ein Wasserversorger und beschäftigt an der Willy-Brandt-Allee 1123 Mitarbeiter.
- GGW (Gelsenkirchener Gemeinnützige Wohnungsbaugesellschaft mbH), das Wohnungsunternehmen der Stadt Gelsenkirchen
- gym80 International entwickelt und produziert seit 1980 Kraftgeräte, 170 Mitarbeiter.
- Küppersbusch fertigt im Schalker Gewerbepark Haushaltsgeräte, die weltweit exportiert werden und hat (Stand 2020) 66 Mitarbeiter.
- Loxx ist ein weltweites Speditionsunternehmen mit deutschlandweit (2011) 243 Mitarbeitern.
- Masterflex wurde 1987 gegründet und ist ein börsennotierter Spezialkunststoff-Hersteller für Schlauchsysteme. Der Gewinn betrug 2012 4,4 Millionen Euro. Es hat vor Ort 110 und weltweit (2019) 679 Mitarbeiter.
- medicos.AufSchalke ist ein interdisziplinäres Kompetenzzentrum für ambulante Rehabilitation sowie Prävention im Bereich Sport und beschäftigte 2011 etwa 160 Mitarbeiter.
- Müller’s Mühle gehört zu VK Mühlen AG, seit 2014 umfirmiert in GoodMills Deutschland. 2020 waren hier, im Schatten des unternehmenseigenen Getreidesilos, rund 140 Mitarbeiter tätig.
- Die Norres Schlauchtechnik, Am Stadthafen, wurde 1889 gegründet und beschäftigte 2013 national 160 und international 220 Mitarbeiter.
- Oexmann in Schalke ist mit 130 Mitarbeitern bei Eiswaffeln international als Marktführer gut im Geschäft.[62]
- Der Glashersteller Pilkington in der Haydnstraße übernahm 1980 die Flachglas AG[63] (vormals DELOG[63] Deutsche Libbey-Owens-Gesellschaft für maschinelle Glasherstellung), 500 Mitarbeiter (Stand 2020).
- REL (Radio Emscher-Lippe) hat seinen Sitz in Gelsenkirchen-Buer, Hochstr. 68
- Roller, Möbelhaus mit über 80 Discountermärkten in ganz Deutschland. In der Zentrale an der Willy-Brandt-Allee arbeiten 160 Mitarbeiter.
- SABIC, ein saudi-arabisches Unternehmen, stellt Polyolefine her. Das Gelsenkirchener Werk wurde 1997 von DSM übernommen; etwa 400 Mitarbeiter (2020).
- FC Schalke 04, der Verein bietet rund um die Arena 300 Stellen für fest angestellte Mitarbeiter
- Die Schülerhilfe ist ein Franchise-Unternehmen der Nachhilfe-Branche. Am Firmensitz in Gelsenkirchen arbeiten über 100 fest angestellte Mitarbeiter und bundesweit rund 10.000 Nachhilfelehrer.
- Das Sozialwerk St. Georg betreibt in NRW Wohnheime für geistig und körperlich behinderte Menschen, beschäftigt werden 2200 Mitarbeiter.
- Sparkasse Gelsenkirchen, örtliche Sparkasse.
- Die Stadtwerke Gelsenkirchen sind die örtlichen Stadtwerke
- St. Augustinus Gelsenkirchen GmbH, gemeinnützig, hat etwa 2100 Beschäftigte und betreibt unter anderem zwei Krankenhäuser, ein Alten-, Pflege- und Jugendheim, Kindergärten, Friedhöfe sowie Wohn- und Geschäftshäuser.
- Stölting-Gruppe ist ein Immobiliendienstleister seit 1899, in Erle, hat 2014 in der Stadt ca. 900, in Deutschland und Österreich etwa 3500 Mitarbeiter.
- Straßen.NRW ist Teil der Landesverwaltung NRW. Sie hat am Betriebssitz Wildenbruchstr. 1 475 Mitarbeiter.
- Vivawest, ehemals THS Wohnen, eine der bestandsstärksten Immobilienverwaltungen Deutschlands
- Der Verkehrsverbund Rhein-Ruhr hat an der Augustastr. 1 in der Innenstadt seine Hauptverwaltung mit etwa 160 Mitarbeitern.
- Uniper Kraftwerke GmbH  (Betreiber von Kraftwerken, unter anderem Kraftwerk Scholven, Stromerzeuger).
- Die Uniper Technologies GmbH hatte im Jahr 2020 etwa 400 Mitarbeiter.
- Volksbank Ruhr Mitte eG, örtliche Volksbank mit Hauptsitz im Stadtteil Buer, Goldbergplatz 2–4.
- ZF TRW, Autozulieferer an der Freiligrathstraße, 150 Mitarbeiter (2024)
- ZINQ GmbH & Co. KG, europäische Unternehmensgruppe im Bereich der Oberflächenveredelung von Stahl, Stammwerk in Gelsenkirchen-Schalke, Verwaltungssitz in Gelsenkirchen-Buer, 150 Mitarbeiter vor Ort, 2000 weltweit (2013)

### Leistung
Im Jahre 2016 erbrachte Gelsenkirchen, innerhalb der Stadtgrenzen, ein Bruttoinlandsprodukt (BIP) von 7,656 Milliarden € und belegte damit Platz 49 innerhalb der Rangliste der deutschen Städte nach Wirtschaftsleistung. Das nominelle Wachstum zum Vorjahr betrug 1,8 %. Das BIP pro Kopf lag im selben Jahr bei 29.284 € (Nordrhein-Westfalen: 37.416 €/ Deutschland 38.180 €) und damit deutlich unter dem regionalen und nationalen Durchschnitt. Am 31. März 2005 gab es in Gelsenkirchen 70.969 sozialversicherungspflichtig Beschäftigte, rund zwei Drittel davon im Dienstleistungssektor. Weiterhin gab es in Gelsenkirchen am 30. Juni 2005 rund 108.000 Erwerbstätige, zu denen rund 8900 Selbstständige und 7000 Unternehmer gehören. Die Arbeitslosenquote lag im Dezember 2018 bei 12,1 % und damit deutlich über dem Durchschnitt von Nordrhein-Westfalen mit 6,4 %. Die Wirtschaft in Gelsenkirchen hatte im ersten Halbjahr 2005 einen Umsatz von knapp acht Milliarden Euro. Dieses stellt zum Vergleichszeitraum im Vorjahr eine Steigerung um 16,4 % dar. Der Umsatz des Exportes betrug im selben Zeitraum etwa 610 Millionen Euro und stellt zum Vergleichszeitraum im Vorjahr eine Steigerung um 19,4 % dar.
Die Stadt Gelsenkirchen ist laut einer Studie der Bertelsmann-Stiftung in Anbetracht ihrer Infrastruktur und Kommunalpolitik nach Leipzig, Karlsruhe und Bremen Deutschlands viertunternehmensfreundlichste Stadt. Im Widerspruch hierzu steht jedoch ein deutlich über dem Bundesdurchschnitt liegender Gewerbesteuerhebesatz von 480 % (2016).
Die beiden größten Einkaufsmeilen in Gelsenkirchen sind die Bahnhofstraße, welche, direkt an den Hauptbahnhof und das Bahnhofscenter anschließend, zum Neumarkt führt, sowie die Hochstraße im Stadtteil Buer, wobei die Bahnhofstraße mit etwa 55.000 täglichen Passanten zu den bedeutendsten Einkaufsmeilen des mittleren Ruhrgebiets und darüber hinaus zu den 30 meistbesuchten Einkaufsstraßen Deutschlands zählt.

### Wirtschaftliche Entwicklung

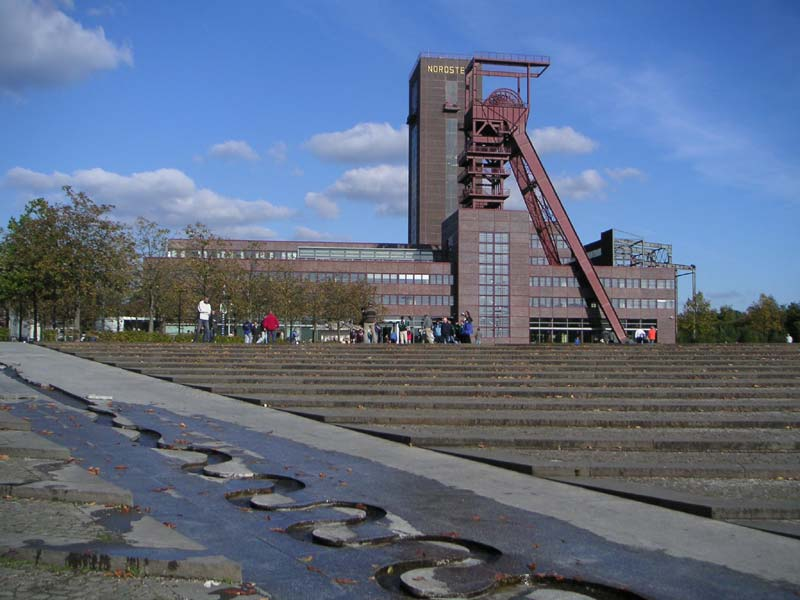
Wirtschaft im Wandel: früher Zeche Nordstern; heute Hauptverwaltung der Vivawest

Bis zur Mitte des 19. Jahrhunderts war Gelsenkirchen vor allem landwirtschaftlich geprägt; das Dorf hatte nur wenige Hundert Einwohner.
Dann begann in Gelsenkirchen, wie auch in der übrigen Region, mit dem Abbau der Steinkohle im Ruhrgebiet der wirtschaftliche Umschwung von der Landwirtschaft zur Schwerindustrie. Die Entwicklung der Industrie verlangte nach Verkehrsverbindungen; sie gab den Anstoß zum Bau der Stammstrecke der Köln-Mindener Eisenbahn-Gesellschaft. Von der wachsenden Industrie angezogen kamen immer mehr Menschen, häufig aus Ostpreußen, das heute zu Polen und zu Russland gehört, in das Ruhrgebiet, um dort zu arbeiten. Bis um die Wende zum 20. Jahrhundert vervierfachte sich die Zahl der Einwohner Gelsenkirchens innerhalb weniger Jahre auf knapp 150.000.
Die Schwerindustrie entwickelte sich über die Jahre zum wichtigsten Wirtschaftszweig in Gelsenkirchen. Nachdem in den 1920er Jahren viele Arbeitsplätze wegrationalisiert worden waren, gab es in Gelsenkirchen in den 1930er Jahren wieder einen kräftigen wirtschaftlichen Aufschwung, der Gelsenkirchen zu Europas Steinkohlestandort Nummer 1 machte. Zu diesem Aufschwung trug die beginnende Kriegsproduktion bei. Auf Grund der hohen wirtschaftlichen Bedeutung Gelsenkirchens wurden im Zweiten Weltkrieg mehr als drei Viertel der Stadt zerstört.
Seit den 1960er Jahren verlor die Montanindustrie auch in Gelsenkirchen ihre einstige Bedeutung. Mit einigem Zögern und unter erheblichen strukturellen Problemen begab sich Gelsenkirchen auf neue Wege und versucht, sich als Standort für Zukunftstechnologien zu profilieren. Zum einen hat sich Gelsenkirchen als Solarstadt einen Namen gemacht (unter anderem wurden die Solarzellen für den neuen Berliner Hauptbahnhof in Gelsenkirchen produziert), zum anderen gibt es einen deutlich gewachsenen Dienstleistungssektor.
Dennoch ist Gelsenkirchen mit durchschnittlich 17.635 €/Jahr auch 2021 die landesweite Hauptstadt der Geringverdiener und ein Gutachten des Instituts der deutschen Wirtschaft bescheinigt der Stadt im November 2023 die geringste Kaufkraft. Das verfügbare Einkommen (Realeinkommen) liegt in Gelsenkirchen bei 18.886 € (22,5 Prozent unter dem Bundesdurchschnitt).

### Verkehr

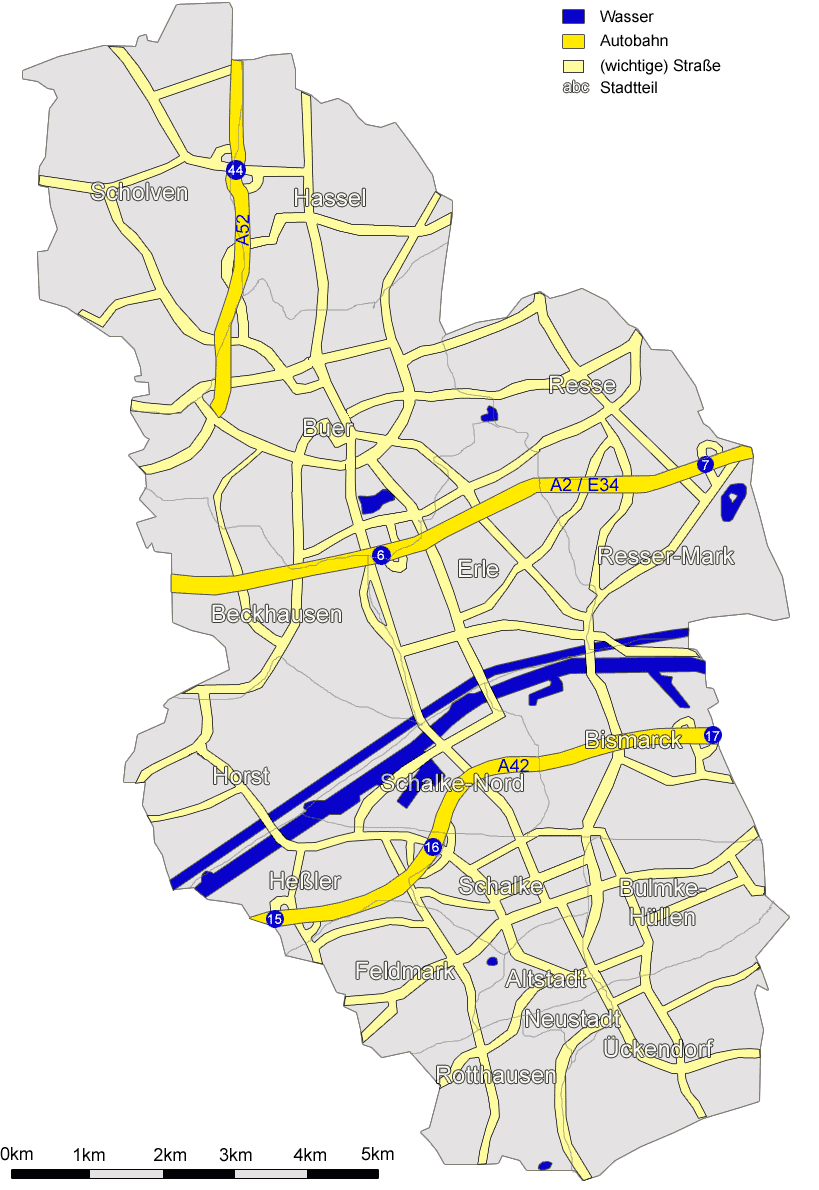
Karte von Gelsenkirchen mit den wichtigsten Straßen

#### Straßen-, Eisenbahn- und Wasser-Anbindung
Gelsenkirchen liegt an den Bundesautobahnen 2, 42 und 52 sowie an den Bundesstraßen 224, 226 und 227. Die Stadt hat 1500 Straßen mit einer Gesamtlänge von 763,93 km (einschließlich Autobahnen).

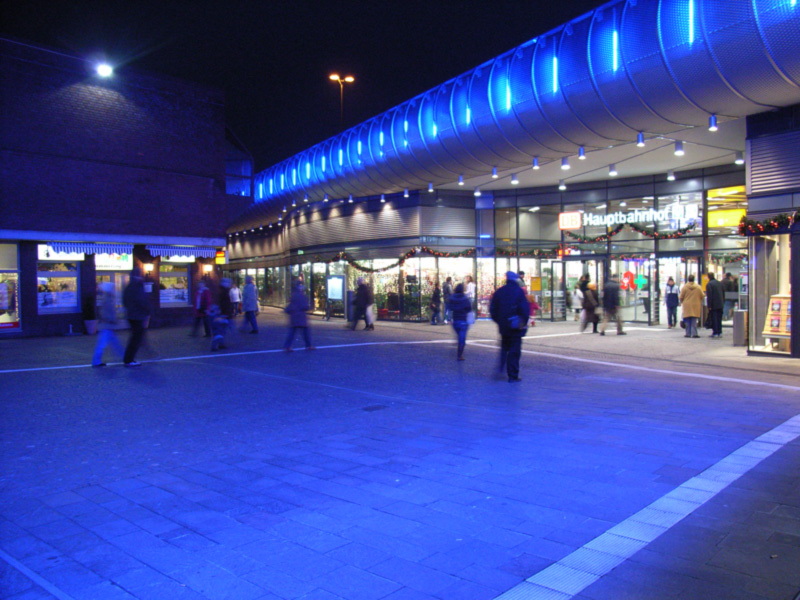
Nächtlicher Hauptbahnhof vom Bahnhofscenter aus gesehen

Der Gelsenkirchener Hauptbahnhof liegt an den Bahnstrecken Duisburg–Oberhausen–Herne–Dortmund und Essen–Recklinghausen–Münster. Hier fahren auf sechs Gleisen jeweils Züge des Regional- und Fernverkehrs. Es existieren fünf weitere Stationen des Schienenpersonennahverkehrs in den Stadtteilen Rotthausen, Hassel, Buer, Beckhausen und Bismarck.
Die Stadt liegt am Rhein-Herne-Kanal, an dem der Hafen Gelsenkirchen besteht. Er ist als Industrie- und Handelshafen mit einem Jahresumschlag von zwei Millionen Tonnen und einer Wasserfläche von rund 120 Hektar einer der größten und wichtigsten Kanalhäfen Deutschlands und zudem an das Schienennetz angebunden.

#### Bus und Straßenbahn

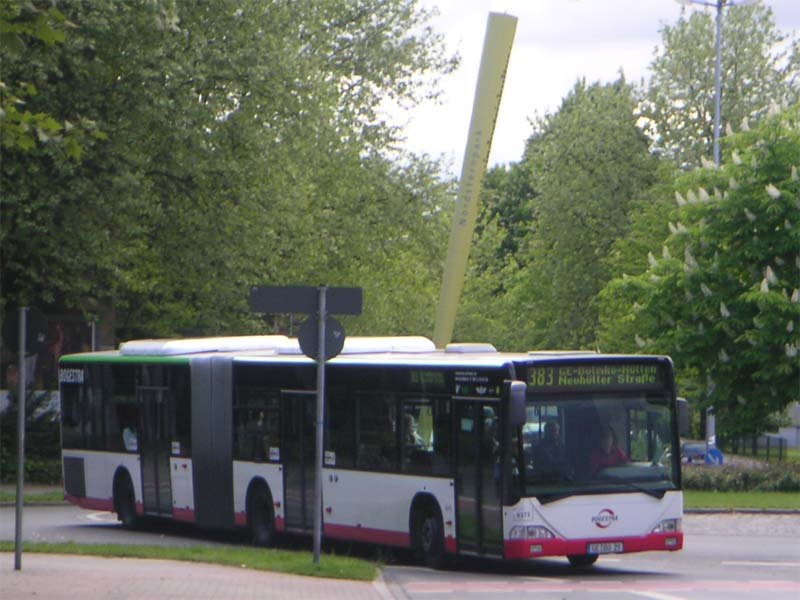
Line 383 am Kreisverkehr am Nordsternpark

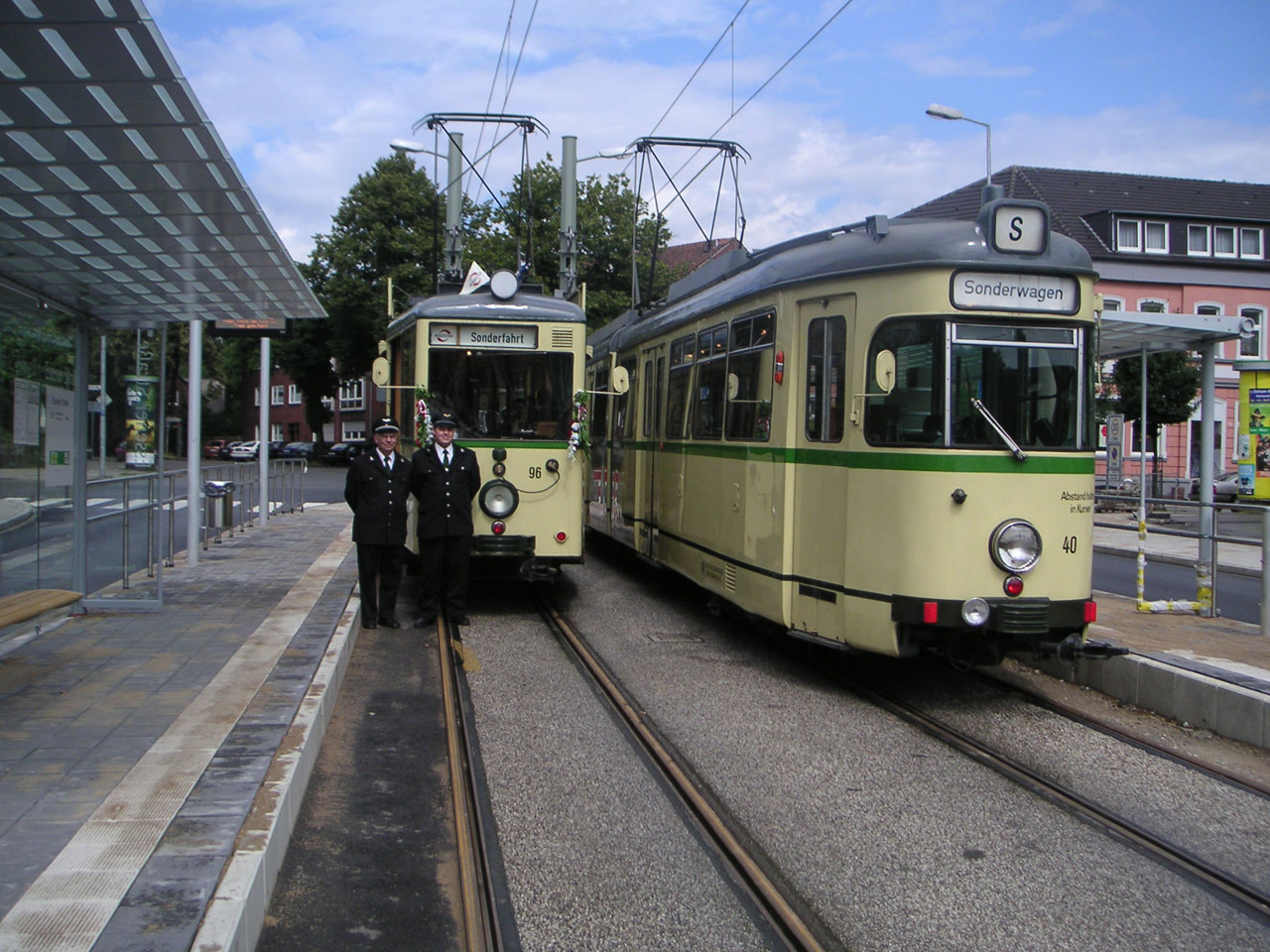
Historische Wagen 96 und 40 der Bogestra bei der Wiedereröffnung der Haltestelle Essener Straße

Den Nahverkehr in Gelsenkirchen bedienen Straßenbahnen und Busse der Bochum-Gelsenkirchener Straßenbahnen AG (Bogestra) sowie primär im Stadtnorden der Vestischen (das Unternehmen heißt zwar Vestische Straßenbahnen GmbH, betreibt heute aber nur noch Omnibusse). Ferner gibt es auf verschiedenen stadtgrenzüberschreitenden Verbindungen SB-Linien der STOAG und des BVR, hinzu kommen die Stadtbusse der Ruhrbahn, welche auch eine Straßenbahnstrecke und eine Stadtbahn befährt. Dabei handelt es sich im Einzelnen um die drei Straßenbahnlinien 107, 301, 302, eine Stadtbahnlinie (U11, die -nördlich des Kanals oberirdisch- den Stadtteil Horst mit der Essener Universität, der dortigen Innenstadt und der Messe verbindet) sowie etwa 50 Buslinien. Außerdem sind am Wochenende/vor Feiertagen mehrere Nachtbuslinien unterwegs, die zwischen 0:00 und 5:00 Uhr eine stündliche Basisversorgung gewährleisten, ergänzend besteht dann auch ein (halb-)stündliches Angebot im DB-Nahverkehr.
Alle Linien sind in den Tarif des Verkehrsverbundes Rhein-Ruhr integriert.

#### U-Bahn
In Gelsenkirchen verlaufen einzelne Straßen- oder Stadtbahnlinien abschnittsweise unterirdisch. Etwa 90 % der Gelsenkirchener U-Bahn-Tunnel sind, auf Grund ihrer speziellen Bauweise, senkungs- und erdbebensicher. Die Senkungssicherheit war der ausschließliche Grund für die neu entwickelte Bauweise, die vor allem Bergschäden vorbeugen soll, die durch nicht (ordentlich) verfüllte Schächte des Raubbergbaus entstehen. Der Nachteil dieser Bauweise liegt jedoch in den Kosten, die etwa doppelt so hoch sind wie die eines Standardtunnels.
Längere Zeiten war auch eine Linie U21 geplant, die vom Bahnhof Buer Nord über Buer Mitte, Erle, Bismarck, Schalke, Gelsenkirchen Hauptbahnhof, Ückendorf nach Witten führen sollte. Diese Planung wurde allerdings verworfen. In der Landesplanung 1998 war die Verlängerung der Linie 302 bis zum Bahnhof Buer Nord enthalten. Diese wurde bis heute (Januar 2019) noch nicht verwirklicht. Außerdem plante die damalige Essener Verkehrs-AG (EVAG) zwischenzeitlich, die Linie U11 bis zur Arena weiterzuführen, doch aus Kostengründen wurde auch dieses Projekt nicht realisiert.

#### Sonstiges

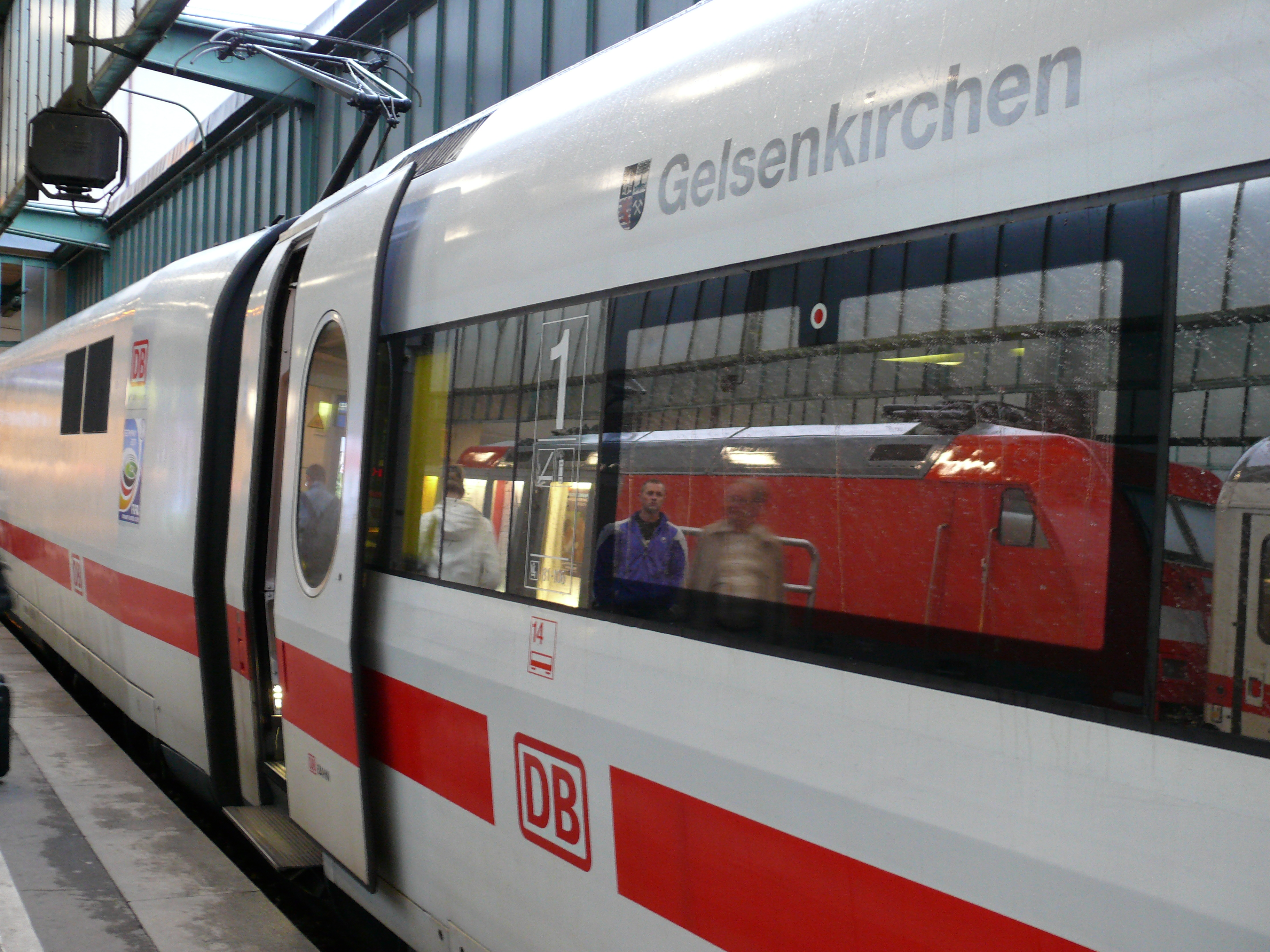
ICE beim Halt in Duisburg

Nach der Stadt ist seit dem 7. September 2004 ein Intercity-Express benannt.
Der in Teilen geplante Radschnellweg Ruhr führt auch durch Gelsenkirchen, die dort bereits fertiggestellte Trasse wird nun in Bochum erweitert. Beim ADFC-Fahrradklima-Test 2022 erhielt die Stadt Gelsenkirchen Schulnote 4,3.
Von 1912 bis etwa 1940 gab es im Stadtteil Feldmark einen Flugplatz, ebenso weitgehend zu militärischen Zwecken ab etwa 1934 im Berger Feld. Auf dieser Fläche entstand Jahrzehnte später das Parkstadion.

### Infrastrukturausbau anlässlich der Fußball-Weltmeisterschaft 2006

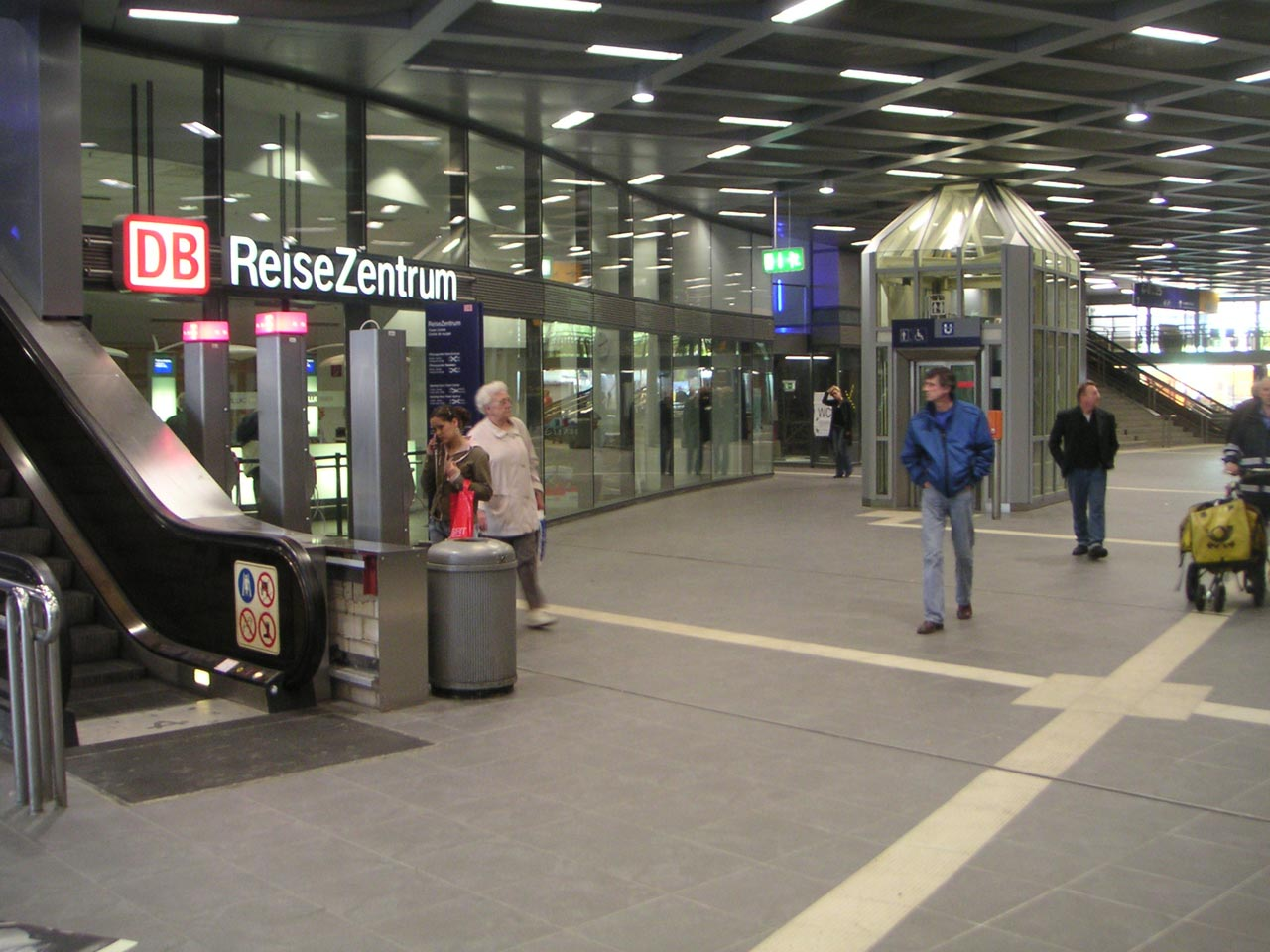
Reisezentrum im Hauptbahnhof

Anlässlich der Fußball-Weltmeisterschaft 2006 ist die Verkehrsinfrastruktur in Gelsenkirchen zur Veltins-Arena hin ausgebaut worden. Ab Anfang 2005 wurde der Gelsenkirchener Hauptbahnhof großzügig umgebaut und am 8. Juni 2006, also einen Tag vor Beginn der Fußball-Weltmeisterschaft 2006, fertiggestellt. Das Deutsche-Bahn-Reisezentrum wurde deutlich näher zu den Bahnsteigen gelegt, das alte Reisezentrum abgerissen und dort ein bahnhofsnaher Taxistand gebaut. Zudem erhielten U-Bahn-Abgang und Taxistand eine Überdachung mit einer Photovoltaikanlage. Weiterhin wurde zu jedem Bahnsteig ein Aufzug gebaut und ein Blindenleitsystem verlegt, sodass der Bahnhof nun barrierefrei ist. Im U-Bahnhof wurden die Bahnsteige abgesenkt und die Stromversorgung der Linie 302 zudem so ausgebaut, dass sie nun mit zwei aneinander gekoppelten Fahrzeugen (Doppeltraktion) gefahren werden kann. Die Straßenbahn-Haltestelle Veltins-Arena hat durch eine großzügige Überdachung den Charakter eines Bahnhofs erhalten, allerdings ist diese nicht barrierefrei; Rollstuhlfahrer werden mittels Durchsage in der Straßenbahn gebeten, diese an der benachbarten Haltestelle Willy-Brandt-Allee zu verlassen.
Die Bauarbeiten im unmittelbaren Bahnhofsumfeld und an der Infrastruktur von und zur Arena werden durch eine Umgestaltung des Gelsenkirchener Einkaufsbereiches – der Bahnhofstraße und des Bahnhofcenters – ergänzt. Weitere Großprojekte waren unter anderem die Komplettsanierung der Uferstraße (wichtige Ost-West-Verbindung parallel zum Rhein-Herne-Kanal), die neue Anschlussstelle der A 42 mit der Bezeichnung Gelsenkirchen-Schalke sowie weitere Baumaßnahmen, wie etwa die Verlängerung von Abbiegespuren.

### Medien
Einzig verbliebene lokale Tageszeitung ist die Westdeutsche Allgemeine Zeitung (WAZ). Am 1. April 2006 haben die Ruhr-Nachrichten die Lokalausgabe für Gelsenkirchen eingestellt. Die Buersche Zeitung erschien nach 125 Jahren letztmals am 30. September 2006. Stattdessen gibt es im nach wie vor erscheinenden Schwesterblatt Hertener Allgemeine (Kopfblatt der Recklinghäuser Zeitung) maximal eine Seite mit Gelsenkirchener, primär buerschen Kurzberichten, die aber stadtweit ohne Bedeutung sind. Gelsenkirchen ist somit ein Einzeitungskreis. Weiterhin wird wöchentlich mittwochs und samstags das Anzeigenblatt Stadtspiegel Gelsenkirchen im Stadtgebiet verteilt, wovon es für Buer eine eigene Ausgabe gibt.
Ferner werden gratis monatlich die Anzeigendruckwerke 100 % Buer bzw. BUER ! und nachfolgend, seit November 2019, Hallo Buer aufgelegt, letzteres auf Zeitungspapier im Tabloidformat, alternativ mit Onlineberichterstattung. Daneben erscheinen die monatlichen bzw. unregelmäßigen Ausgaben von Familienpost, Beckhausener Kurier und Wochenblick für Gelsenkirchen. Einmal im Monat ist gratis das Gelsenkirchener Stadtmagazin isso. zu haben. Das kostenlose Monatsmagazin GE:spräch wurde 2016 in das inzwischen kostenpflichtige Ruhrgespräch umgewandelt. Nur bis 2012 erschien das Magazin GE:kult, welches über aktuelle Kunst und Kultur mit lokalem Bezug informierte. Diesem Genre widmet sich auch die von der Stadt publizierte und ebenfalls online verfügbare Broschüre Kulturtipps Gelsenkirchen. Seit März 2013 gibt die Stadtverwaltung viermal jährlich das achtseitige Bürgermagazin GELSENKIRCHEN heraus, welches auch über die Homepage der Stadt einsehbar ist.
Gelsenkirchen ist Sitz des 1987 gegründeten Verbands Lokaler Rundfunk in Nordrhein-Westfalen e. V. (VLR), der die Interessen der Veranstaltergemeinschaften im nordrhein-westfälischen Lokalfunk vertritt. In Gelsenkirchen-Buer ist auf der Hochstraße der Radiosender Radio Emscher-Lippe beheimatet.
Der TV-Lernsender nrwision bündelt in seiner Mediathek Fernsehsendungen über Gelsenkirchen bzw. von Fernsehmachern aus Gelsenkirchen.
Zwischen 1948 und 1983 wurden die Gelsenkirchener Blätter vom städtischen Presseamt herausgegeben.
Die lokalhistorische Website Gelsenkirchener Geschichten wurde 2006 gestartet. Hierzu gibt es ein Regiowiki. Ferner publiziert der örtliche Heimatbund seit 2019 die themenbezogen erscheinende Emscher-Zeitung. Eine derartige Vereinigung gibt es auch in Buer.
Seit April 2022 ist ein Gelsenkirchen-Podcast der Stadtverwaltung mit dem Namen Das GEhört sich so verfügbar.

### Bildung
Die Westfälische Hochschule Gelsenkirchen Bocholt Recklinghausen wurde 1992 als Fachhochschule Gelsenkirchen gegründet und erhielt 2012 ihren heutigen Namen. Die Hochschule unterhält folgende Fachbereiche: Wirtschaft, Wirtschaftsrecht, Informatik, physikalische Technik, Elektrotechnik, Maschinenbau, Journalismus & Public Relations und Versorgungs- und Entsorgungstechnik. Gelsenkirchen ist darüber hinaus Sitz und einer von sieben Standorten der Fachhochschule für öffentliche Verwaltung Nordrhein-Westfalen (Fachbereiche: Kommunaler Verwaltungsdienst, Polizeivollzugsdienst, Modellstudiengang Verwaltungsbetriebswirtschaftslehre).
In Gelsenkirchen gibt es 51 Grundschulen (36 Gemeinschaftsgrundschulen, zwölf katholische Grundschulen, drei evangelische Grundschulen), acht Hauptschulen, sechs Realschulen, sieben Gymnasien (vier altstadtnah, drei in Buer; das heutige Schalker Gymnasium ist mit seiner Gründung im Jahre 1876 das älteste der Stadt) und vier Gesamtschulen, von denen die Evangelische Gesamtschule Gelsenkirchen-Bismarck die einzige Gesamtschule in der Trägerschaft der westfälischen Landeskirche und zudem die einzige Schule in freier Trägerschaft in Gelsenkirchen ist. Die Gesamtschule Berger Feld liegt in unmittelbarer Nähe des Vereinsgeländes des Fußball-Bundesligisten FC Schalke 04, mit dem eine intensive Zusammenarbeit besteht. Seit 1995 besteht das Talentzentrum Gelsenkirchen und seit 2000 die Fußballschule Auf Schalke/Teilinternat Gesamtschule Berger Feld. Von 53 Nutzern dieses Teilinternats haben bisher 23 den Sprung in den Profi-Bereich geschafft, darunter Mesut Özil, Manuel Neuer, Alexander Baumjohann, Benedikt Höwedes, Sebastian Boenisch, Tim Hoogland, Michael Delura, Julian Draxler und Joel Matip. Im Juni 2007 wurde die Gesamtschule Berger Feld als vierte deutsche Schule vom DFB als Eliteschule des Fußballs ausgezeichnet. Die Gesamtschulen Horst und Ückendorf bieten Oberstufenbildung in den südlichen Stadtteilen.
Darüber hinaus gibt es vier Berufskollegs: Im Süden das Berufskolleg für Technik und Gestaltung (BTG) und das Berufskolleg Königstraße, im Norden das Eduard-Spranger-Berufskolleg und das Hans-Schwier-Berufskolleg. Zudem gibt es in Gelsenkirchen für Schülerinnen und Schüler mit besonderen Förderbedarfen 14 Förderschulen (Förderschwerpunkte: Lernen, geistige Entwicklung, Sprache, emotionale und soziale Entwicklung, Hören und Kommunikation, Sehen, körperliche und motorische Entwicklung, sowie eine Schule für Kranke).
In Sutum wird im FloristPark International an der Theodor-Otte-Straße auf einem früheren Bauernhof, der unter Denkmalschutz steht, die deutschlandweit einzige Fachschule des Fachverbandes Deutscher Floristen e. V. betrieben, wo regelmäßig Meisterkurse zum Beruf des Floristmeisters und Fortbildungsveranstaltungen für Floristen stattfinden.
In der Virchowstraße in Gelsenkirchen-Ückendorf unterhalten christliche Krankenhäuser aus Gelsenkirchen und Umgebung für die Ausbildung in der Altenpflege, der Krankenpflege und der Kinderkrankenpflege das Kirchliche Bildungszentrum für Gesundheitsberufe im Revier.
Die Stadtverwaltung Gelsenkirchen betreibt eine Volkshochschule sowie eine Stadtbibliothek mit drei Zweigstellen in den Stadtteilen Horst, Buer und Erle mit mehr als 100.000 Büchern, Filmen und CDs sowie einer Kinderbibliothek. Ebenso gibt es einen Bücherbus, der an verschiedenen Straßen im Stadtgebiet hält.

### Forschung

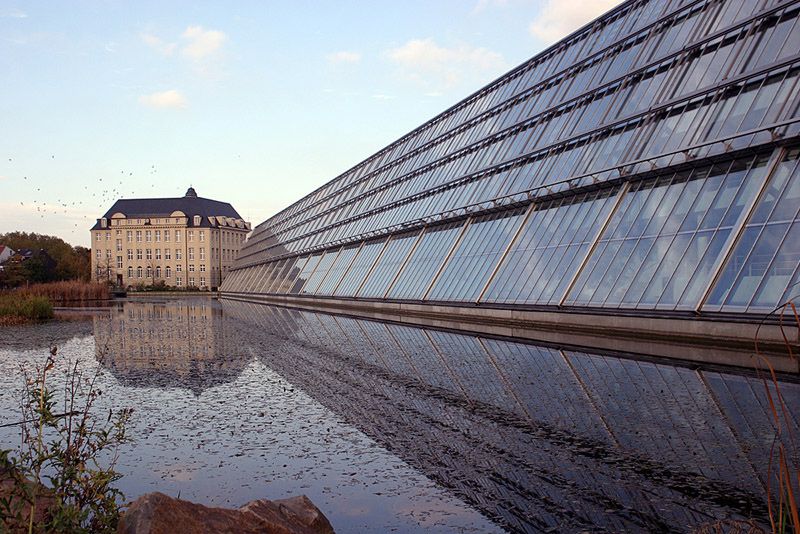
Wissenschaftspark

Gelsenkirchen ist Standort vieler forschender Einrichtungen, die sich mit den verschiedensten Fachbereichen beschäftigen. Der Wissenschaftspark Rheinelbe ist ein Forschungszentrum im Stadtteil Ückendorf. Es werden dort unter anderem Solartechnologien verschiedener Unternehmen erforscht; das Institut für Stadtgeschichte erforscht die Vergangenheit der Stadt und das Institut für Arbeit und Technik erforscht neue Methoden, Techniken und Technologien rund um die Arbeitswelt. Das ebenfalls im Stadtteil Ückendorf beheimatete IKT – Institut für Unterirdische Infrastruktur entwickelt innovative Technologien für die Kanalisationstechnik.
Einige weitere forschende Institutionen sind die Fachhochschule für öffentliche Verwaltung in NRW (unter anderem Institut für Verwaltungswissenschaften), das Hygieneinstitut des Ruhrgebiets, die Westfälische Hochschule (unter anderem Forschungsschwerpunkt Komponentenbasierte Softwareentwicklung (CombaSoft), Institut für Internet-Sicherheit, Institut zur Förderung von Innovation und Existenzgründung, Institut für biologische und chemische Informatik, Institut für demand logistics), das Labor und Servicecenter des Fraunhofer-Instituts für Solare Energiesysteme und das Pathologische und Gewebepathologische Institut.

### Technisches Hilfswerk
In Gelsenkirchen sind eine Geschäftsstelle und ein Ortsverband der Bundesanstalt Technisches Hilfswerk beheimatet. Die zwei Technischen Züge bestehen aus vier Bergungsgruppen und den Fachgruppen Infrastruktur, Räumen und Elektroversorgung. Die Unterkunft befindet sich im Katastrophenschutzzentrum der Stadt Gelsenkirchen, Adenauerallee 100.

## Kultur und Sehenswürdigkeiten

### Überblick

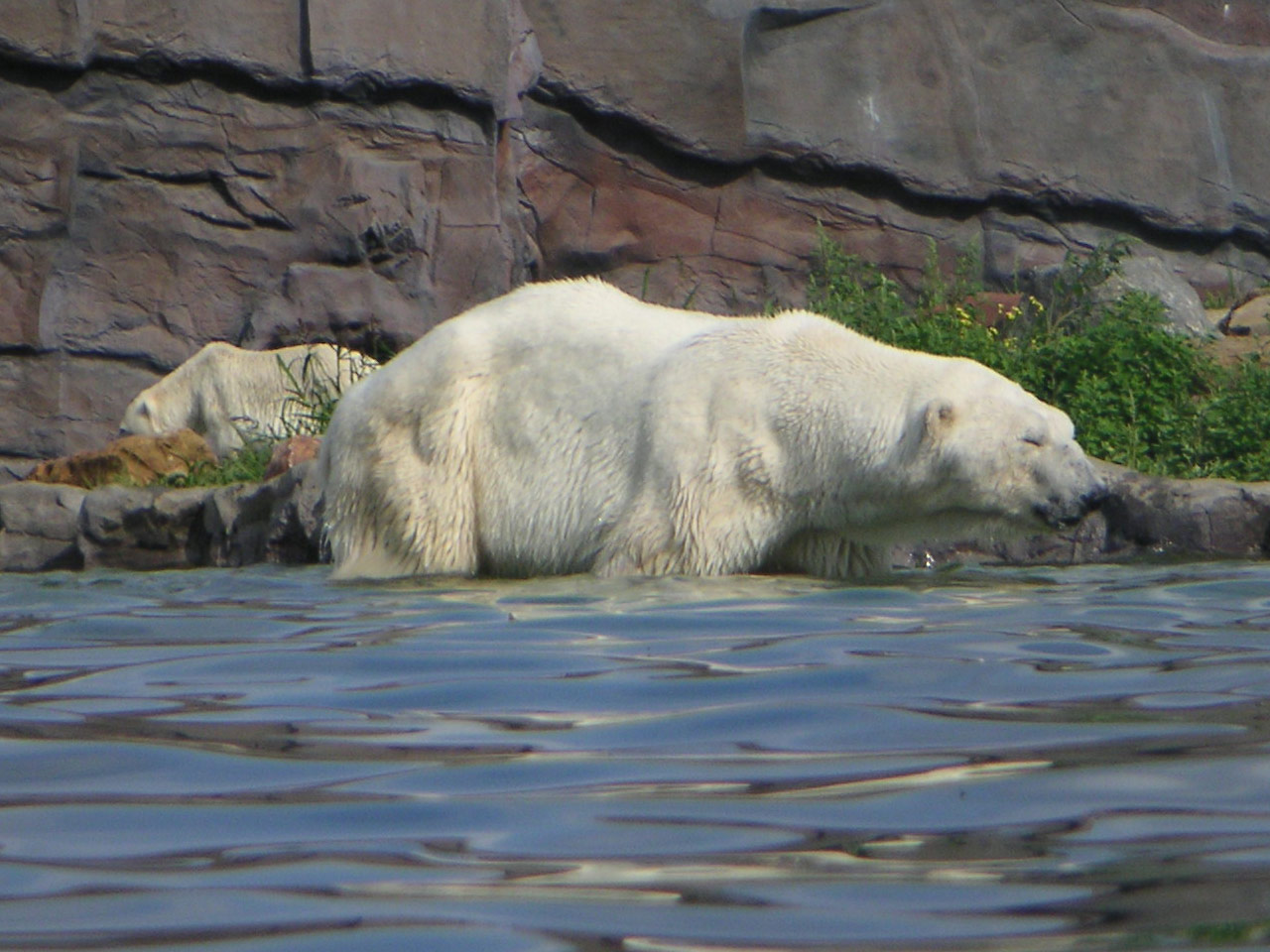
Eisbären in der ZOOM Erlebniswelt

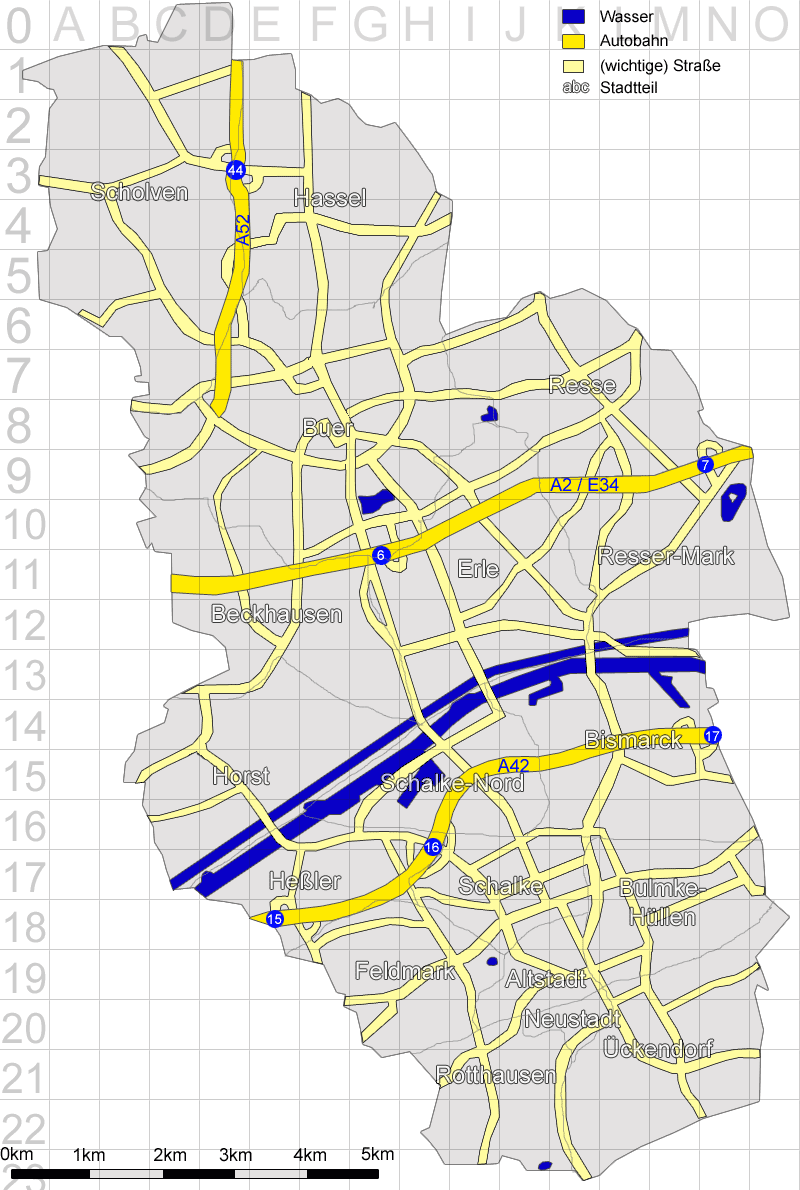
Rasterkarte von Gelsenkirchen

Besondere kulturelle Einrichtungen sind die ZOOM Erlebniswelt (ehemaliger Ruhr-Zoo), der Wissenschaftspark Rheinelbe, das Sport-Paradies, die Kaue (sozio-kulturelles Zentrum) und das Kulturzentrum Die Flora. Auf dem ehemaligen Gelände der Zeche Nordstern (Bundesgartenschau 97) befand sich die Modellbahndauerausstellung Der Deutschlandexpress, bis 2001 die größte digitale Dreileiter-Modellbahnanlage der Welt; heute sind nur das Miniatur Wunderland in Hamburg und die Loxx Miniatur Welten Berlin größer.
Weiterhin gibt es in Gelsenkirchen einige Siedlungen, Aussichts- und Ankerpunkte der Route der Industriekultur. Die Gelsenkirchener Aussichtspunkte der Route sind die Halden Rungenberg und Rheinelbe. Ebenfalls in die Route wurden die Siedlungen Flöz Dickebank und Schüngelberg aufgenommen. Der Nordsternpark bietet Informationen über das ehemalige Zechengelände sowie über die industrielle Vergangenheit der Region. Er wird deshalb als einer der Ankerpunkte der Route bezeichnet.

### Theater

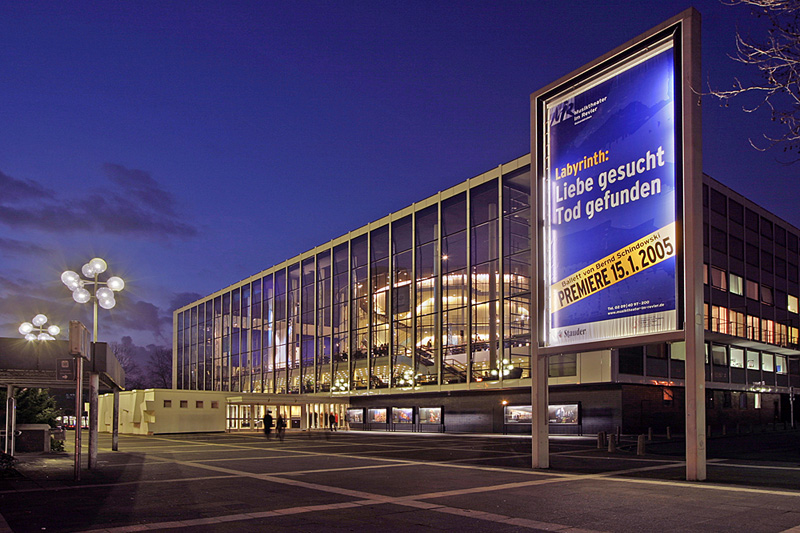
Musiktheater im Revier (MiR) (Karte J/18)

In Gelsenkirchen gibt es mehrere Theater mit verschiedenen Schwerpunkten. Das Musiktheater im Revier, kurz MiR, beherbergt zwei Bühnen, das große und kleine Haus. Das Programm des MiR besteht vor allem aus Oper, Operette, Musical, Ballett, Schauspiel (Gastspiele), Puppenspiel und Kinder- und Jugendtheater.
Von 2012 bis 2019 hatte die US-amerikanische Tänzerin und Choreographin Bridget Breiner die Stelle der Ballettdirektorin inne. Seitdem Giuseppe Spota ihre Nachfolge angetreten hat, wird der Bereich nicht mehr unter „Ballett“, sondern unter „Tanz“ geführt.
Die Neue Philharmonie Westfalen, die unter anderem im MiR spielt, entstand 1996 aus der Fusion der Orchester von Recklinghausen und Gelsenkirchen und spielt heute als eines von drei Landesorchestern in ganz Nordrhein-Westfalen.
Das im Nordsternpark gelegene Amphitheater Gelsenkirchen wurde 1997 zur Bundesgartenschau am Rhein-Herne-Kanal errichtet. Im Frühjahr und Sommer finden im Amphitheater unter anderem das Rock-Hard-Festival, verschiedene andere Musikveranstaltungen und Freilichtkinoaufführungen statt.
Das Consol-Theater in Bismarck war einst das Lüftermaschinengebäude mit den Ventilationsmaschinen der Zeche Consolidation. Seit 2001 finden im Consol-Theater regelmäßig Aufführungen mit dem Programmschwerpunkt Kinder- und Jugendtheater statt.
Das Emscher-Lippe-Theater ist ein Ensemble junger Künstler der Emscher-Lippe-Region rund um Gelsenkirchen. Die Aufführungen finden in städtischen Schulen der Region statt.
Die Theatergesellschaft Preziosa 1883 e. V. ist ein weiteres Ensemble, das sich ausschließlich aus Amateuren zusammensetzt und ebenfalls städtische Schulen für seine Aufführungen nutzt.
Weiterhin finden in der Veltins-Arena verschiedene Musikveranstaltungen mit internationalen Künstlern und Musicals in unregelmäßigen Abständen statt – bisher wurden zum Beispiel die Opern Aida, Carmen und Turandot aufgeführt.

### Museen
Im Zentrum des Stadtteils Buer liegt an der Horster Straße 5–7 das Kunstmuseum Gelsenkirchen. Es wurde 1984 nach zweijähriger Bauzeit eröffnet. Die Sammlung umfasst etwa 1300 Exponate der klassischen Moderne, des Konstruktivismus, der Kinetik und der zeitgenössischen Kunst, eine Grafiksammlung und die Sammlung von Anton Stankowski. Jährlich werden sechs bis acht Wechselausstellungen durchgeführt.
Museum Schloss Horst mit Videoanimationen und technischen Effekten. Das Thema ist „Leben und Arbeiten in der Renaissance“. Die Eröffnung war am 4. November 2010.
Die kleine Sammlung Der Treudank an der Vattmannstraße beherbergt Dokumente der ehemals deutschen Stadt Allenstein (Ostpreußen).
Daneben gibt es einige private Museen.
Im Kleinen Museum in der Eschweiler Str. 11 wird die Geschichte des Bergbaus in Gelsenkirchen und insbesondere der Zeche Hugo gezeigt.
Auch die Bergbausammlung Rotthausen, Belforter Str. 20, widmet sich dieser Epoche der Industriegeschichte.
Das Motorradmuseum an der Wallstraße 52 verfügt über 90 Oldtimer und wurde von Karl Rebuschat (* 1932; † 4. Juni 2012) geleitet. Die älteste Maschine ist eine DKW-Blutblase von 1925. Angeschlossen ist ein Teilemarkt mit seltenen Stücken, der jeden zweiten Sonntag im Monat geöffnet ist und Tausende von Motorradinteressenten anzieht.
Das Schalke-Museum in der südlichen Veltins-Arena thematisiert die Geschichte des FC Schalke 04.

### Bibliotheken
- Gelsenkirchener Stadtbibliothek (mit Stadtteilbibliotheken in Erle, Horst und Buer und mit einer Kinderbibliothek)[92]
- Bibliothek der Fachhochschule Gelsenkirchen

### Galerien
- Atelier Antenne
- Künstlersiedlung Halfmannshof. Sie besteht seit 1931 und beherbergte von allen sechs Kunstrichtungen immer nur einen Künstler. Die große Zeit war in den 1960er/1970er Jahren, als Ferdinand Spindel ihr Sprecher war. Seit Spindel den Schaumstoff als Kunst-Gestaltungsmaterial entdeckte, galt die Stadt als Avantgarde-Zentrum, und Düsseldorfer und Kölner Kunstexperten reisten nach Gelsenkirchen. Der Hof organisierte bedeutende Ausstellungen wie Zero, Konstruktive und Lichtkunst.
- Jazz&ArtGalerie (Lutz Motzko)
- Galerie Kabuth
- Galerie Stein
- Galerie Patricia Ferdinand-Ude (ausgezeichnet mit der Banane von Thomas Baumgärtel)
- Die Werkstatt
- Galerie Hundert. Ausgestellt und vertrieben werden dort Fotografien, die aus der Sammlung des Pixelprojekts Ruhrgebiet stammen. Der Name der Galerie leitet sich aus dem Umstand ab, dass die Fotografien jeweils in einer limitierten Auflage von 100+1 Stück hergestellt werden.

### Bauwerke

#### Baudenkmale
Nach Angaben der Unteren Denkmalbehörde der Stadt Gelsenkirchen gibt es in der Stadt 343 Baudenkmale.

#### Kirchen

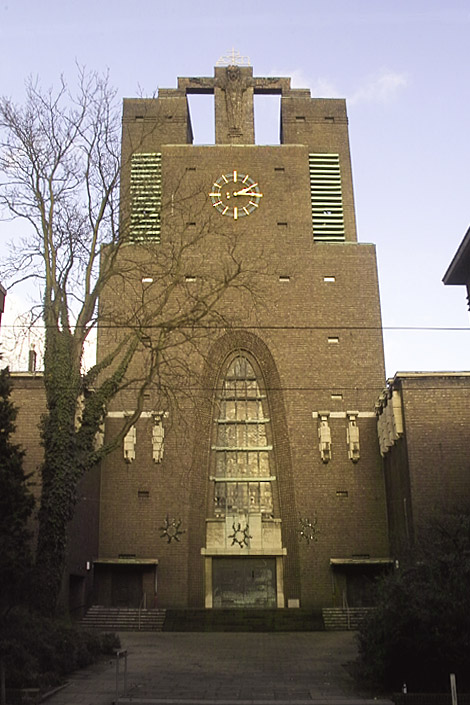
Heilig-Kreuz-Kirche von Josef Franke (Karte L/20)

- Die Evangelische Altstadtkirche steht an der Stelle der alten Dorfkirche St. Georg (gegründet um 1000) und der kriegszerstörten historistischen Vorgängerkirche von 1884. Der heutige Bau, Hauptwerk des Gelsenkirchener Architekten Denis Boniver, wurde 1956 eingeweiht und prägt mit seinem markanten Turm das Stadtbild.
- Ebenfalls von Boniver stammt die ovale Friedenskirche in Schalke (1959), die die kriegszerstörte evangelische Kirche am Schalker Markt (1882) ersetzte.
- Die katholische Propsteikirche St. Augustinus am Neumarkt ist eine neugotische Basilika, die 1892 geweiht wurde.
- Im Zentrum von Buer steht die neugotische Propsteikirche St. Urbanus, die 1893 vollendet wurde. Ihre Silhouette prägt der (seit dem Zweiten Weltkrieg) stumpfe Turm.
- Die ebenfalls neugotische Horster Hippolytuskirche (1897) ist vor allem bekannt wegen ihrer modernen Glasfenster.
- Aus der Zeit zwischen den Weltkriegen sind mehrere bemerkenswerte Kirchen erhalten, darunter die denkmalgeschützte Heilig-Kreuz-Kirche von Josef Franke an der Bochumer Straße.
- An der Richard-Wagner-Straße erhebt sich die von 1891 bis 1897 erbaute katholische Kirche St. Mariä Himmelfahrt. Die vom Paderborner Diözesanbaumeister Arnold Güldenpfennig erbaute Kirche ist eines der seltenen dreitürmigen Gotteshäuser im Bistum. Sie enthält eine qualitativ hochwertige, künstlerisch gestaltete Innenausstattung. Der Westturm ist reich gegliedert und bildet einen Gegenpol zu den zwei kleineren Osttürmen. Obwohl sie seit 1994 unter Denkmalschutz steht und keine relevanten Bauschäden hat, wurde sie im Zuge der Sparmaßnahmen des Bistums Essen am 7. Juni 2007 aus der gottesdienstlichen Nutzung entlassen.
- Die in den Jahren 1910 bis 1911 erbaute erste evangelische Pauluskirche in Gelsenkirchen-Bulmke war ein Werk des Kirchenbaumeisters Arno Eugen Fritsche. Am 9. Oktober 1910 wurde feierlich der Grundstein zum Neubau gelegt, und am 15. Dezember 1911 wurde sie eingeweiht. – Dann kam der 6. November 1944. Bei dem Großangriff, der große Teile Bulmkes in Schutt und Asche legte, traf eine Sprengbombe die ausgebrannte Kirche. Infolgedessen stürzten die Seite des Hauptportals und die Ostseite der Kirche in sich zusammen. Die Neubelebung des Kirchbauvereins 1952 war der Startschuss, etwas Neues zu wagen. Mehrere Architekten machten Pläne zum Wiederaufbau der Pauluskirche. Am Ende setzte sich Otto Prinz mit seinen Entwürfen durch. Der Wiederaufbau gestaltete sich teilweise schwieriger als erhofft. Dennoch war es dann am 23. Juni 1957 so weit, dass die neue Kirche eingeweiht wurde. Bis zum heutigen Tag steht sie nun fast unverändert da. In der äußeren Gestalt nicht mehr der Monumentalbau von 1911, sondern der Schlichtheit der 1950er Jahre Respekt zollend, erhebt sie sich auf ihrem Hügel in der Mitte des Stadtteils Gelsenkirchen-Bulmke.
- Die im Zweiten Weltkrieg zerstörte neugotische Kreuzkirche (Gelsenkirchen-Feldmark) wurde in den 1950er Jahren in schlichterer Form neu aufgebaut.

#### Hans-Sachs-Haus

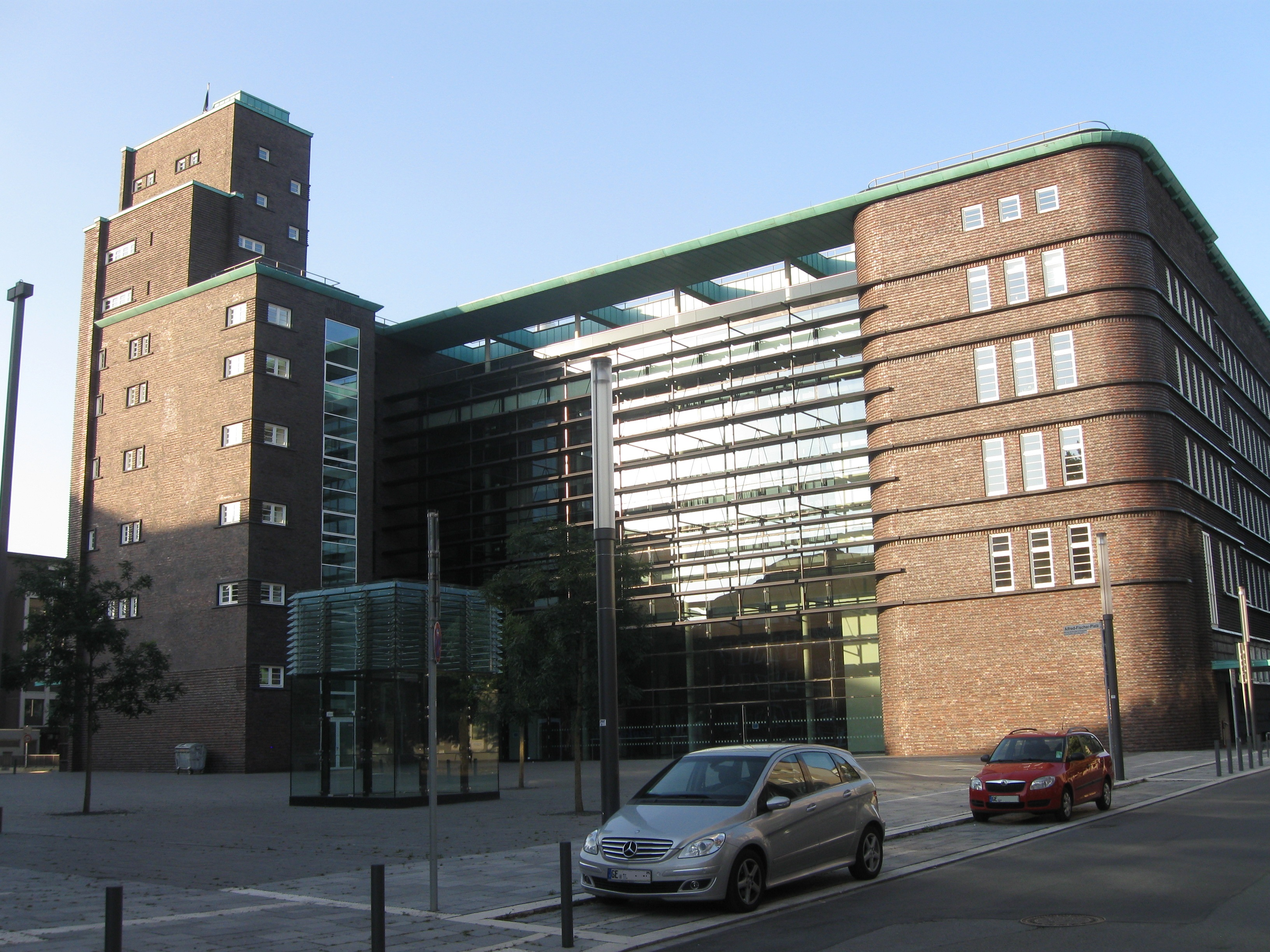
Hans-Sachs-Haus von Alfred Fischer (Karte J/18)

Ein charakteristisches Gebäude in der Gelsenkirchener Innenstadt ist das Hans-Sachs-Haus, ein 1927 von dem Essener Architekten Alfred Fischer erbautes Büro- und Geschäftshaus mit Konzertsaal. Besonderes Stilmerkmal sind seine abgerundeten Ecken sowie ein expressionistischer Turm. Stilistisch stellt das Haus ein Bindeglied zwischen Backsteinexpressionismus und der neu-sachlichen Architektur des Bauhaus-Stils dar. Das Hans-Sachs-Haus diente jahrzehntelang als Rathaus und beherbergte im Konzertsaal die größte weltliche Saal-Orgel Europas, eine Walcker-Orgel mit 92 Registern. In den Fluren des Hauses befand sich das mutmaßlich erste Farbleitsystem der Welt.
Das Vorhaben, das (laut Gutachten) teilweise baufällige Hans-Sachs-Haus denkmalgerecht zu sanieren, scheiterte an ungünstig abgeschlossenen Verträgen und der desolaten finanziellen Lage der Stadt Gelsenkirchen. Eine Kostenexplosion verhinderte die ursprünglich für 2007 vorgesehene Wiedereröffnung, stattdessen folgte ein langer Baustopp. Schließlich wurden im Rahmen eines Architektenwettbewerbs Möglichkeiten zu Erhalt und Wiederbelebung des Hauses gesucht. Gewinner des Wettbewerbs war das Architekturbüro Gerkan, Marg und Partner, dessen Entwurf eine Entkernung des historischen Hans-Sachs-Hauses und einen Neubau unter Erhalt der Backsteinfassade und des Turmes vorsah. Nach der Phase des Innenausbaus fand die anschließende Übergabe im August 2013 statt. Seitdem ist das Hans-Sachs-Haus wieder der Sitz von Stadtverwaltung und Oberbürgermeister.

#### Musiktheater
Das 1956–1959 von Werner Ruhnau, Harald Deilmann, Ortwin Rave und Max von Hausen erbaute Musiktheater im Revier ist eines der bedeutendsten Bauwerke der deutschen Nachkriegsarchitektur und bietet 1005 Besuchern Platz. Besonders bei Nacht strahlt das an der Florastraße gelegene MiR ein besonderes Flair aus. Im Foyer des MiR befinden sich große blaue Schwammreliefs des französischen Künstlers Yves Klein. Das angegliederte Kleine Haus (für 347 Besucher) beherbergt eine frühe kinetische Arbeit von Jean Tinguely.

#### Backsteinexpressionismus
Der Architekt Josef Franke prägte in den 1920er Jahren das Stadtbild Gelsenkirchens mit mehreren repräsentativen Bauten, die man dem Backsteinexpressionismus zurechnet. Hierzu gehören unter anderem das Ricarda-Huch-Gymnasium (früher Lyzeum Aloysianum), das Wohn- und Geschäftshaus Ring-Eck, das Straßenbahndepot an der Wanner Straße und die Heilig-Kreuz-Kirche (Bochumer Straße 115) in Ückendorf, eine katholische Parabelkirche von 1927 bis 1929. Über drei Portalen wurde ein 41 m hoher Turm errichtet, welcher in der Mitte zwei Glockentürme verbindet. Ganz oben wurde eine Christusfigur aus Backsteinen gemauert. 1993 bekam die Kirche die Auszeichnung Europa Nostra und steht seit den 1990er Jahren unter Denkmalschutz. Sie wurde 2008 als Kirche geschlossen und dient als Ausstellungsgebäude.
Weitere Beispiele für den in Gelsenkirchen weit verbreiteten Backstein-Expressionismus sind das 1928 erbaute ehemalige Finanzamt Süd, das 1920 erbaute Volkshaus Rotthausen und das Hans-Sachs-Haus (s. o.). Westlich des Finanzamts an der Zeppelinallee 15 hat der Bauherr Hohen-Hinnebusch in den 1930er Jahren ein Mehrfamilienhaus gebaut. Oben in die Fassade hat er den Mann mit leeren Taschen aus Sandstein einbauen lassen. Die Figur weist noch heute unwidersprochen zum ehemaligen Finanzamt.

#### Sportarchitektur

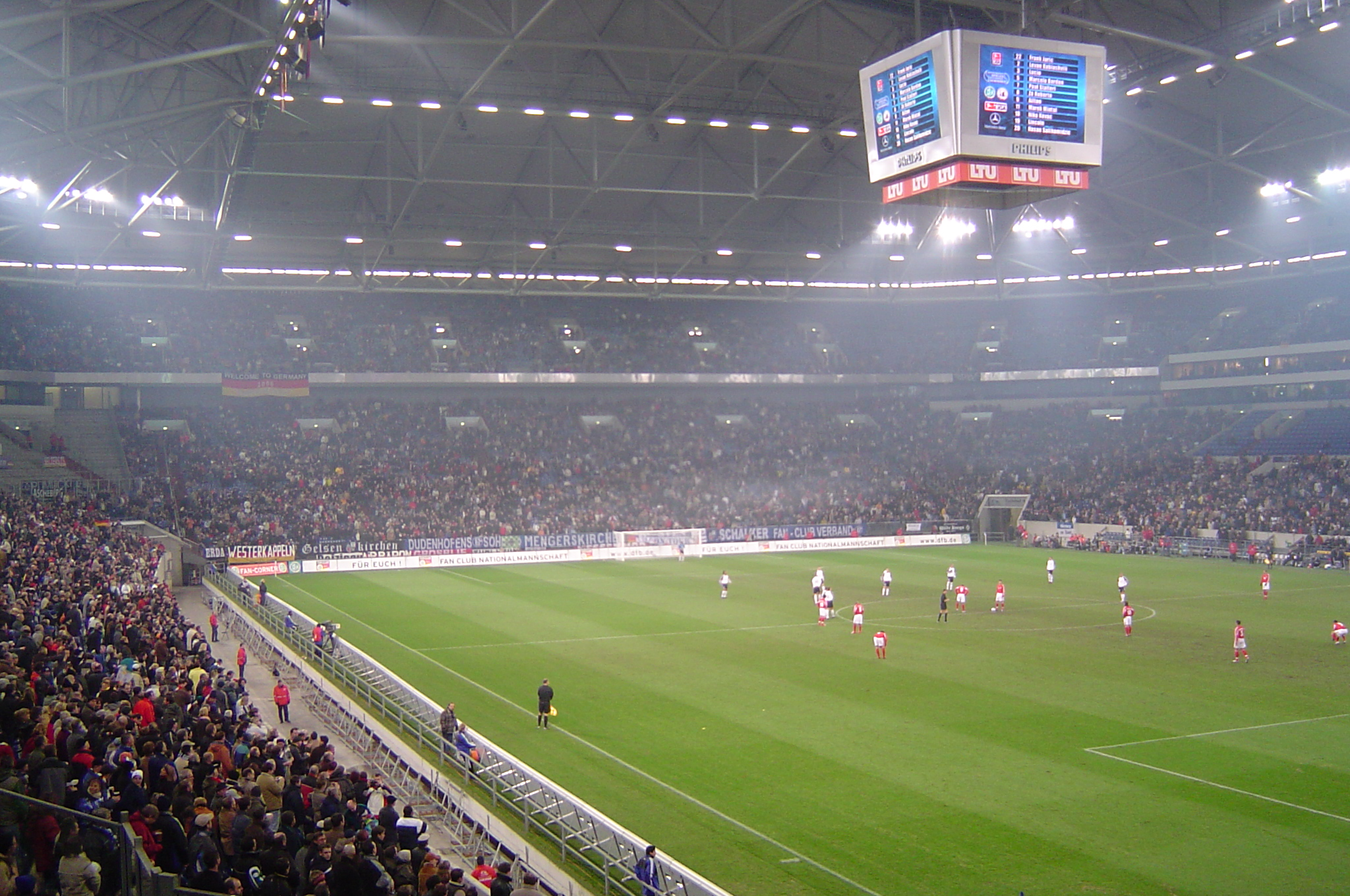
Innenansicht der Arena (Karte H/11)

Das bekannteste und größte Bauwerk in Gelsenkirchen ist die 2001 im Stadtteil Erle erbaute Veltins-Arena (ehemalige Arena Auf Schalke); es hat einen herausfahrbaren Rasen und ein schließbares Dach. Die Heimspielstätte des FC Schalke 04 bietet bei nationalen Fußballspielen 62.271 Gästen Platz, bei internationalen Spielen gibt es auf Grund des Stehplatzverbotes lediglich 54.740 Plätze in der Arena. Bei Konzerten hat die Arena sogar eine Kapazität von 79.612 Zuschauern. Das nach dem UEFA-Stadioninfrastruktur-Reglement zunächst als Elitestadion, seit 2010 in die Klassifikation 4 eingestufte Stadion ist von vielen, selbst weit entfernten Punkten im Ruhrgebiet aus zu sehen.
In unmittelbarer Nachbarschaft der Veltins-Arena befindet sich ihr Vorgänger – das Parkstadion. Es wurde 1973 als Nachfolger der Glückauf-Kampfbahn eröffnet, die sich allerdings noch auf der Gemarkung Heßler (heute im Stadtteil Schalke-Nord) befand, und war ein Jahr später ein Spielort der Fußball-Weltmeisterschaft 1974. Nach dem Abriss eines Großteils des Stadions wurden dort zur Fußball-Weltmeisterschaft 2006 ein Hotel sowie ein Reha-Zentrum gebaut. Das Parkstadion besteht heutzutage nur noch aus der ehemaligen Gegengeraden und dort finden seit 2020 die Spiele der 2. Mannschaft des FC Schalke 04 statt.
Die 1965 erbaute und 1979 erweiterte Tribüne des GelsenTrabParks war bei ihrer Eröffnung die größte geschlossene Tribüne Europas. Die Tribüne ist 112 Meter lang und ist mit 9.600 Sitzplätzen ausgestattet.

#### Industriekulturelle Bauwerke und Baudenkmäler

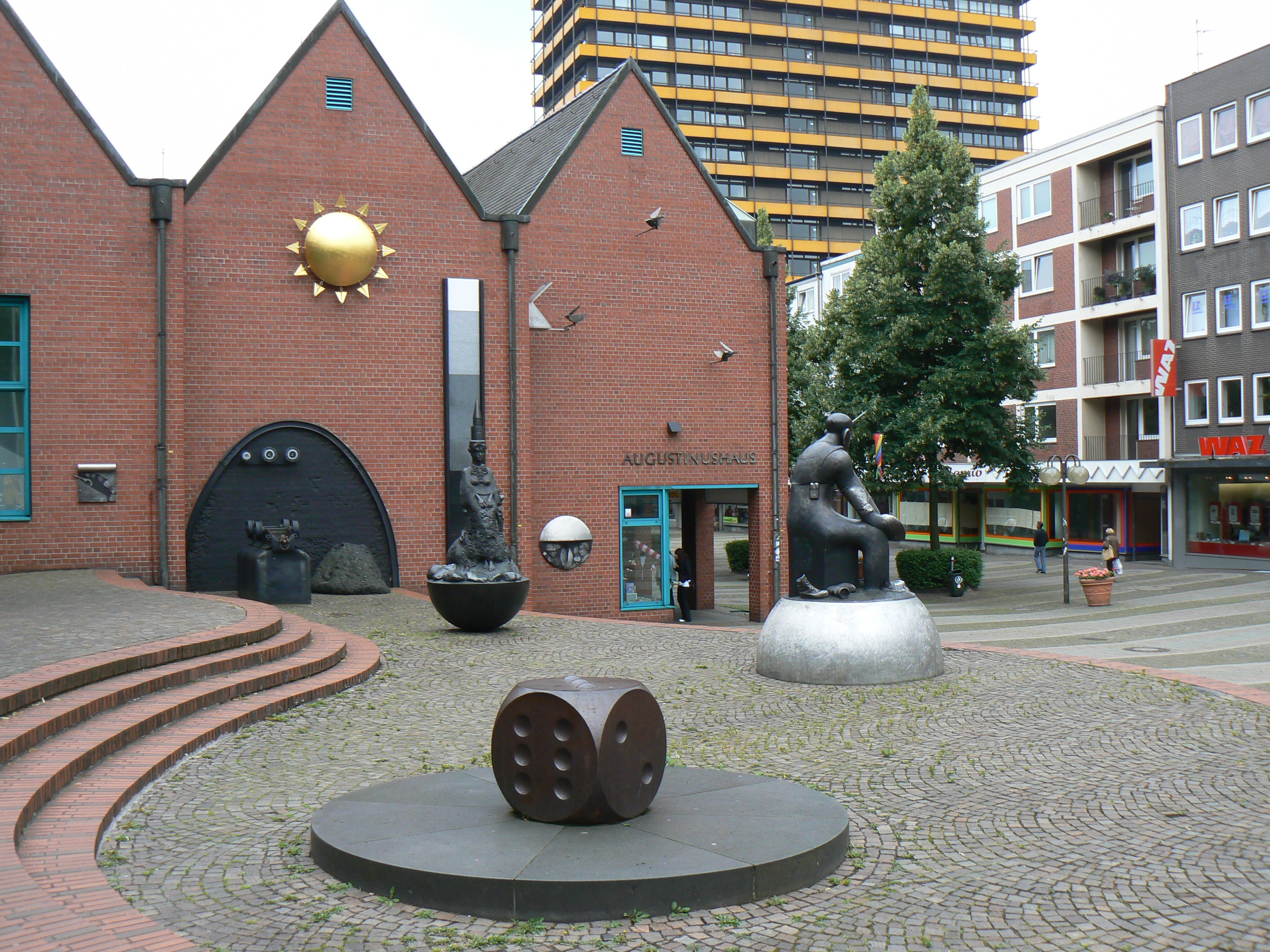
Skulpturenensemble zum Thema Bergbau vor dem Augustinushaus (Jürgen Goertz, 1992/96)

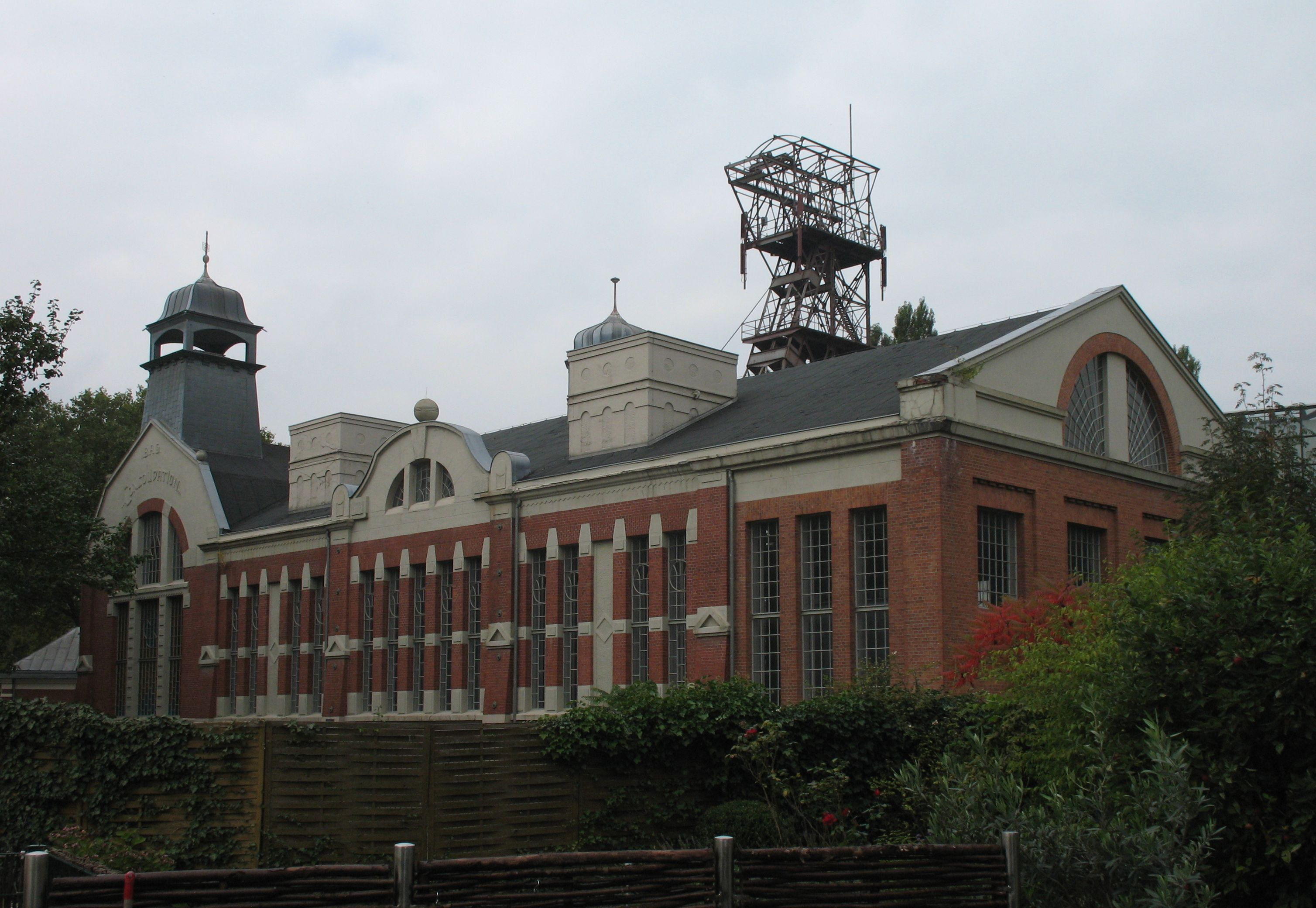
Maschinenhalle des Schachtes Oberschuir

Gelsenkirchen gehörte vom Ende des 19. Jahrhunderts bis zur Mitte des 20. Jahrhunderts zu den größten Städten mit einer überwiegend montanen Wirtschaft. Aus dieser Zeit sind viele Industrieanlagen der Montanindustrie erhalten geblieben. Einige der Anlagen wurden restauriert und zum großen Teil umfunktioniert.
Einige Paradebeispiele für die Umnutzung alter Zechenanlagen sind die Schachthalle der Zeche Nordstern, die heute nach umfassender Restaurierung unter anderem die Hauptverwaltung der THS GmbH beheimatet, die Maschinenhalle des Schachtes Oberschuir der ehemaligen Zeche Consolidation im Stadtteil Feldmark ist regelmäßig Ort für Ausstellungen aller Art, die restaurierte Bergbausiedlung Schüngelberg in Buer an der Halde Rungenberg oder das Consol-Theater, das im Lüftermaschinengebäude der Zeche Consolidation beheimatet ist.
- Doppel-Malakoffanlage der Zeche Holland 1/2
- Fördergerüst der Zeche Consolidation in Bismarck, letzter Doppelbock in Fachwerkbauweise Westfalens
- Fördergerüst, Förderturm und Kaue der Zeche Nordstern im Nordsternpark
- Förderturm mit Maschinenhalle der Zeche Hugo in Buer
- ehemals preußische Zeche Bergmannsglück an der Bergmannsglückstraße nördlich von Buer
- gepunkteter Gasdruckbehälter an der Üchtingstraße/Emscher; gestaltet von Rolf Glasmeier
- ehemaliges Bahnwärterhaus an der Horster Straße mit der Aufschrift „Hugo Bahn“. Es steht seit 1880, ist ein Industrie-Baudenkmal und im besten Zustand.
- Das Bahnbetriebswerk Bismarck von 1924 ist denkmalgeschützt. Es hat einen Rundlokschuppen mit Drehscheibe und liegt an der Grimbergstraße.

#### Weitere Bauten

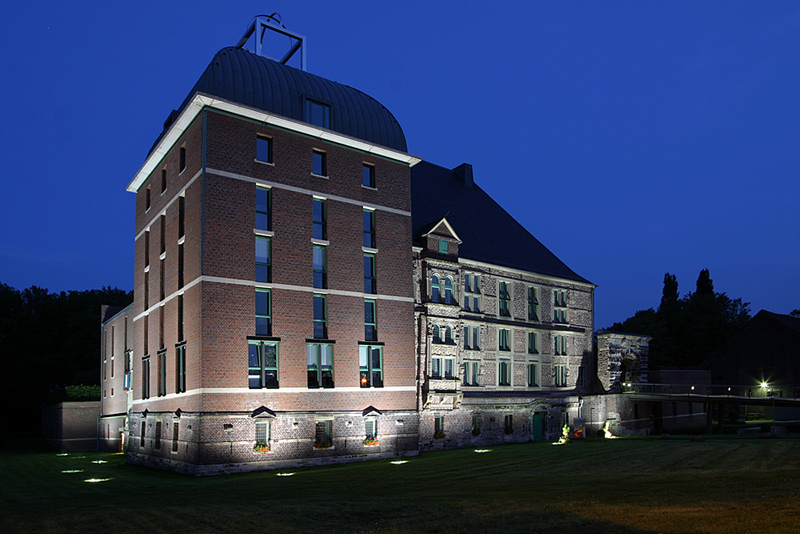
Schloss Horst (Karte D/14)

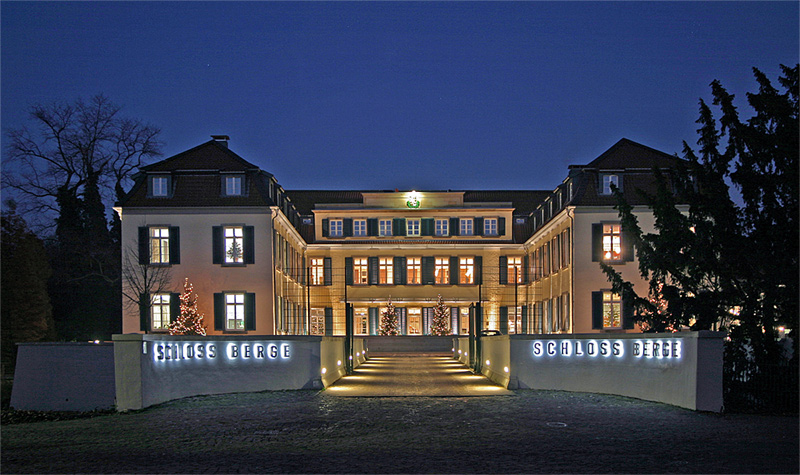
Schloss Berge (Karte G/9)

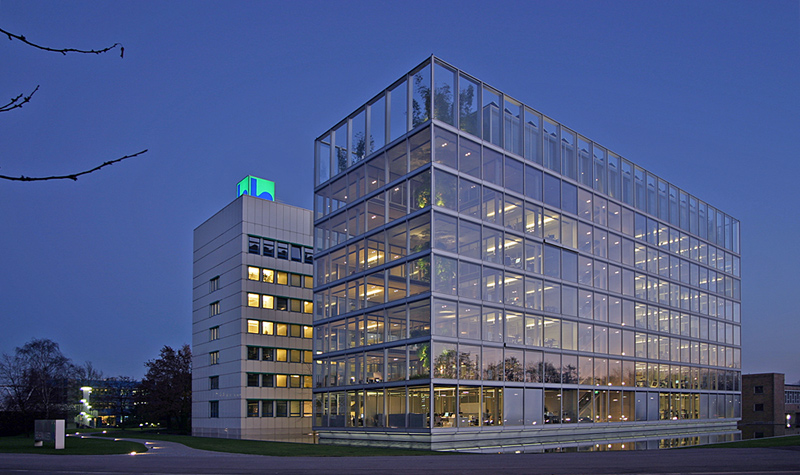
Hauptverwaltung der Gelsenwasser AG

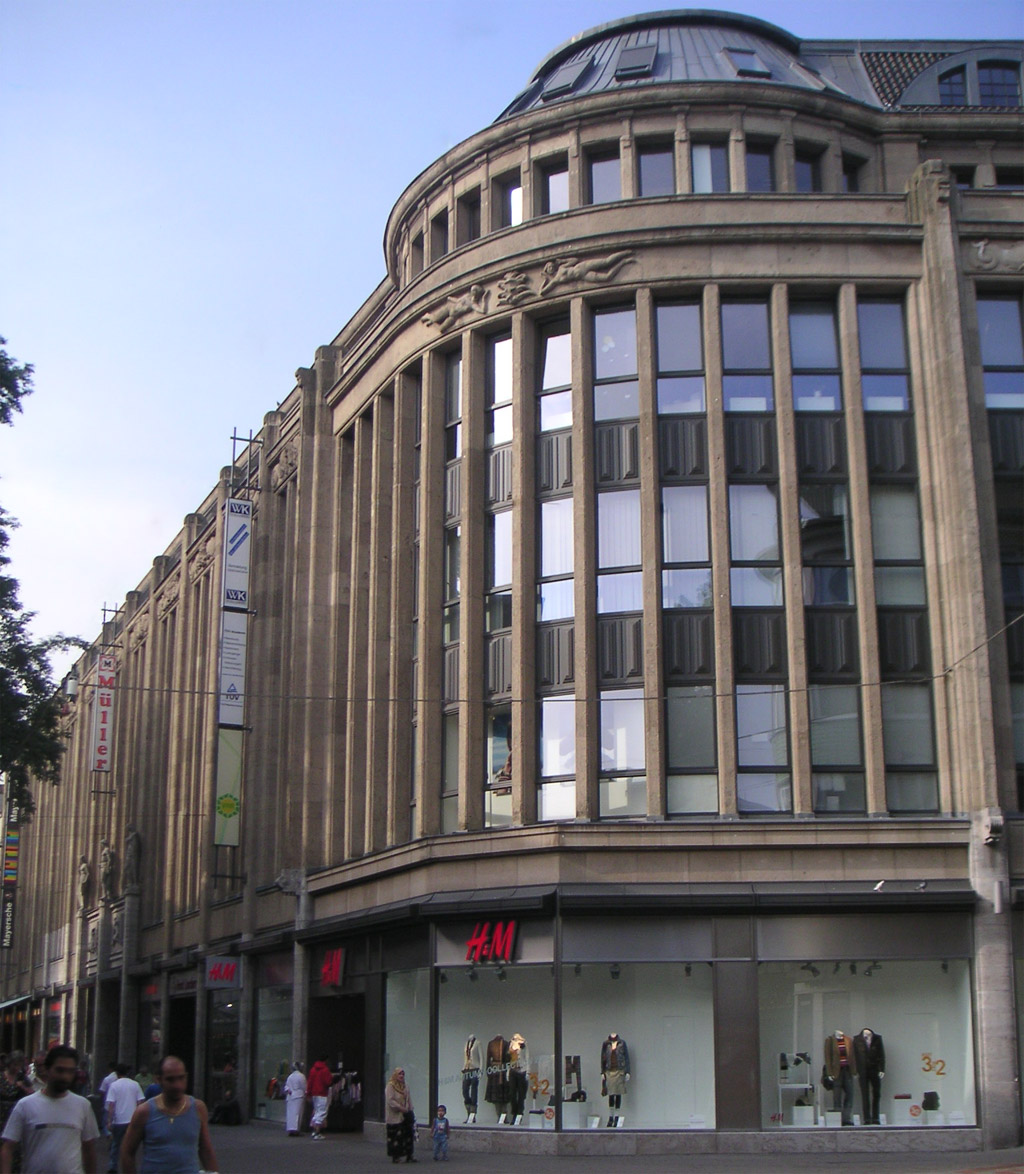
Das WeKa-Karree in der Gelsenkirchener Innenstadt

- Auf einem ausgedehnten Industriegelände in Ückendorf wurde von 1861 bis 1930 in der Zeche Rheinelbe Kohle gefördert, anschließend war das Gussstahlwerk noch bis 1984 in Betrieb. 1989 begannen hier die Planungen für den Wissenschaftspark Rheinelbe, der 1995 anlässlich der IBA Emscher Park errichtet wurde. Er wurde mit dem Deutschen Architekturpreis ausgezeichnet. Die 300 m lange Halle mit ihrer schräg gestellten Glasfassade steht im rechten Winkel zu den angeschlossenen Bürotrakten. In der Glashalle befindet sich eine Arbeit des Lichtkünstlers Dan Flavin; sie bietet Platz für wechselnde Ausstellungen. Der Bau trägt eine der größten Dach-Photovoltaikanlagen. Ähnlich futuristisch wie der Wissenschaftspark präsentiert sich das Institut für Unterirdische Infrastruktur, das sich ebenfalls im Stadtteil Ückendorf befindet.
- Die Wasserburg Haus Lüttinghof wurde 1308 auf Initiative der Kölner Erzbischöfe zum Schutze des Vests Recklinghausen errichtet. Der Name der Wasserburg ist auf die Familie Luttekenhove zurückzuführen, die sie als Lehen erhielt. Der kunstgeschichtliche Rang der Burg beruht auf ihrer mittelalterlichen Silhouette als Niederungsburg. Das von 1988 bis 1991 aufwändig restaurierte Haus Lüttinghof liegt in einem Naturschutzgebiet im Norden Gelsenkirchens, an der Lüttinghofallee 3.
- Ein bedeutendes Renaissance-Schloss im nordwestdeutschen Raum ist das Schloss Horst. Bei Ausgrabungen 2005 am Schloss wurden Fundamente aus der Zeit um 1200 gefunden. Mindestens solange ist der Stadtteil Horst also besiedelt. Zwar wurde schon um 1282 ein erster Bau errichtet, aber der Schlossbau, der heute nach Restaurierung als Standesamt dient, wurde in der Frührenaissance von 1556 bis 1578 errichtet. Neben den restaurierten Teilen entstand auch eine große Glashalle, die den Innenhof des Schlosses überspannt.
- Das Schloss Berge, früher auch Haus Berge genannt, steht im Stadtteil Buer auf der Südseite des Buerschen Berges. Erbaut wurde es als Wasserburg zum Schutze des heutigen Gelsenkirchener Stadtteils Erle, wurde aber in der ersten Hälfte des 16. Jahrhunderts im späten Barockstil zum Schloss umgestaltet.
- Die Hauptverwaltung der Gelsenwasser AG befindet sich an der Kurt-Schumacher-Straße Ecke Willy-Brandt-Allee. Der Neubau wurde 2004 bezogen und ist ein Glaskubus von 55 × 15 × 30 m³. Das umgebende 40 cm tiefe Wasserbecken verhindert einen eigenen Eingang. Der Neubau von den Architekten Anin & Partner ist nur durch drei Brücken vom Altbau aus zu erreichen.

- Das WEKA-Karree in der Innenstadt wurde 1912 von den Düsseldorfer Architekten Walter Klose und Georg Schäfer als Kaufpalast des Warenhaus-Unternehmens Gebr. Alsberg AG erbaut. Heute beheimatet das WEKA-Karree unter anderem eine Niederlassung des VRR, das Blutspendezentrum Gelsenkirchen sowie verschiedene Einzelhandelsgeschäfte.

- Das Kraftwerk Scholven ist mit einer installierten Leistung von 2.300 Megawatt eines der leistungsstärksten Steinkohlekraftwerke Europas. Die 302 m hohen Schornsteine, die zu den höchsten in Deutschland gehören, bilden zusammen mit den sieben Kühltürmen eine beeindruckende Industriekulisse. Von 1981 bis 2003 wurde in Gelsenkirchen-Hassel ein 160 Megawatt leistendes Heizkraftwerk, das Kraftwerk Westerholt, betrieben. Dessen Schornstein war mit 337 Metern Höhe der vierthöchste Kamin in Europa und der höchste Deutschlands. Nach der Stilllegung 2003 wurde das Kraftwerk rückgebaut, der Schornstein wurde am 3. Dezember 2006 gesprengt.
- An der Gildenstraße wurde am 1. Februar 2007 eine neue Synagoge am Standort der alten eröffnet, die 1938 in der Reichspogromnacht niedergebrannt wurde. Die Baukosten von 5,2 Millionen Euro trugen zu je einem Drittel das Land Nordrhein-Westfalen, die Stadt Gelsenkirchen und die jüdische Gemeinde.
- Das Amphitheater Gelsenkirchen am Rhein-Herne-Kanal im Nordsternpark wurde 1997 anlässlich der Bundesgartenschau erbaut. Die Bühne des Amphitheaters liegt in einer eigens für das Amphitheater ausgehobenen Einbuchtung im Rhein-Herne-Kanal. Es dient seit Ende der Bundesgartenschau 1997 immer wieder für Open-Air-Veranstaltungen, wie Konzerte, Boxsportveranstaltungen, Kinovorstellungen und dem jährlich stattfindenden Rock-Hard-Festival.
- Die 1998 erbaute Markthalle im Stadtteil Buer beherbergt neben Marktständen auf 2000 Quadratmetern auch eine vielseitige Gastronomie. Die Markthalle wurde dem Stil alter Hallen und Passagen nachempfunden.
- Amtshaus bzw. Rathaus Buer (erbaut 1911) → Buer.
- Früherer Sitz des Amtsgerichts Gelsenkirchen-Buer (erbaut 1973), Goldbergstraße 89, ein 6-geschossiger Bau aus Stahl und Glas. Vor dem Dienstgebäude befand sich während des Bestehens des Gerichts eine aus beweglichen Stahlzylindern bestehende Mobile Plastik ohne Titel des Gelsenkirchener Bildhauers Günter Tollmann. Mit dem Umzug im Januar 2016 wurde diese Plastik vor das neue Justizzentrum im Gelsenkirchener Süden versetzt.
- Justizzentrum an der Ecke Bochumer Straße/Junkerweg im Stadtteil Neustadt
- Früherer Sitz des Amtsgerichts Gelsenkirchen an der Overwegstraße, typischer Behördenbau aus der Zeit um 1900, jedoch nach Kriegsschäden verändert
- Die umgewidmete Bleckkirche (heute städtische Kulturstätte) in Bismarck war die älteste Kirche der Stadt.
- Haus Leithe, ehemaliger Adelssitz in Gelsenkirchen-Neustadt
- Haus Leythe, ehemaliges Rittergut in Gelsenkirchen-Erle
- Hallenbäder in Horst, Buer, Schalke und Erle (Sport-Paradies)
- Polizeiwache Buer (erbaut 1926)

### Parks

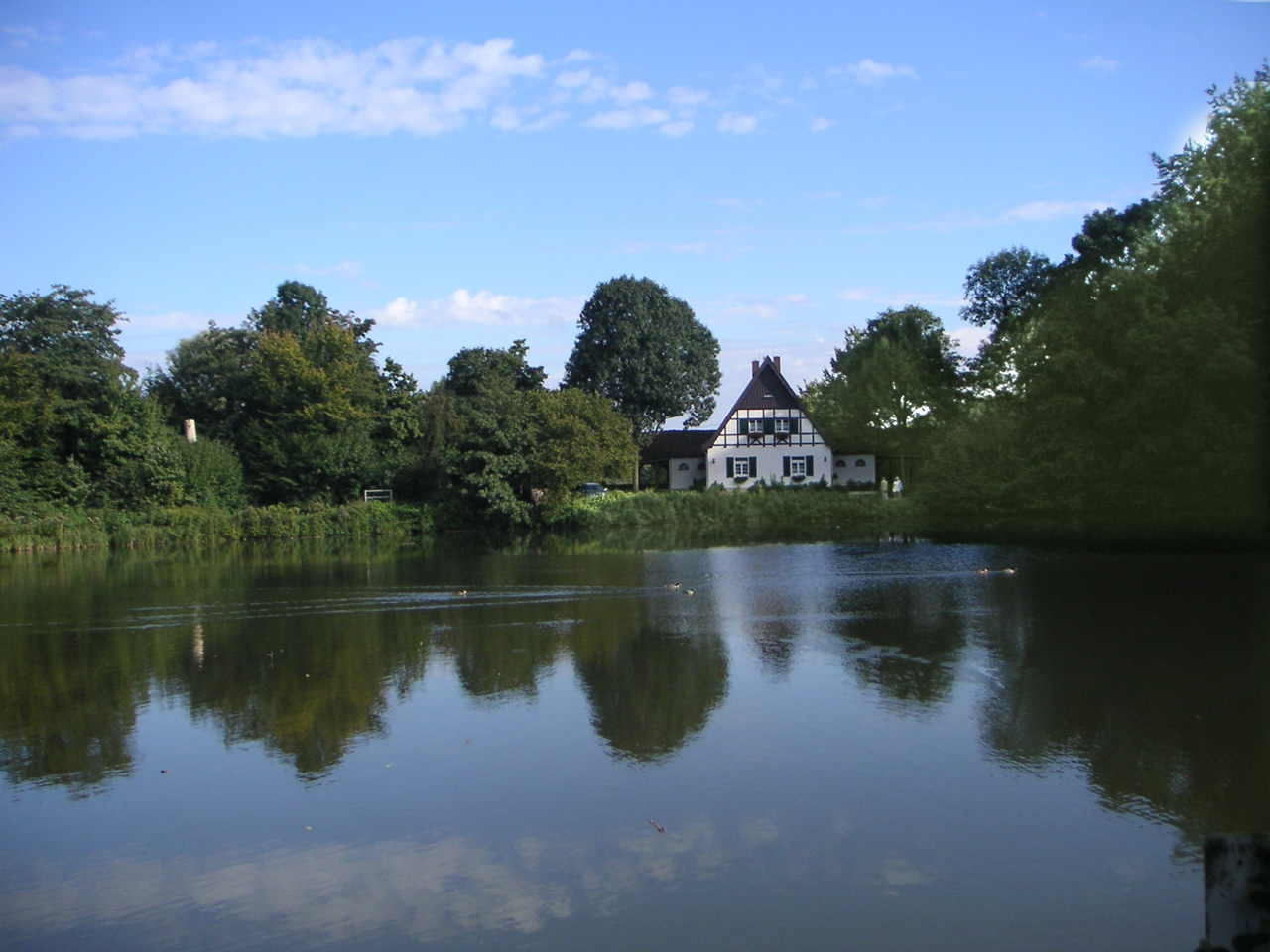
Im buerschen Stadtwald

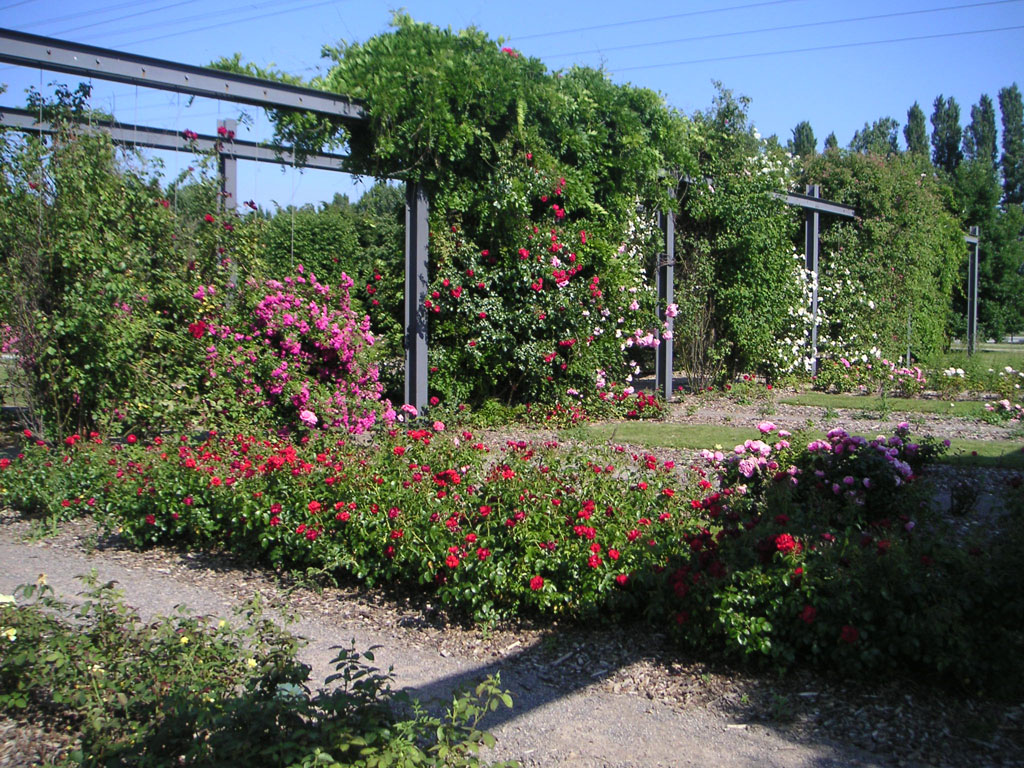
Rosen im Nordsternpark (Karte D/16)

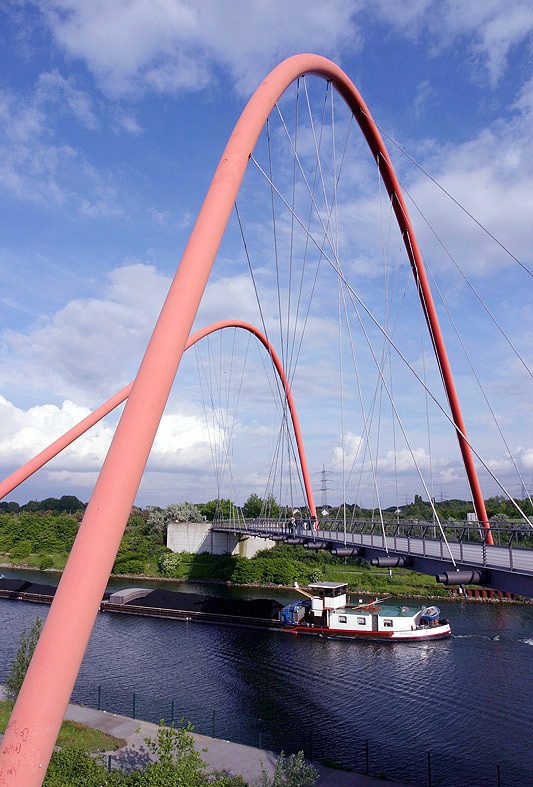
Brücke im Nordsternpark (Karte E/17)

Gelsenkirchen hat neben kleineren Wäldern, wie dem Buerschen Stadtwald im Stadtteil Buer, auch einige Parks. Der in Gelsenkirchen-Horst nördlich des Rhein-Herne-Kanals gelegene Nordsternpark und seine Fortsetzung, der Landschaftspark Heßler südlich des Kanals waren 1997 Ausstellungsgelände der Bundesgartenschau und sind nicht zuletzt wegen des großen Spielplatzes, des Klettergartens, eines Lehr- und Erlebnisbauernhofes und des Herkules von Gelsenkirchen ein beliebtes Ausflugsziel. Im südwestlich gelegenen Revierpark Nienhausen finden viele jährliche Veranstaltungen statt, wie das Sommerfest oder die Mineralienbörse. Ferner befinden sich dort ein Minigolfplatz, ein Freibad, mehrere Spielplätze und das Aktivarium (Therme). Am Nordrand der Stadt wurde 2020 der Glückaufpark Hassel eröffnet.
Im Zentrum der Stadt liegt der etwa 22 Hektar große Gelsenkirchener Stadtgarten, der 1897 unter dem Namen Kaiser-Wilhelm-Park angelegt worden war. Dort gibt es einen großen Enten- und Schwanenteich sowie weitläufige Wiesen.
Der etwa sechs Hektar große Bulmker Park im Stadtteil Bulmke-Hüllen in der Nähe des Stadtzentrums besteht aus einem See mit umherführendem Fußweg. In der Nachkriegszeit galt er als der größte Schwarzmarkt des Ruhrgebietes.
Auf halbem Weg zwischen Veltins-Arena und der Buerer Innenstadt liegt das Schloss Berge mit seinem Park, dessen zentraler Punkt der Berger See ist. Dort findet jährlich ein großes Sommerfest statt, das 2003 mehr als eine halbe Million Besucher hatte. Nördlich steht auf dem Vestischen Rücken das Ehrenmal Gelsenkirchen-Buer. Jenseits des Sees und der Kurt-Schumacher-Str. ist der Lohmühlenteich in einer parkähnlichen Anlage zu finden.
Zusammen mit dem Von-Wedelstaedt-Park und dem Skulpturenwald Rheinelbe kommen so insgesamt 35 km² Grünfläche zusammen – ein Drittel Gesamtfläche Gelsenkirchens (siehe auch: Liste der Landschaftsschutzgebiete und Liste der Naturschutzgebiete).

### Sport

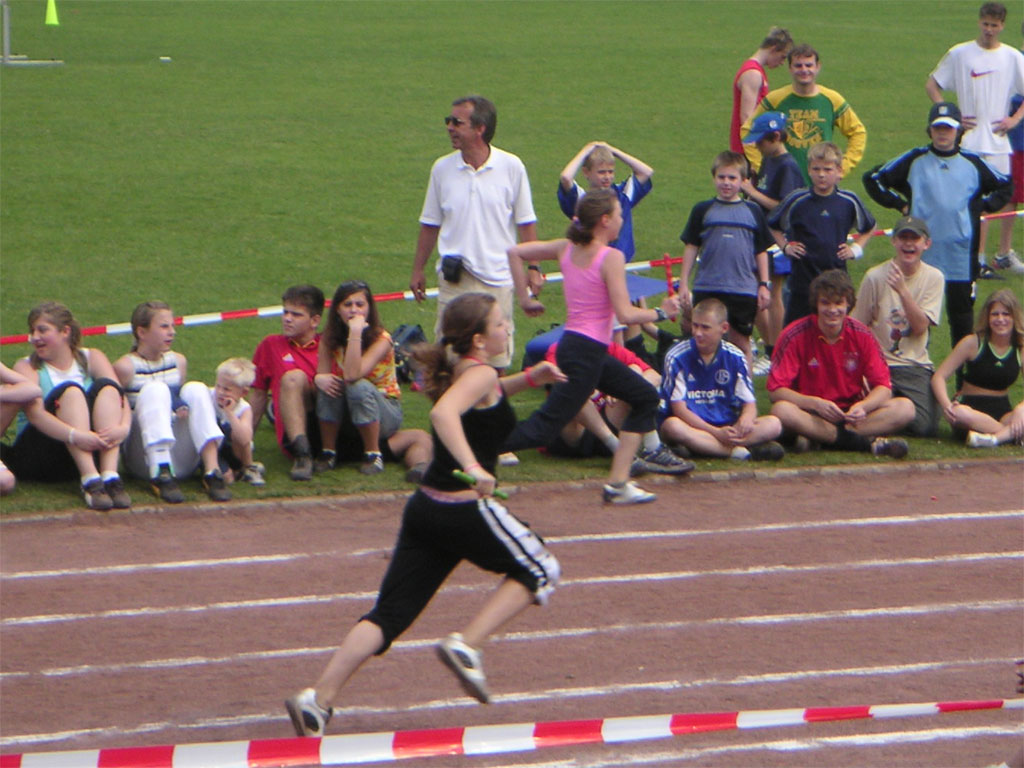
Sportfest im Jahnstadion (Karte G/17)

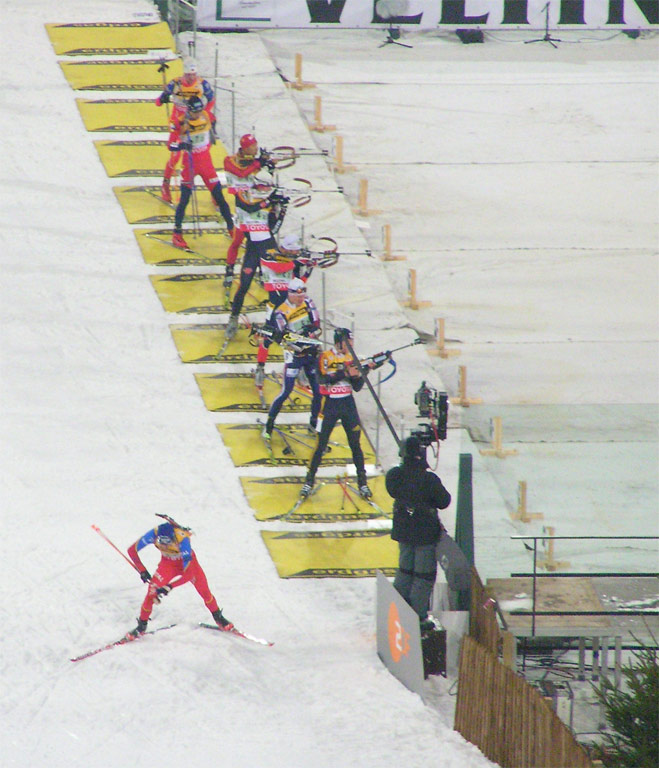
Biathlon WTC 2005 in der Veltins-Arena (Karte H/11)

Der bekannteste Sportverein aus Gelsenkirchen ist der FC Schalke 04 (voller Name seit 1928: FC Gelsenkirchen-Schalke 04), dessen Spielstätte die Veltins-Arena (ehemalige Arena AufSchalke) ist, die auch durch viele Konzerte, Musicals, Opern und andere Veranstaltungen bekannt ist. Zahlreiche Fußballpokal- und Weltmeisterschaftsspiele fanden in Gelsenkirchen statt, darunter drei DFB-Pokalendspiele. Auffälligerweise fanden jedoch von Endspielen deutscher und Weltmeisterschaften, der UEFA Champions League, der UEFA Euro 2024, der UEFA Women’s Champions League, der UEFA Europa League, des Europapokals der Pokalsieger, des DFB-Pokals der Frauen lediglich das der Champions League 2004 sowie mit Mailand geteilt, das des damaligen UEFA-Cups 1997 in Gelsenkirchen statt.
Eishockey wird in der Emscher-Lippe-Halle im Sport-Paradies Gelsenkirchen gespielt. Erfolgreichster Verein war der ESV Schalker Haie, der Mitte der 1980er Jahre zweitklassig spielte. Der momentane Nachfolgeverein, der EHC Gelsenkirchen, widmet sich ausschließlich dem Nachwuchs und spielt mit seinen Nachwuchsmannschaften in den unteren Ligen des LEV-NRW.
In Gelsenkirchen gibt es auch mehrere Basketballvereine, wie die Citybasket Gelsenkirchen, die CSG Bulmke und die Basketballabteilung des FC Schalke 04. Der FC Schalke 04 spielt als ranghöchster Verein in der 2. Bundesliga Pro A und spielte in der Saison 1988/89 sogar in der Basketball-Bundesliga. Außerdem sind in Gelsenkirchen drei Badmintonvereine beheimatet.
Der Boxverein BC Erle 49 war von 1979 bis 1991 in der Ersten Boxbundesliga vertreten und brachte zudem seit 1954 über 40 Deutsche Meister im Einzel hervor.
In Gelsenkirchen gibt es in jedem Stadtteil mindestens eine städtische Sportanlage mit einem Asche- oder Rasenfußballplatz und einer Laufbahn. Zu jedem dieser Sportplätze gehört meistens auch ein Fußballverein. Der nach dem FC Schalke 04 bekannteste war der 2007 aufgelöste STV Horst-Emscher, erwähnenswert sind außerdem der SC Buer-Hassel 1919, der SSV Buer, der SuS Beckhausen 05, SpVgg Erle 1919, der RWW Bismarck 1925 e. V. und der ETuS Gelsenkirchen 34. Insgesamt hat Gelsenkirchen etwa 70 Fußballvereine mit ungefähr 10.000 Mitgliedern.
Ferner hat Gelsenkirchen eine Trabrennbahn im Stadtteil Feldmark in direkter Nähe des Revierpark Nienhausen (GelsenTrabPark). Hier finden häufig sonntags ab 13:30 Uhr oder donnerstags ab 18:30 Uhr Trabrennen statt (in Ausnahmefällen freitags). In Gelsenkirchen gab es eine Galopprennbahn im Stadtteil Horst, die aber schon vor einigen Jahren geschlossen wurde. Inmitten der ehemaligen Galopprennbahn befindet sich eine 9-Loch-Golfanlage.
Außerdem existiert eine Windhundrennbahn an der Wiedehopfstr. im Stadtteil Resser Mark, unweit der Stadtgrenze zu Herne.
Des Weiteren gibt es Freibäder in Heßler (Jahnstadion), das Sport-Paradies in Erle, in dem im Winter nur dessen drei Hallenschwimmbecken zur Verfügung stehen, und im Revierpark Nienhausen (Feldmark). Neben diesen Freibädern gibt es Hallenbäder im Zentrum (Zentralbad), in Horst, in Erle (Sport-Paradies; beinhaltet auch Kegelbahnen und Schießstände) sowie in Buer.
Der Verein TTC Horst Emscher war Ende der 1980er Jahre mit einer Damenmannschaft in der 2. Tischtennis-Bundesliga vertreten.
Gelsenkirchen besitzt zudem einen American-Football-Verein. Die Gelsenkirchen Devils wurden 1992 gegründet und spielen zurzeit in der Regionalliga NRW.
Ferner hat Gelsenkirchen 25 ansässige Schützenvereine. Der älteste, der Schützenverein Buer, wurde 1769 und der jüngste, die Bürgerschützengilde Sutum, 2001 gegründet. Während 15 dieser 25 Vereine heute noch die alte Tradition der Schützen aufrechterhalten, widmen sich die anderen zehn Vereine ausschließlich dem Schießsport. Bekanntester Schützenverein ist der Luftgewehr-Bundesligist BSV Buer-Bülse 1926 e. V.
Mit dem VfB 09/13 Gelsenkirchen hat die Stadt einen Verein, in dem Cricket gespielt wird. Die Black-Miners sind in der Saison 2020 in die 1. Cricket Bundesliga aufgestiegen.
Seit 1966 wurde die Deutsche Dreiband-Meisterschaft insgesamt fünfmal in Gelsenkirchen ausgetragen.
2021 bewarb sich die Stadt als Host Town für die Gestaltung eines viertägigen Programms für eine internationale Delegation der Special Olympics World Summer Games 2023 in Berlin. 2022 wurde sie als Gastgeberin für Special Olympics Seychellen ausgewählt. Damit wurde sie Teil des größten kommunalen Inklusionsprojekts in der Geschichte der Bundesrepublik mit mehr als 200 Host Towns.

### Regelmäßige Veranstaltungen
In Gelsenkirchen finden das ganze Jahr über zahlreiche Veranstaltungen statt, darunter
- ein Sommerfest auf Schloss Berge mit Musik und Feuerwerk (2003 wurden rund 500.000 Besucher an.gegeben)
- ein Sommerfest im Revierpark Nienhausen (Stadtteil Feldmark) mit Liveprogrammen, Spielmöglichkeiten für Kinder und ebenfalls ein Feuerwerk.
- das Schlossparkfest am Schloss Horst,
- das Buersche Cityfest und
- Buer Live.
- Sport

Neben den Festen gibt es viele sportliche Veranstaltungen, wie den Karstadt-Ruhrmarathon, dessen Come-together-Point (der Punkt, an dem die zwei Marathonstrecken zusammenkamen) 2005 in Gelsenkirchen lag. Auch die Ruhr-Olympiade, eine weitere regionale Sportveranstaltung im Ruhrgebiet, erfreut sich jedes Jahr großer Beliebtheit bei Teilnehmern und Zuschauern. Weitere Sportveranstaltungen sind der Emscher-Nachttriathlon im Nordsternpark, die Buersche Radnacht sowie der Biathlon in der Veltins-Arena, für den jährlich mehrere Dutzend Tonnen Schnee unter anderem vom Alpincenter Bottrop herangefahren werden.
- Musik

Überregional bekannt sind die Jazztage Gelsenkirchen, die 2019 zum letzten Mal stattgefunden haben. Seit 2013 gibt es die Konzertreihe FineArtJazz, die mit international bekannten Jazz-Musikern ganzjährig Konzerte in außergewöhnlichen Orten wie z. B. dem Nordsternturm, dem Haus Lüttinghof oder im Schloss Horst stattfinden. Als weitere musikalische Veranstaltungen sind die Buersche Musiknacht, die mehrmals im Jahr stattfindet, und die Gespaña, ein jährlich stattfindendes spanisches Kulturfest, zu nennen. Im Jahr 2003 veranstaltete das Metal-Magazin Rock Hard anlässlich seines 20. Jubiläums an Pfingsten ein Rockfestival im Amphitheater mit hochkarätigen Headlinern wie Blind Guardian. Aufgrund des großen Erfolges wurde das Rock-Hard-Festival im nächsten Jahr wiederholt und ist seitdem zu einem überregionalen Ereignis in Sachen Hard Rock und Metal geworden.
In der Veltins-Arena finden ganzjährig Großkonzerte statt.
- Fotografie

Seit 2008 findet mit nationaler bis internationaler Ausrichtung im Wissenschaftspark Gelsenkirchen jährlich an zwei Tagen die bild.sprachen – Plattform für Fotografie und Fotografieprojekte statt. Der inhaltliche Schwerpunkt liegt bei Fotografie an der Schnittstelle zwischen Gebrauchsfotografie (Design), Dokumentarfotografie und Kunst. Die Plattform bietet Fotografen die Möglichkeit, ihre Projekte, ihre Ideen, ihre Dienstleistung, ihren Stil und ihre Bildsprache Vertretern von Institutionen und Unternehmen aber auch von Medien und aus der Kommunikationsbranche vorzustellen.

### Nachtleben

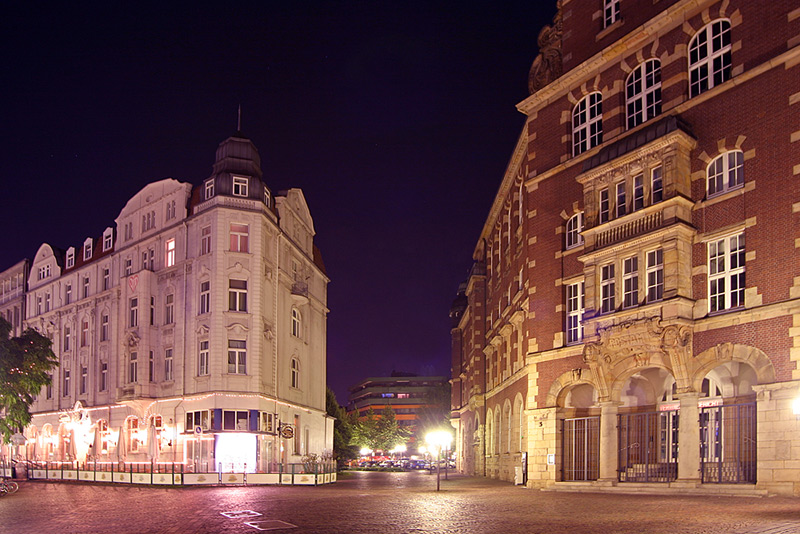
Gelsenkirchener Altstadt (Karte K/19)

Die bestbesuchte Diskothek der Stadt ist die Alte Hütte im Stadtteil Resse, die im Januar 2013 ihr 30-jähriges Bestehen feierte. Die Diskothek Apfelbaum an der Willy-Brandt-Allee schloss im Juli 2008 und wurde im Oktober unter dem Namen Mad-House wieder eröffnet, wurde aber im Sommer 2011 erneut aufgegeben.
Die Kaue, die sich in Teilen der Gebäude der ehemaligen Zeche Wilhelmine Victoria in Gelsenkirchen-Heßler befindet, ist regelmäßig Gastgeber für Kabarett, Konzerte und andere Veranstaltungen. In der Gelsenkirchener Altstadt gibt es mehrere Kneipen und Bars, die mit Partys und ähnlichen Anlässen ein Nachtleben in Gelsenkirchen bieten. Der Irish Pub Consilium (geschlossen 2018), Bang Bang Burger & Beer (ebenfalls bereits wieder geschlossen – an der Stelle befindet sich aktuell das Noah) sowie Rosi sprechen hier eher jüngeres Publikum an. Dazu gibt es noch das Flash Light, welches eine Reminiszenz an die alte Gelsenkirchener Disco Flash ist, sowie den City Pub Musiktreff. Unregelmäßige Partys auf Gelsenkirchener Stadtgebiet veranstaltet ein Zusammenschluss, der unter dem Namen Bang Bang Gelsen alles von Hip-Hop bis House bietet.
Des Weiteren gibt es das in einem nachempfundenen Barock-Ambiente gestalteten Amadeus im Alten Schlachthof, sowie die ebenfalls bekannten, im Stadtteil Buer gelegenen Kneipen Zutz und Fliegenpils, die gelegentlich DJs für Diskoabende engagieren, sowie das Lokal ohne Namen, das in Gelsenkirchen auch Fuck (aufgrund eines nie entfernten Graffitos an der Häuserfront) genannt wird. Auch Cocktailbars wie z. B. das Manyos sind in Buer etabliert. 2007 feierten 25.000 Tanzwillige die größte Ü-30-Party Deutschlands in der Veltins-Arena.

### Filmschauplatz Gelsenkirchen

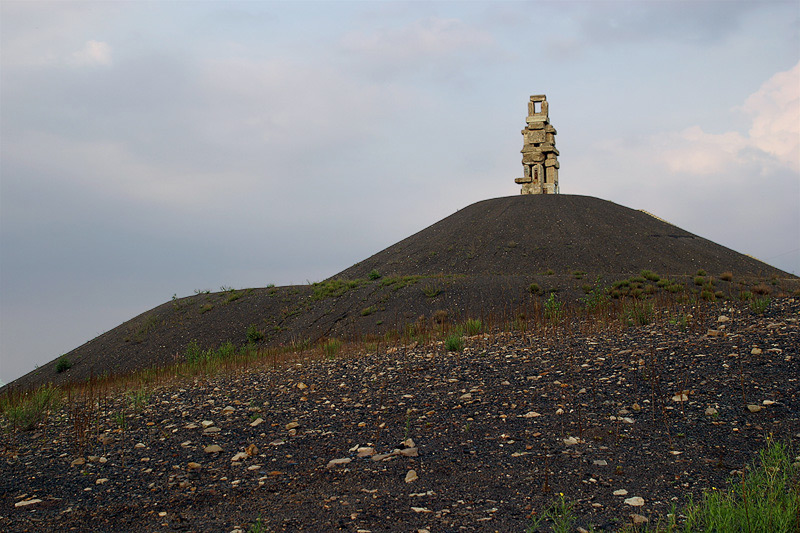
Himmelstreppe auf der Halde Rheinelbe

Für folgende Kino-, Kurz- und Fernsehfilme wurden Szenen in Gelsenkirchen gedreht:
- Kameradschaft, 1931
Regie: Georg Wilhelm Pabst, Darsteller: Fritz Kampers, Alexander Granach, Ernst Busch und andere
Gedreht wurde unter Tage in Gelsenkirchener Bergwerken.
- Das Wunder des Malachias, 1961,
Regie: Bernhard Wicki, Darsteller: Horst Bollmann, Günter Pfitzmann, Günter Strack, Loriot und andere
Gedreht wurde an der evangelischen Altstadtkirche und im Musiktheater im Revier.
- Die Zärtlichkeit der Wölfe, 1973
Regie: Ulli Lommel, Darsteller: Kurt Raab, Wolfgang Schenck, Rainer Werner Fassbinder, Tana Schanzara, Rosel Zech, Brigitte Mira und andere
Gedreht wurde unter anderem auf dem alten Gelsenkirchener Hauptbahnhof.
- Alice in den Städten, 1974
Regie: Wim Wenders, Darsteller: Rüdiger Vogler, Yella Rottländer und andere
Die Szene am Haus der Großmutter wurde an der Kanalstraße in Gelsenkirchen-Bismarck gedreht.
- Das Ende der Beherrschung, 1976
Regie: Gabi Kubach, Darsteller: Gila von Weitershausen, Manfred Zapatka, Pola Kinski und andere
Sowohl der alte Bahnhofsvorplatz und das Innere des alten Hbf sind als Schauplatz einer längeren Szene zu sehen.
- Aufforderung zum Tanz, 1977
Regie: Peter F. Bringmann, Darsteller: Marius Müller-Westernhagen, Guido Gagliardi, Tana Schanzara, Gudrun Landgrebe und andere
Gedreht wurde in der Braunschweiger Straße/Ecke Roßbachstraße in Ückendorf, in der Vohwinkelstraße in Bulmke sowie in der damaligen Disco „Manhattan“ an der Horster Straße in Buer.
- Tour de Ruhr, 1980
Darsteller: Marie-Luise Marjan, Ralf Richter und andere
Gedreht wurde unter anderem an der Hochkampstraße/Ruhrzoo/Parallelstraße
- Flächenbrand, 1980
Gedreht wurde vor allem in der Rudelgasse (Erle) und auf der De-la-Chevallerie-Straße im Bereich des buerschen Rathauses.
- Tatort, Folge Schußfahrt, 1980
Darsteller: unter anderem Willy Semmelrogge
Gedreht wurde am 14. Mai 1980 auf der Feldhauser Straße/Abfahrt zur B 224 Richtung Essen.
- Johnny Flash, 1986
Regie: Werner Nekes, Darsteller: Helge Schneider, Andreas Kunze, Heike-Melba Fendel und andere
Gedreht wurde auf der Trabrennbahn in Gelsenkirchen am Nienhausen-Busch (Gelsentrab-Park).
- Die Lok, 1991
Regie: Gerd Haag, Darsteller: Rolf Hoppe, Marcus Fleischer, Katharina Schüttler, Isabel Dotzauer, Christian Kitsch, Sebastian Kroehnert,
Gedreht wurde auf dem Gelände des historischen Bahnbetriebswerkes Gelsenkirchen-Bismarck.
- Kleine Haie, 1992
Regie: Sönke Wortmann, Darsteller: Jürgen Vogel, Kai Wiesinger, Gedeon Burkhard, Armin Rohde, Meret Becker und andere
- 00 Schneider – Jagd auf Nihil Baxter, 1994
Regie: Helge Schneider, Darsteller: Helge Schneider, Helmut Körschgen, Andreas Kunze und andere
Gedreht wurde an der Kesselstraße in Gelsenkirchen-Bulmke.
- Fußball ist unser Leben, 2000
Regie: Tomy Wigand, Darsteller: Uwe Ochsenknecht, Ralf Richter, Oscar Ortega Sánchez, Tana Schanzara und andere
- Solino, 2002
Regie: Fatih Akin, Darsteller: Christian Tasche, Moritz Bleibtreu und andere
Dieser in Duisburg spielende Film wurde zu einem kleinen Teil in der Schauburg in Gelsenkirchen-Buer gedreht.
- Zwei Wochen Argentinien, 2002
Regie: Holger Haase, Darsteller: Michael Kessler, Uli Krohn, Soraya Gomaa, Annabelle Herrmann und andere
Gedreht wurde in der Erdbrüggenstraße am Gelände der Zeche Consolidation in Bismarck.
- Drei Frauen, ein Plan und die ganz große Kohle, 2002
Regie: Reinhard Schwabenitzky, Darsteller: Tina Ruland, Marco Rima, Elfi Eschke, Meral Perin und andere
Gedreht wurde auf der Berliner Brücke, in der Gewerkenstraße und in der alten Schüngelberg-Siedlung nahe der Zeche Hugo.
- Aus der Tiefe des Raumes (Untertitel: …mitten ins Netz! Groteske, 2004)
Regie: Gil Mehmert, Darsteller: Christoph Maria Herbst, Eckhard Preuß, Sandra S. Leonhard, Arndt Schwering-Sohnrey, Mira Bartuschek und andere
Gedreht wurde unter anderem auf der Bochumer Straße in Gelsenkirchen-Ückendorf, welche mit Oldtimern und alter Straßenbahn in eine Szene aus dem Jahre 1965 verwandelt wurde.
- Der Prinz von Wanne-Eickel (Lustiger Ruhrgebiets-Krimi, 2005/06)
Regie: Alexander von Janitzky, Darsteller unter anderem: Anil Desai, Tim Dickmann, Mario Scheller, Hendrik Michaelis, Sabrina Lange, Alois Bröder, Detlef Zwitzers, Volker Schaper, Harry Wijnvoord, Roberto Blanco, Jürgen Drews.
Gedreht wurde unter anderem an und in der Discothek Venetian, auf einer Gelsenkirchener Golfanlage und am Berger See.
- Melancholie, 2007
Regie: Christoph Nagel, Darsteller unter anderem: Philipp Heise, Lukas Piofczyk, Martha Zaremba, Tobias Sporkmann.
Gedreht wurde unter anderem am Maritim-Hotel, im Stadtgarten, auf der Halde Rheinelbe und am Busbahnhof in Gelsenkirchen-Buer.
- Der Abgrund: Eine Stadt stürzt ein (Katastrophenfilm, 2008)
Regie: Sebastian Vigg, Darsteller: Liane Forestieri, Marco Girnth, Michael Lott, Ercan Durmaz, Oliver Stritzel, Christian Grashof, Henning Baum
Gedreht wurde unter anderem am Verwaltungsgericht (Alte Post), das im Film ein durch Tagebruch einsturzgefährdetes Krankenhaus darstellt; am Café extrablatt, in dem Scheiben und Mobiliar bei einem Beben zu Bruch gehen (im Hintergrund Hamburg-Mannheimer-Gebäude und Bahnhofstraße); auf der Ringstraße (Feuerwehreinsatz zum extrablatt) usw.; alle Feuerwehrfahrzeuge sind von der Feuerwehr Gelsenkirchen, die den Dreh in Gelsenkirchen begleitet hat. Am Ende des Filmes ist auf der Tür des Löschzuges deutlich das Stadtwappen und das Logo der Stadt Gelsenkirchen zu erkennen.
- El Olivo – Der Olivenbaum (Tragikomödie, 2016)
Regie: Icíar Bollaín, Darsteller: Anna Castillo, Javier Gutiérrez, Manuel Cucala
Gedreht wurde im Hans-Sachs-Haus, wo der (künstliche) Olivenbaum im Foyer aufgestellt wurde, und auf dem Alfred-Fischer-Platz an der Rückseite dieses Gebäudes. Im Film wird jedoch assoziiert, es stünde in Düsseldorf.
- Der Junge muss an die frische Luft – Meine Kindheit und ich (Autobiographie, 2017)
Regie: Caroline Link, Darsteller: Hape Kerkeling
Gedreht wurde am Ahlmannshof im Stadtteil Bismarck.
- Gundermann (Musikfilm, 2018)
Regie: Andreas Dresen, Darsteller: Alexander Scheer, Eva Weißenborn, Axel Prahl
Gedreht wurden einzelne Szenen in Hassel.[117]

## Persönlichkeiten
Das ISG Institut für Stadtgeschichte Gelsenkirchen stellt auf ihrer Website eine Auswahl von ausführlichen Biographien zur Verfügung.

## Sonstiges
- Naturschutzgebiet Mechtenberg
- Bergbaubehörde (seit Herbst 2010 geschlossen)[119]
- Stadtteilarchiv Rotthausen e. V. im Volkshaus, Mozartstraße 9, 45884 Gelsenkirchen
- Tierheim in Erle[120]; 2005 gab es in Gelsenkirchen 11.000 Hunde.

## Trivia
- Von Georg Kreisler stammt das Lied „Das gibt es nur bei uns in Gelsenkirchen“[121], welches ebenfalls zur Bekanntheit der Stadt beigetragen hat.[122]
- Im November 2021 gestaltete der Karnevalskünstler Jacques Tilly ein Gelsenkirchen-Bild.[123]